# エジプトの歴史
本項では、エジプトの歴史（エジプトのれきし、History of Egypt、تاريخ مصر）について解説する。
エジプトという歴史地理的空間を定義するのは、ほとんど降水がない砂漠地帯を貫流するナイル川である。元々は草原が広がっていたナイル川周辺の地域が気候変動によって乾燥するに従い、人々はナイル川流域に集まっていった。歴史時代のエジプトの人口はその大半がナイル川両岸の極狭い範囲に集中しており、周囲のオアシスに僅かな人口があった。ナイル川流域は川が分岐して扇状に広がるナイルデルタ地帯である北部の下エジプトと、川の両岸数キロ程度の範囲の可住地が線状に続く上エジプトに分けられる。上エジプト南端部のエレファンティネ島（アスワーン）南にあるナイル川の第1急湍より上流ではナイル川流域の地質が急激に変わり、エジプトとは異なるヌビアと呼ばれる地方を形成していた。しかしヌビアもまたエジプトの住民の歴史的な活動の舞台でもある。

## 概要

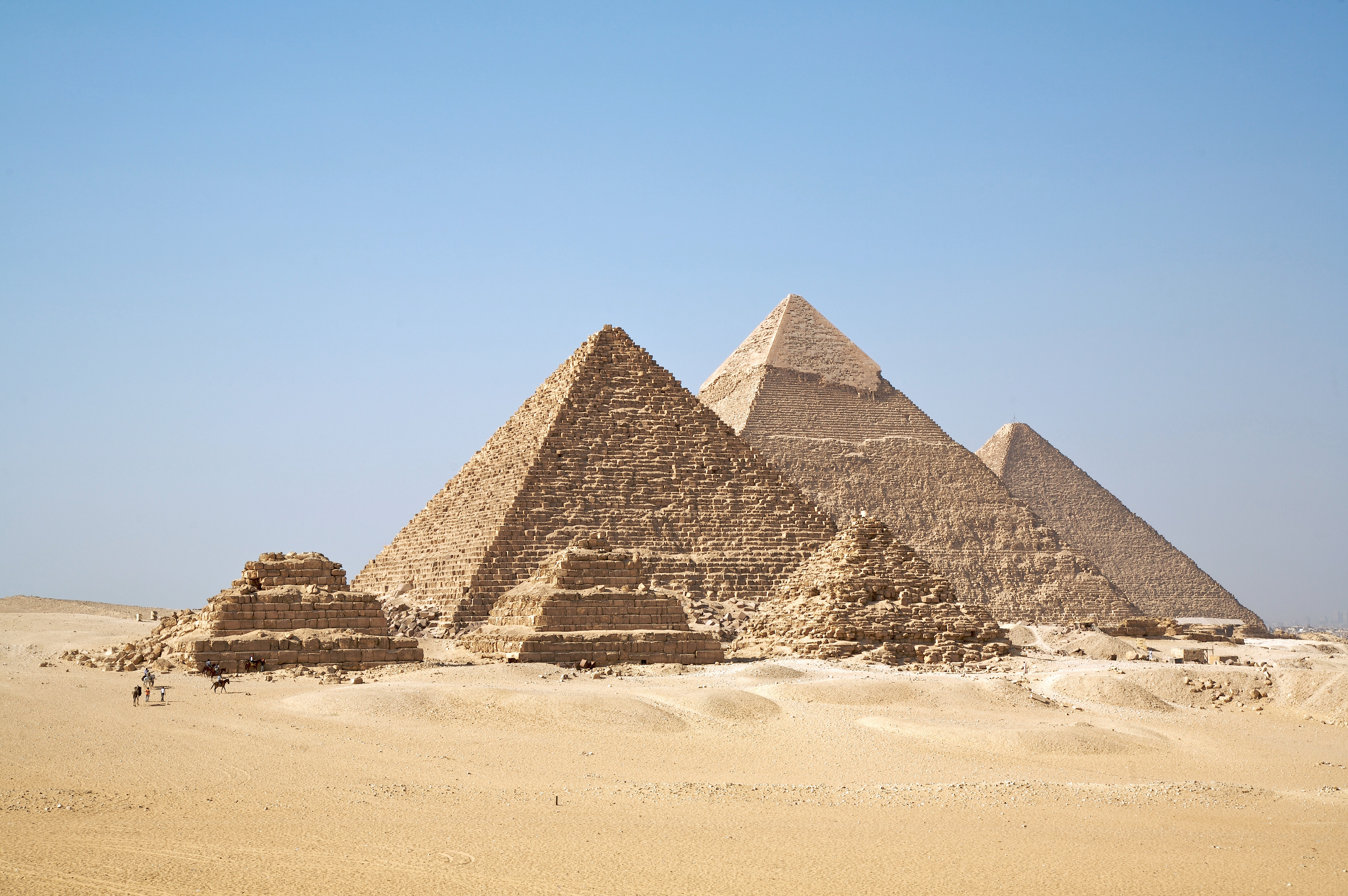
ギザの三大ピラミッド。古代エジプトを象徴する建造物である。

ナイル川流域では前5千年紀から前4千年紀には古代エジプト文明の萌芽となる様々な文化が誕生していた。前4千年紀末には上下エジプトを統一する王朝（エジプト第1王朝）が成立し、以降前30年のローマ帝国による征服まで、およそ30に分類される古代エジプト王朝が神格化された王を中心として国家を営んだ。古代エジプトの王は一般的にファラオと呼ばれる。古代エジプト王朝は大きく古王国（前27世紀―前22世紀）、中王国（前21世紀-前18世紀）、新王国（前16世紀-前11世紀）に分類される。エジプト文明の象徴的建造物であるギザの大ピラミッドがクフ王によって建造されたのは古王国の時代であり、黄金のマスクで知られるツタンカーメン（トゥトゥアンクアメン）王墓は新王国時代の遺構である。

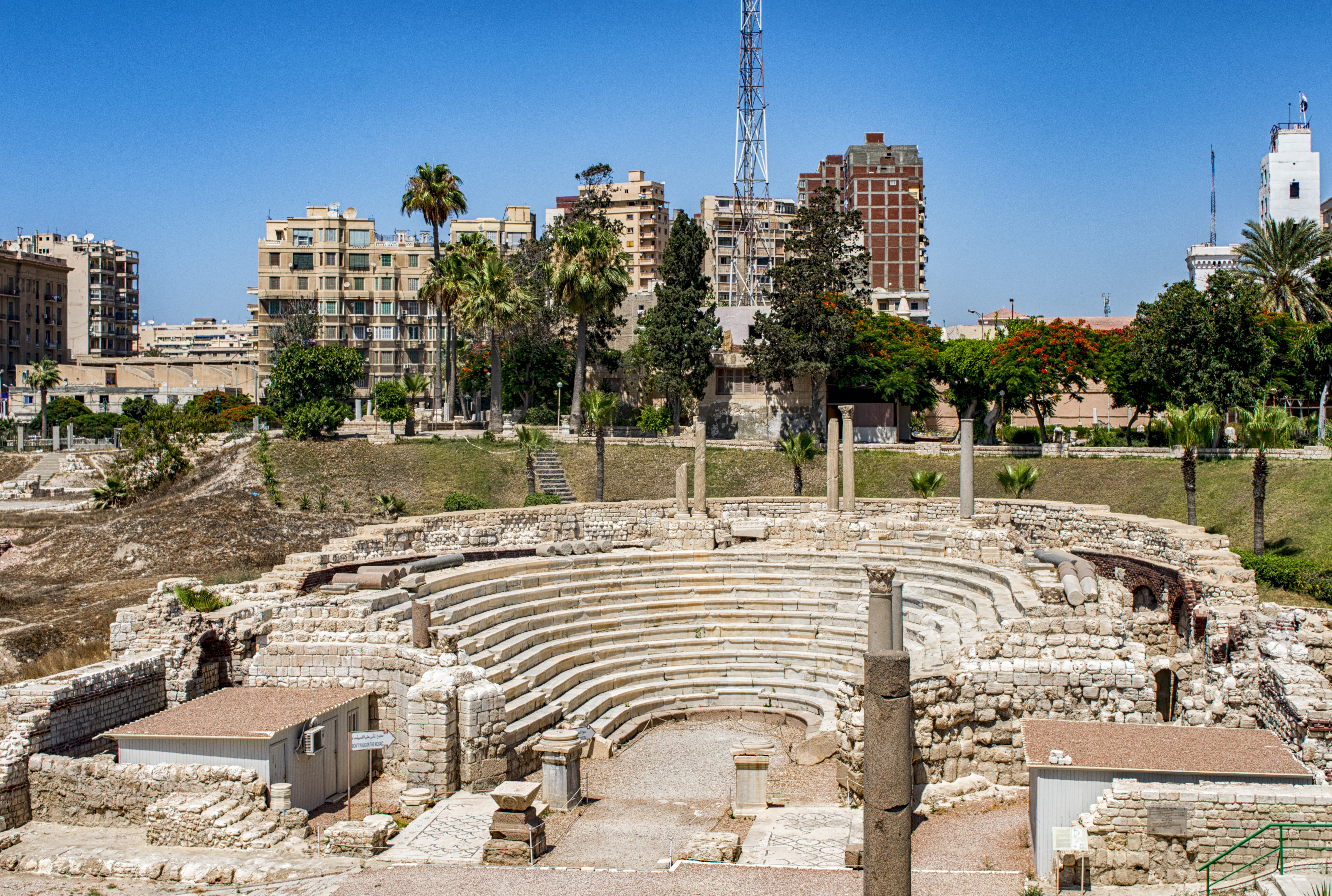
ローマ時代の劇場（アンフィテアトルム）跡

新王国の崩壊後、エジプトではリビュア人やヌビア人など周辺諸国からの流入者による王朝が複数建てられた。やがて前671年にはメソポタミアで勢力を拡張するアッシリアの支配下に入り、以降ハカーマニシュ朝（アケメネス朝）、アレクサンドロス3世の帝国が順次エジプトを支配した。前305年にはアレクサンドロス3世の帝国を分割した後継者（ディアドコイ）の一人、プトレマイオス1世がプトレマイオス朝を建て、その首都アレクサンドリアは東地中海における学問の中心として栄えた。前30年にプトレマイオス朝の実質的な最後の王クレオパトラ7世がローマの執政官（コンスル）オクタウィアヌス（アウグストゥス）に敗れ、エジプトはローマ帝国に組み込まれた。以降、1000年近くにわたり、エジプトはより大きな帝国の一部としてその歴史を歩んだ。ローマ領となったエジプトは皇帝属州アエギュプトゥスとして、穀物を中心とした富を供給し、ローマ人のパンとサーカスを支えた。その後、ローマ帝国は恒常的に複数の皇帝に分割されるようになり、395年の最後のローマ帝国の分割の後、エジプトは東ローマ帝国の管轄下に入った。現在では東ローマ帝国は一般にビザンツ帝国と呼ばれる。この間、エジプトでは新たな宗教キリスト教が普及し、社会の中核を占めるようになっていった。550年にフィラエ島のイシス神殿が閉鎖され、古代エジプト文明時代の古い神々は忘れ去られた。
エジプトは618年にホスロー2世治世下のサーサーン朝によって征服された。ビザンツ帝国はその後エジプトの奪回に成功したが、間もなく新興宗教イスラームを奉じるアラブ人の共同体（ウンマ）によって646年までにエジプトが完全に征服され、以後完全にビザンツ帝国から離れてイスラーム圏に入った。正統カリフ（ハリーファ）時代、ウマイヤ朝、アッバース朝といった歴代のムスリム共同体によって重要な属州としてエジプトの支配は受け継がれたが、アッバース朝末期に入るとイスラーム世界は徐々に「地方化」が進み分裂していった。エジプトでも868年にトゥールーン朝が成立し、久方ぶりにエジプトに拠点を置く独立勢力が誕生した。その後エジプトの支配権はチュニジアで興ったファーティマ朝の手に渡ったが、ファーティマ朝は現在のカイロ（アル＝カーヒラ）に拠点を遷し事実上エジプトの王朝としての歴史を歩んだ。12世紀に入ってファーティマ朝の内部紛争が激しくなると、西欧諸国による十字軍の侵入や権力者の争いの中で頭角を現したサラーフッディーン（サラディン）によって12世紀後半にアイユーブ朝が建てられた。エジプトはイスラーム世界における学問や経済の中心として栄えたが、それ故に外敵の攻撃にも晒され、特に13世紀には十字軍の主要な攻撃目標となった。

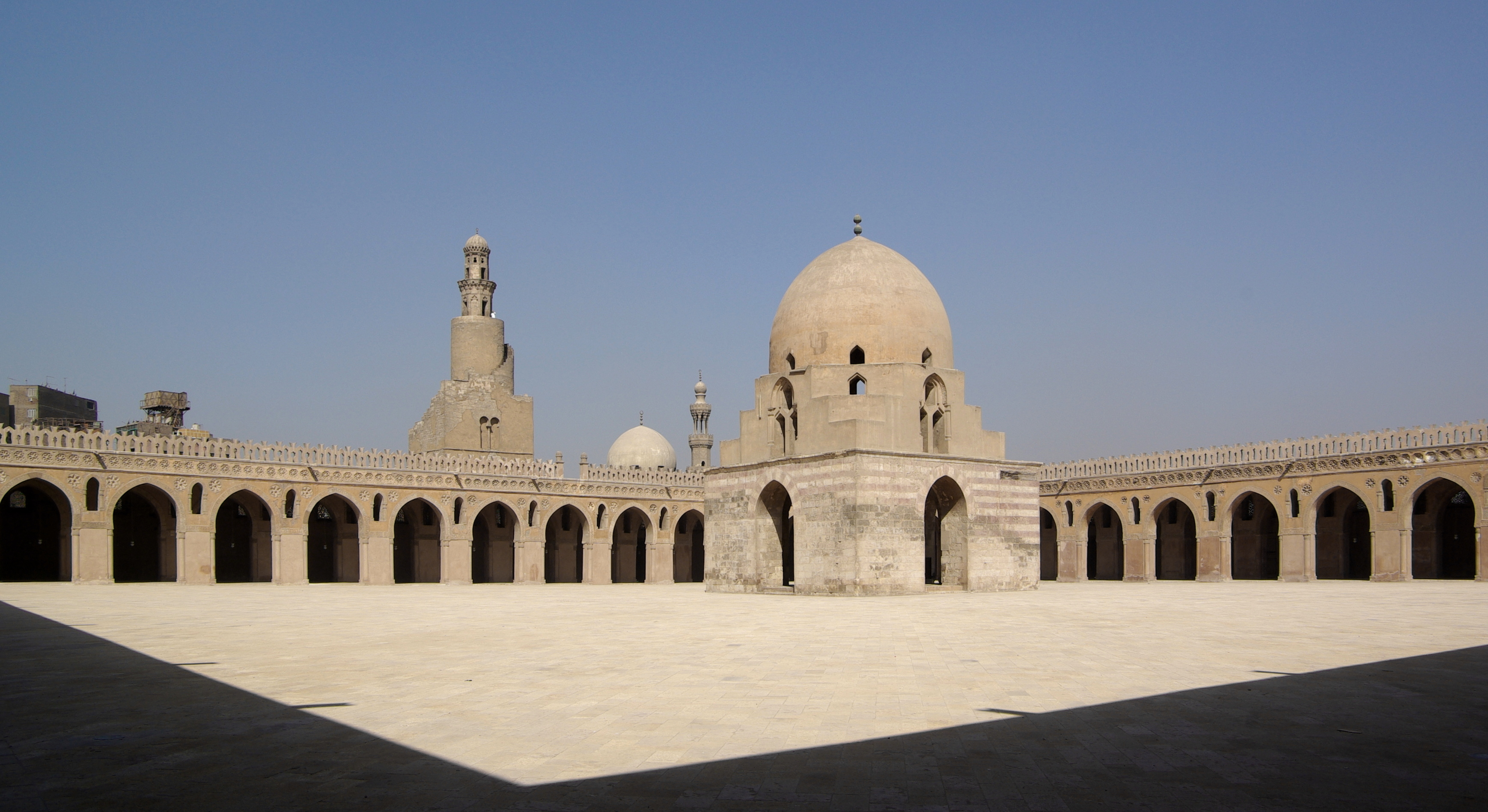
イブン・トゥールーン・モスク。エジプトに現存する最古のモスク（イスラームの礼拝施設）である。

アイユーブ朝では13世紀半ばにマムルーク（奴隷軍人）が政権を握り、新たにマムルーク朝が成立した。テュルク人やチェルケス人などの「白人」奴隷軍人によるこの政権はシリア地方も支配下に置き、モンゴル帝国の侵入も排して16世紀初頭までエジプトを支配した。マムルーク朝の支配は1517年にセリム1世率いるオスマン帝国の攻撃によって終焉を迎えた。以降、オスマン帝国の首都イスタンブルから派遣される総督がエジプトを支配したが、マムルークや有力軍人など在地の権力は強力であり、またエジプト自体も本国に対して高い政治的自立性を維持している期間が長かった。オスマン帝国が斜陽に入り、一方で西欧諸国が勢力を強めると、オスマン帝国のエジプト支配にも動揺が走った。1798年にフランスで権力を握ったナポレオンがエジプトに侵入した。フランスによるエジプト支配は成らなかったが、フランス軍撤退後の政治的混乱の中でオスマン帝国の軍人であったムハンマド・アリーが1805年にエジプトの支配権を掌握し、事実上の独立勢力を作り上げた。

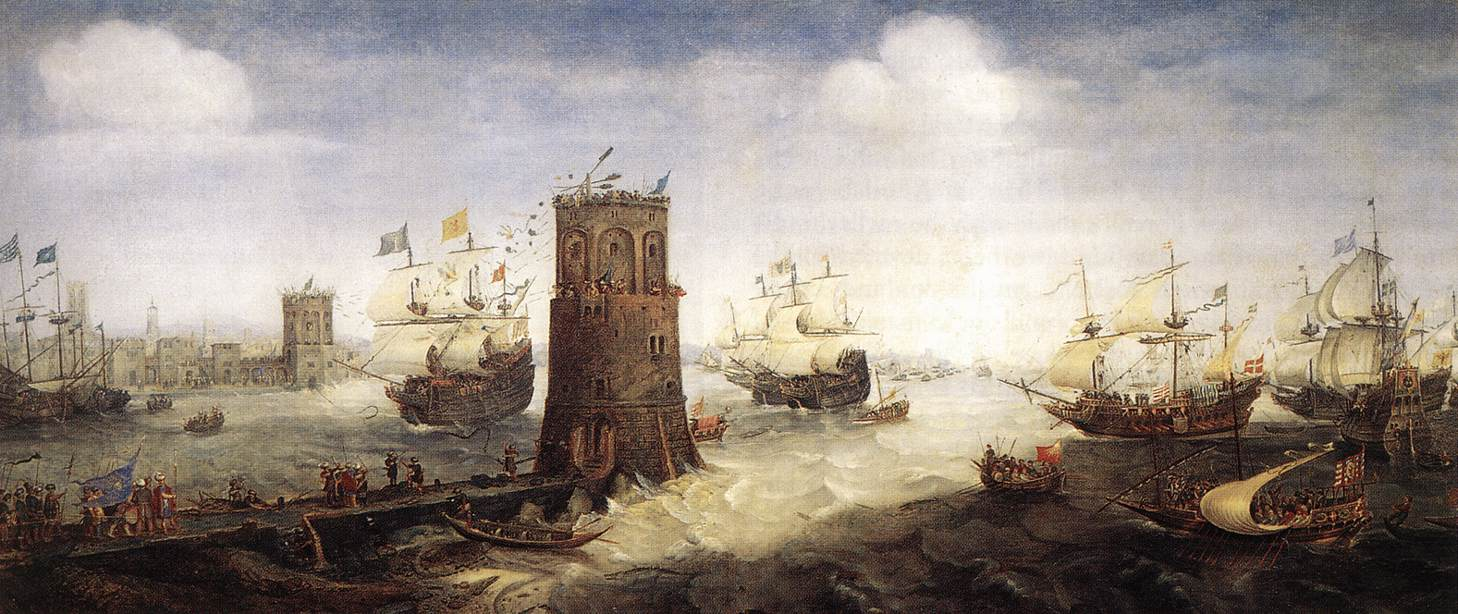
エジプトを攻撃する第5回十字軍。

ムハンマド・アリーはオスマン帝国との数度の戦争によってその領土を蚕食し新たな帝国の形成を目指したが、これを国益上の障害と見たイギリスの軍事介入によって1840年にエジプト以外の全征服地を喪失し、代わりにエジプト総督位の世襲権を得た（ムハンマド・アリー朝）。多くの非西欧諸国で試みられたように、ムハンマド・アリー朝下でエジプトの近代化・西欧化が目指され、内政の改革やスエズ運河の建設などの開発政策が実施されたが、スエズ運河建設に伴う対外債務の負荷や、アフマド・オラービーによる「外来の王朝」に対する革命などの対応に追われる中で、名目的にはオスマン帝国の宗主権の下にありながら実質的にイギリスの植民地と化していった。1914年に第一次世界大戦が勃発するとエジプトは公式にイギリスの保護領とされ、オスマン帝国の宗主権から脱した。
イギリスはエジプトを完全に支配下に置いたものとみなしたが、第一次世界大戦後には激しい民族運動が沸き起こり、エジプト独立の父とも言われるサアド・ザグルールらが独立運動を主導した。結局イギリスはムハンマド・アリー朝の継続のもと、1922年にエジプト王国の独立を承認したが、エジプトへの駐兵を継続し、政治上の様々な留保をつけるなど、エジプトの独立は制限付きのものとなった。エジプトは辛抱強く主権の回復に向けて努力を続け、1936年にはスエズ運河地帯以外からのイギリス軍の撤兵にこぎつけ、1937年に国際連盟に加盟した。また、同年には猶予期間を置いての治外法権の撤廃も勝ち取った。

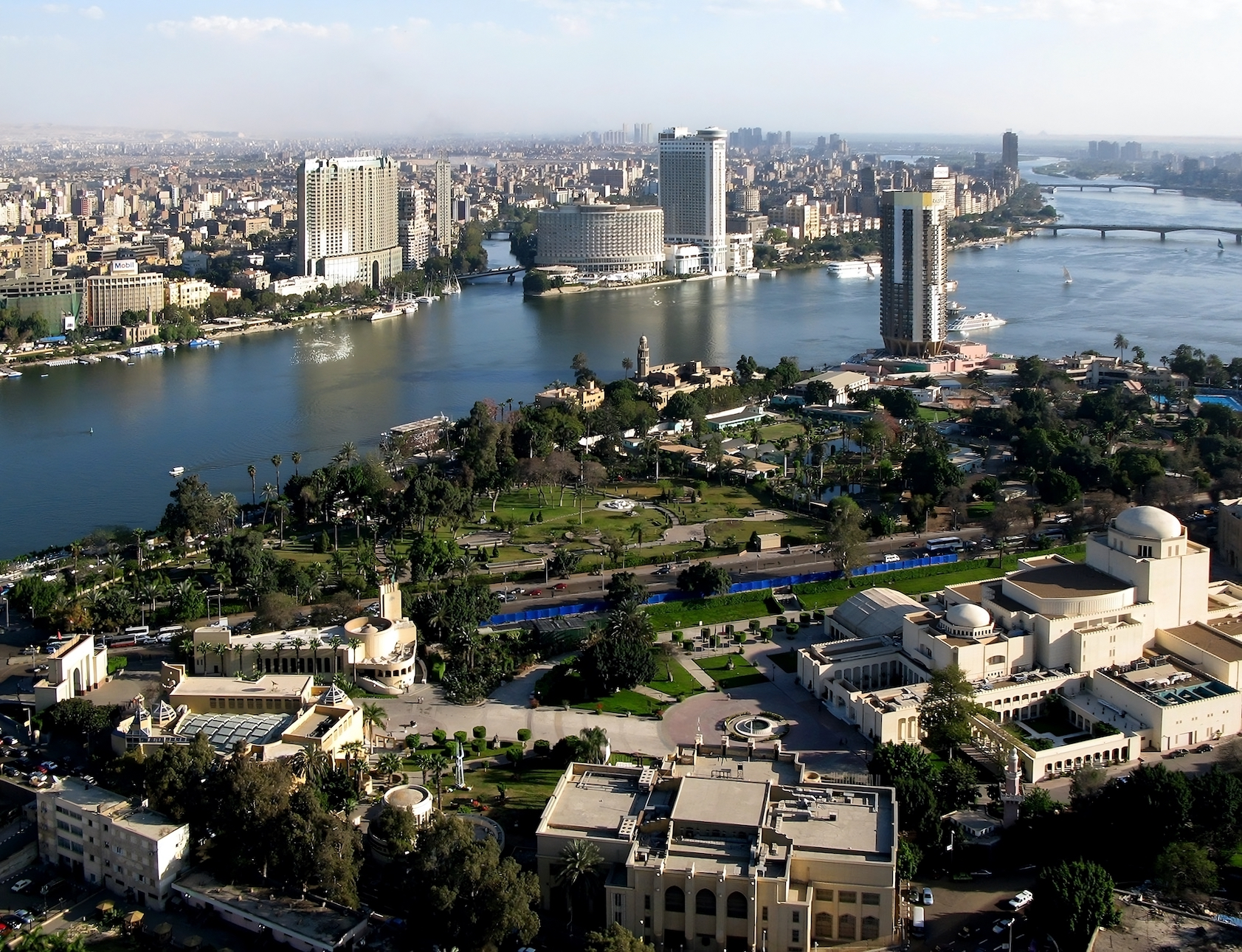
現代のエジプト、カイロ市街。

第二次世界大戦を契機にパレスチナにユダヤ人国家イスラエルが成立すると、エジプトはこれを認めず周辺のアラブ諸国と共に第一次中東戦争でパレスチナに侵攻したが敗れた。敗戦によってムハンマド・アリー朝は権威を失い、1952年には軍のクーデター（エジプト革命）によって王が追放され、翌年に公式に王制の終了が宣言された。共和制への移行後、ナーセル（ナセル）が大統領として主導権を握り、1956年には武力危機の末にスエズ運河の国有化（スエズ動乱）を実現した。アラブ民族主義の台頭の下、ナーセルが中核となって1958年にシリア、イエメンと合邦してアラブ連合共和国が成立した。しかしこの連合は上手く行かず、3年で解体した。1967年には第三次中東戦争でのイスラエルに対する敗北によってナーセルの権威は失墜し、1970年にはナーセルが死去した。
ナーセルの跡を継いだサーダート（サダト）は1979年にイスラエルとの和平（キャンプ・デーヴィッド合意）を実現したが、アラブ諸国との関係悪化を招き、さらに対イスラエル強硬派によって暗殺された。次いで成立したムバーラク（ムバラク）政権はエジプトの国際関係を再編し、アラブ諸国における主導権の回復を目指した。特に1990年のイラクによるクウェート侵攻を契機に始まった湾岸戦争ではアメリカ側に立って多国籍軍に参加し、国際的地位を大きく上昇させた。また、アメリカや湾岸諸国から莫大な経済援助を引き出し、これを梃子に経済開発に力を入れ、大きな成果を上げた。
しかし、2010年にチュニジアで始まった民衆運動は、ソーシャル・メディアなどを通じて瞬く間にアラブ諸国に波及し、エジプトでも大規模な反政府の抗議運動が発生した（アラブの春）。ムバーラク大統領は地位を追われ、その後ソーシャル・メディアなどを駆使して結成された複数の「青年勢力」、そしてムスリム同胞団や「イスラーム集団」、ジハード団などのイスラーム勢力が政治アクターとして存在感を増し、伝統的に大きな権力を持つ軍部なども交えて、新たな体制が模索されている。

## 地誌

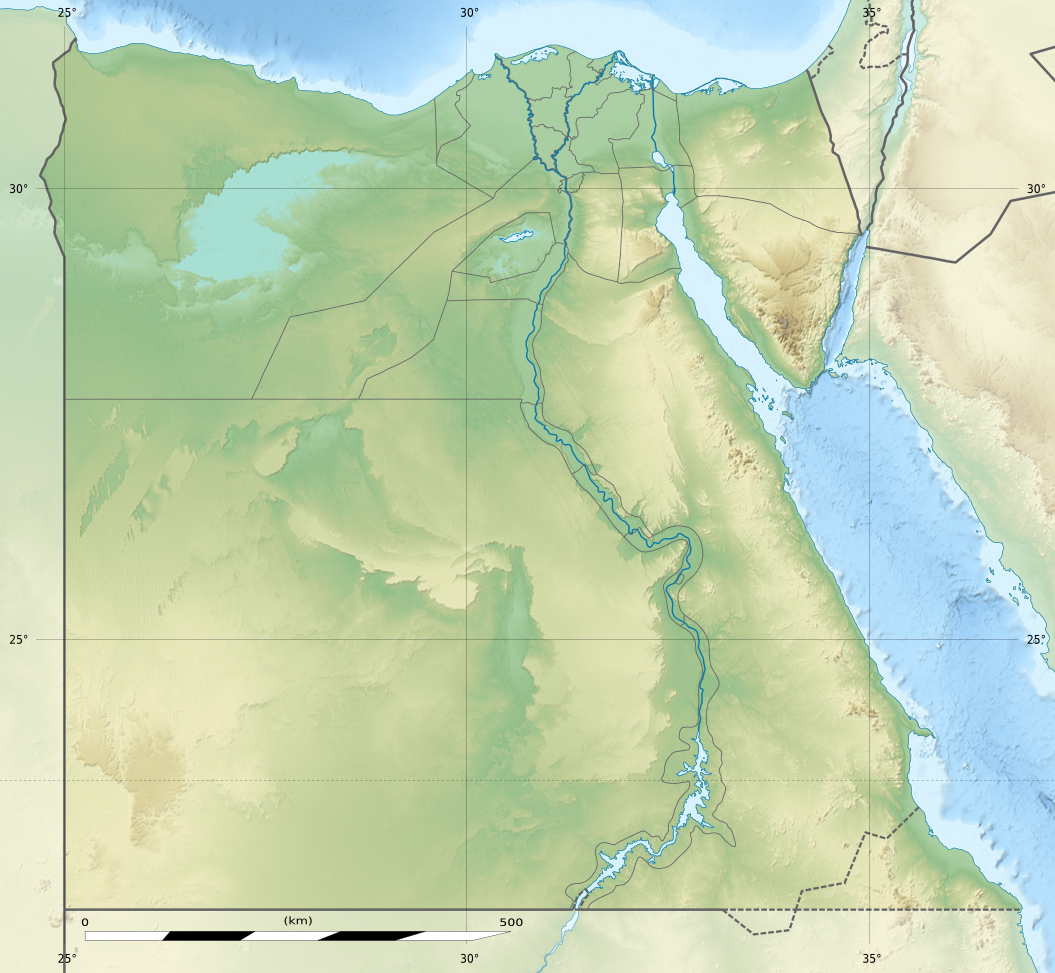
現代のエジプト・アラブ共和国の国境と領内の地形図。

エジプトはアフリカ大陸の北東端にある。土地のほとんどは広大なサハラ砂漠の一部を成す砂漠地帯であり、その中をナイル川が南から北へ向かって流れている。ナイル川は赤道に近いヴィクトリア湖の周辺から生じる白ナイル川とエチオピア高原に水源を持つ青ナイル川が、スーダンのハルトゥームで合流することによって形成され、世界最長の川として知られる。ハルトゥームからエレファンティネ島（アスワーン）に至る地域で、岩盤層の変化によって谷幅の狭い6つの急湍（急流）が形成されており、エレファンティネ以北では谷幅が平均20キロメートルまで広がり、砂漠地帯と崖で区切られるようになる。このような地勢はエレファンティネからカイロ周辺まで続き、カイロより北ではナイル川が分流して扇状に広がるデルタ地帯が広がっている。古来より、急流によって水運が妨げられるエレファンティネ島南の第1急湍の存在によって、ここがエジプトの南の境とされており、ここより南はヌビアと呼ばれていた。さらにカイロ以南の河谷地帯が上エジプト、カイロ以北のナイル・デルタ地帯が下エジプトと呼ばれ、その自然環境の相違によって異なる生活文化が育まれた。
かつてのナイル川は夏に雨季を迎えるエチオピア高原の雨水で増水した青ナイル川や支流のアトパラ川の影響を受けて、毎年6月の夏至の頃から緩やかに増水し、9月から10月にかけて最高水位を迎えた。渇水時と氾濫時の水位差は7メートルを超え、氾濫の後には上流から運ばれてくる養分に富んだ土が地表を覆った。このナイル川の運ぶ「黒い土」の土地と、砂漠地帯の「赤い土」の土地の対比は極めて明快であり、古代エジプト時代にはエジプト人たちは自らの国を「ケメト（黒い土地）」と呼び、周辺の砂漠地帯を「デシェレト（赤い土地）」と呼んだ。このナイル川の特性は冬作物であるムギ類の生態に非常に良く適合しており、毎年の洪水の後に播種を行い、収穫が終わった後に畑を放置しておけば再びナイル川の氾濫によって地力が回復した。このことはエジプトの農業の基本的な姿を規定した。ナイル川の氾濫は非常に規則的ではあったが、毎年の水位は異なっていた。水に覆われる面積の大小がそのまま農地面積の大小に繋がり、またナイル川の増水サイクルが生活のサイクルを決定していたため、ナイル川の水位の管理や増水時期の把握は古代エジプト時代から20世紀に至るまで、政府機構の最も重要な関心事であった。古代エジプトのナイル川沿いの神殿にはナイロメーターと呼ばれるナイル川の水位を計測する階段状の計測施設が設けられ、これはローマ時代やイスラーム以降を通じて使用された。また、増水時期を把握するための努力から一年を365日とする太陽暦が考案され、これは後にローマの執政官ユリウス・カエサルが導入するユリウス暦の原型となった。エジプトの農業は無論、ただ自然に任せるものではなく、ナイル川の水を有効に利用するために、ベイスン灌漑（貯留式灌漑）と呼ばれる農法が発達した。これは増水期に水路によって畑に水を導入し、水門を閉じて2か月弱放置した後、減水したナイル川に一気に排水することで肥えた土を畑に蓄えると共に塩分を除去して塩害を防止するものであった。
このような農業は19世紀まで大きく変化することなく継続したが、技術の発達とともにナイル川の人間による管理が目指された。19世紀以降、西欧の技術導入によって、ナイル川流域の運河網の整備やダムの建設が進められた。運河は渇水時のナイル川から水を導入して夏作物（綿・サトウキビなど）の生産を行うためのもので、夏運河と呼ばれた。また、ダムとそれに付随する水門の建設によってナイル川の水位を人工的に制御することが目指され、19世紀半ばにはデルタ・バラージュが、1902年にはアスワーン・ダムが建設された。これらを通じてエジプトでは一年を通じて収穫が得られるようになっていった。そして1960年代にアスワーン・ハイ・ダムが建設されたことによって、ナイル川の水位は完全に人間の制御下に置かれることになった。今日ではかつてのようにナイル川が氾濫することはもはや無い。これは農業生産を飛躍的に増大させたが、旧来ナイル川によって解決されていた地力の低下や塩害の発生といった問題が生じ、肥料の大量投下が必要になるなどの問題ももたらしている。

## 有史以前
現在、エジプトと呼ばれる地域は第三紀末頃に地質運動の中で形成され、550万年前頃に原始 ナイル川が形成された。このナイル川流域での人類の足跡が初めて確認されるのは50万年前頃と言われる。当時ナイル川流域を含む北アフリカのサハラ地方には広大なステップ地帯が広がっており、非常に温暖な気候であった。

### 旧石器時代

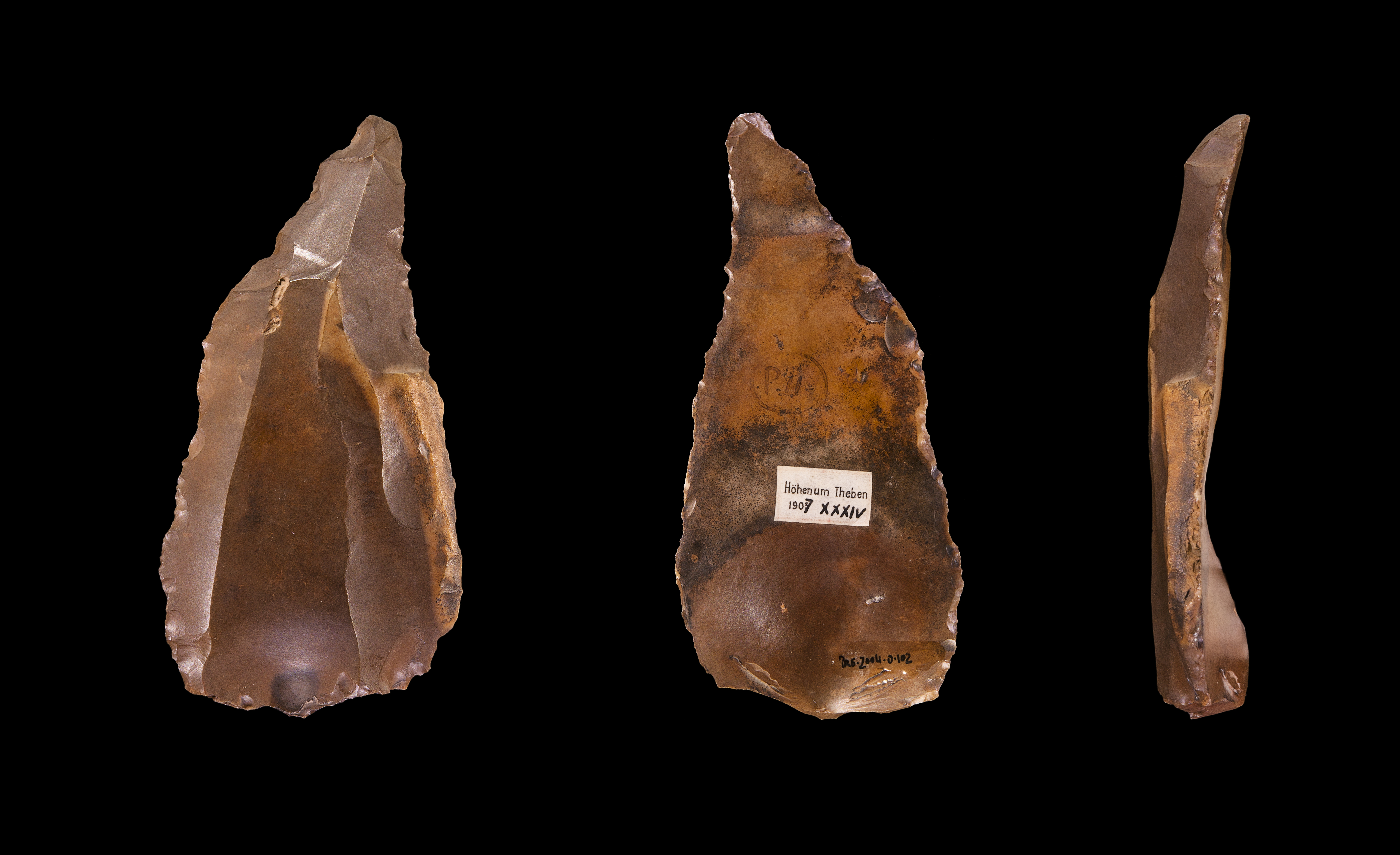
20世紀初頭にエジプトで発見された旧石器時代の石刃。トゥールーズ博物館蔵。

前50000年から前30000年頃には、後期旧石器時代の現生人類がナイル河畔や周辺の湖沼沿い、オアシスを移動しながら大型獣を追い、原始的な狩猟採集生活を送っていたと見られる。後期旧石器時代は石刃技法による石器製作技術の導入によって特徴付けられる。1万年単位のスパンにおいてはナイル川流域・北アフリカの気候は大きく変動しており、後期旧石器時代には現在と同じように乾燥していて広大な砂漠が広がっていた。このため、後期旧石器時代の遺跡はナイル川沿いの土地に集中している。2003年現在、最も古い後期旧石器時代の遺跡は、紀元前31000年頃のものと見られるエジプト中部のナイル川西岸のナズレット・カタル遺跡である。
前19000年頃に入ると、上エジプト南部からスーダン北部にかけての地域に様々な石器文化が集中的に出現した。これらの文化にはクッバニーヤ文化（ハルファン文化）、セビル文化、カダン文化などと呼ばれるものがある。人々はナマズ・貝類に代表されるナイル川の豊富な漁業資源や水鳥、植物に支えられてかなり安定した生活を営んでいた。この後期旧石器時代のエジプトではアフリカ独自の穀物栽培が行われていたという説もあったが、研究の結果現在ではこれは否定されている。
前12000年頃、アフリカ北東部は「第4湿潤期」と呼ばれる時期に入った。これは赤道アフリカのモンスーンを伴う降雨帯が南下し、スーダン北部からエジプト南部に至る地域に年間200mm程度の降雨がもたらされるようになった時期である。第4湿潤期のエジプトも決して雨量豊富というわけではなかったが、砂漠地帯の景観は一変し、タマリスクやアカシア、ナツメヤシが繁茂し、ウサギ、ガゼル、オリックスなどが生息するようになった。
この時代は考古学的には「終末期旧石器時代（Terminal Palaeolithic）」または「続旧石器時代（Epipalaeolithic）」に分類される時代にあたる。緑化が進んだことで人々の生活圏はナイル川の両岸地帯から離れた地域にまで広がり、西方の元砂漠地帯に居住の痕跡が残されるようになった。こうした居住の痕跡はエジプト南部のナブタ・プラヤ遺跡やエジプト北部のシワ・オアシス、ファイユームなどに代表される。人々の居住はとりわけ、夏季の降水が水たまりを作る低地や湧き水のあるオアシス近辺に集中していた。ナブタ・プラヤ遺跡とその周辺からは小型の石刃、尖角器を含む石器や骨角器、ダチョウの卵で作られたビーズなどが見つかっている。ナイル川流域においては、ナイル川中流域（現：スーダン中部）に特に多数の居住痕跡が確認されており、「カルトゥーム中石器（Khartoum Mesolithic）」と呼ばれる文化が広がっていた。現：エジプト地域では南部のナイル川第2急湍付近にアルキン文化（Arkinian）とシャマルク文化（Shamarkian）が広がっていた。これらナイル川沿いの遺跡では魚類や貝類など、ナイル川の水産資源に著しく依存した生活が営まれていたことが発見された遺物から分かっている。
水量の増したナイル川の水産資源は、未だ農耕を知らない終末期旧石器時代の生活文化においてもある程度の定住的生活を可能とした。この頃にエジプトでは磨製石器や土器の使用が開始されたと見られる。2003年時点において確認されている世界最古の土器は日本の縄文土器などを含む東アジアのそれであるが、エジプトにおける土器の使用はそれに次ぐ世界で最も早期のものであり、終末期旧石器時代の早い段階から確認されている。ただし土器の使用は局地的であり、また発見例は断片ばかりで用途ははっきりしない。終末期旧石器時代の後半にはアフリカ北東部全域に土器の使用が広まったが、それでもなお土器が全く出土しないこの時期の遺跡が多数ある。また、前8千年紀には西アジアでムギ類の栽培が、さらに前7千年紀にはヤギの家畜化が始まったと見られているが、エジプトでもこれと同時期かやや遅れて農耕と牧畜が始まった可能性がある。エジプトの農耕と牧畜が西アジアから導入されたのか、独自に開始されたものなのかは多くの学者たちの関心の的であるが、はっきりとはしていない。ただし、特にウシの家畜化についてはエジプト（スーダン）地域で始まった可能性が高いと見られている。確認可能なエジプト最古の穀物栽培の痕跡は前5000年頃に年代づけられるファイユーム出土のエンマーコムギである。これは既に新石器時代の遺跡であるが、より古い時代にナブタ・プラヤ遺跡で栽培が行われた可能性も議論されている。また、アフリカ原生の穀物であるソルガムやミレットが栽培されていた可能性もある。
こうした磨製石器の使用、土器の導入、農耕・牧畜の開始は新石器時代を定義づける要素とされており、それらの導入が新石器時代の開始とみなされているが、全てが同時に、同じ場所で導入されていたわけではなく、新石器時代と旧石器時代の境界は明確ではない。考古学者高宮いづみは概説書において、説明上前6千年紀以降を新石器時代と位置付けている。

### 新石器時代

古代エジプト時代の都市と可住地の地図。

アフリカ大陸北東部の湿潤期は終了へと向かい、前6000年-前5000年頃から次第に乾燥化が進んだ。次第に進む砂漠化によって、人々はナイル川流域へと集まっていった。古代エジプト文明に繋がっていく様々な文化がこの人口が集中したナイル川流域において育まれた。既に述べたファイユーム地方におけるエンマーコムギの栽培痕跡の登場を始め、この頃にナイル川流域における初の農耕・牧畜文化が登場する。旧石器時代から新石器時代への文化の変遷を連続的に確認することができるのはナブタ・プラヤ遺跡のみであり、ナイル川に登場した農耕・牧畜文化とそれ以前のエジプトの文化の関係性については確実なことはわからない。
| 現代の学者による名称                         | 発見地域         | 推定年代                                | 備考 |
| -------------------------------------------- | ---------------- | --------------------------------------- | --- |
| ファイユーム文化（Fayumian)                  | ファイユーム地方 | 前5230年-前4230年頃                     | 発見当初はファイユームA文化（Faiyum A culture）と呼ばれた。 農耕・牧畜が導入されたナイル川下流域最古の文化。            |
| メリムデ文化                                 | 下エジプト       | 前5000年頃、または前4750年-前4250年頃？ | ワルダーン村のメリムデ・ベニ・サラーム遺跡を標準遺跡とする。 これはエジプト・ナイル川流域最古の定住農耕村落遺跡である。 |
| オマリ文化（Omari culture）                  | 下エジプト       | 前4600年-前4400年頃                     | メリムデ文化の最終期と同時期。相互の関係は不明瞭。                                                                      |
| バダリ文化（Badarian culture）               | 上エジプト       | 前4500年-前4000年頃                     | 上エジプト最古の農耕・牧畜文化。                                                                                        |
| カルトゥーム新石器文化（Khartoum Neolithic） | スーダン         | 前4500年、または前4000年頃？            | 牧畜が大きく発展していた。農耕については不明瞭である。                                                                  |

前5千年紀に入ると、上下エジプト、更にスーダンで土器の使用や農耕・牧畜の確実な証拠を伴った文化（新石器時代の文化）が続々と登場する。最も早期と見られるのは上下エジプト結節点そばのファイユーム地方に登場したファイユーム文化（Faiyumian）であり、前5230年-前4230年頃にかけて存続した。この文化はナイル川流域における農耕・牧畜の導入の確実な痕跡を残す最古の文化である。下エジプト（ナイルデルタ）においては前5000年頃、または前4750年頃にメリムデ文化が登場した。この地域ではナイル川流域最古の定住農耕村落遺跡が発見されている。ファイユーム文化とメリムデ文化の終末期に平行する前5千年紀末にはオマリ文化（Omari Culture）が登場している。
上エジプトでは終末期旧石器時代に上エジプトで初の土器を伴う文化であるターリフ文化（Tafirian、前5200年頃）が登場しており、新石器時代に入り前5千年紀終わり頃にはバダリ文化（Badarian culture）で最古の農耕・牧畜の痕跡が確認される。この文化の遺構では多数の副葬品を伴う集団墓地が営まれた。これはエジプトにおける副葬品を伴う墓地の最古の例であり、後の王朝時代の葬送習慣との関係においても重要である。
他に、終末期旧石器時代に栄えたナブタ・プラヤ遺跡を始め、ファラフラ・オアシスやカルーガ・オアシスなど西部のオアシス地帯でも前6千年紀から前5千年紀にかけて新石器時代の遺跡が発見されており、またヌビア南部（現：スーダン中央部）ではかつてのカルトゥーム中石器文化から発達したカルトゥーム新石器（Khartoum Neolithic）文化が普及した。ヌビア北部では前6千年紀にカルトゥーム・ヴァリアント（Khartoum Variant）文化、前5千年紀にポスト・シャマルク文化（Post-Shamarkian）、前5千年紀から前4千年紀にかけてアブカン文化（Abukan）が登場する。これらの文化においては土器の使用とウシを中心とした牧畜が生活の中枢となっていたことが確認されているが、ムギ類の栽培は確認されておらず、その他の農耕の痕跡もはっきりしたものは見つかっていない。総じて、ナイル川上流域では牧畜に比べて農耕の導入は遅かったことが知られ、生活様式が異なっていたと考えられる。
前4千年紀に入ると、下エジプトではマーディ・ブト文化（Maadi culture）、上エジプトではナカダ文化、そしてヌビアではヌビアAグループ文化が発達した。これらの文化はメソポタミアなど周辺地域との密接な関係の中で発達し、またこの頃から銅製品が登場することから、初期青銅器時代に分類される。

## 古代エジプト文明
前4千年紀末から、ローマによる征服まで続いたエジプトの独立王朝、あるいはキリスト教の浸透まで続いた古代エジプト人の「宗教」体系、そして言語などを含む生活文化などは、古代エジプト文明と呼ばれている。古代エジプト史は概ね第1王朝から第31王朝、またはプトレマイオス朝まで至る30余りの王朝に分類されており、これらの王朝は大きく、初期王朝時代（前4千年紀末-前3千年紀前半）、古王国（前3千年紀半ば-前3千年紀末）、第1中間期（前3千年紀末）、中王国（前21世紀頃-前18世紀頃）、第2中間期（前18世紀頃-前16世紀頃）、新王国（前16世紀頃-前1070年頃）、第3中間期および末期王朝時代（前332年頃まで）という時代に区分されている。これらの区分のそれぞれに属する王朝、その期間などについては学者間の見解相違が大きいものの、枠組みとしては通常は上記の分類に沿った説明が行われる。ただし、これはあくまで現代のエジプト学における区分であり、古代エジプトの人々自身がこのような時代区分法を用いていたわけではない。

### 統一王朝以前

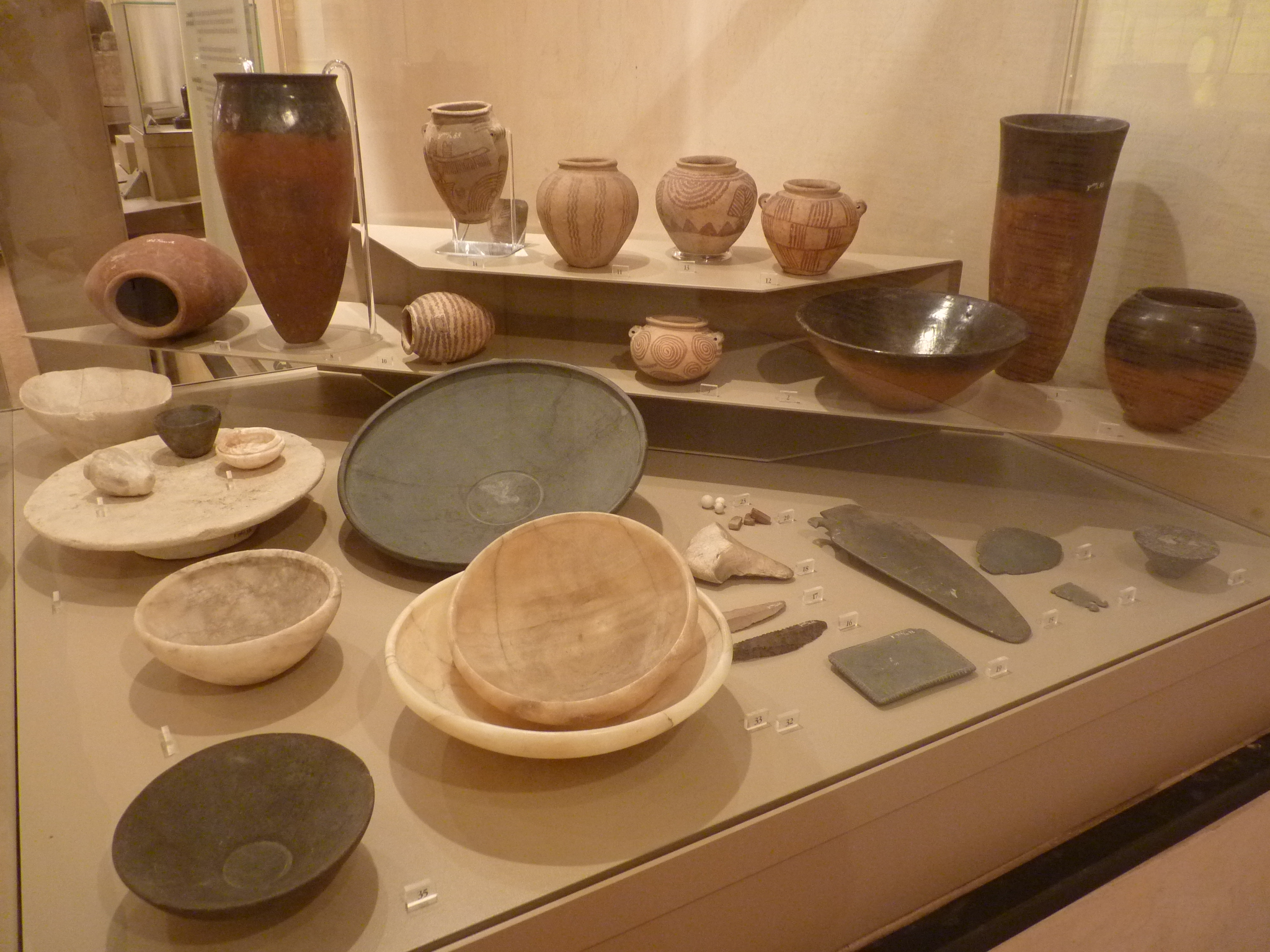
ナカダ1期から第1王朝時代までの遺物。ボローニャ考古学市民博物館（イタリア）収蔵。

前4千年紀において最も重要な文化は上エジプトで登場したナカダ文化である。ナカダ文化は北はアビュドス、南はヒエラコンポリスまでの地域から登場し、その後エジプト全域に普及していく。ナカダ文化期には農耕・牧畜の重要性が増し、それを中心にした社会が形成され、多種多様な器形の土器が生産されていた。特に現在発見されているナカダ文化の土器は、上流階級の墓地に収める副葬品として生産されたものが中心であるためか、単なる日用品であった後代の王朝時代の土器類よりも品質が良いことを特徴とする。パレットと呼ばれるアイシャドーを磨り潰すための石製品もこの時代に登場している。
下エジプトでは恐らくファイユーム文化やメリムデ文化など、より古い時代の文化から発展したマーディ・ブト文化と呼ばれる文化が成長していた。この文化の痕跡はナイル川流域を離れたシナイ半島からも発見されている。エジプトから銅製品が発見されるようになることから、この頃からシナイ半島や東方砂漠地帯からの銅の採集が行われていたと見られている。シナイ半島からの銅の調達は後の王朝時代において王家主導で行われる大規模事業へと発達する。
相互に関係を持ちつつもそれぞれ独自の発達を続けていた上エジプトと下エジプトの文化であったが、ナカダ2期（ナカダ文化は1-3期に分類される）の間までに、下エジプトのマーディ・ブト文化は急速に独自性を失い、エジプト全域にナカダ文化の系譜を引く共通の文化が分布するようになっていった。このためにナカダ2期の終わりには、エジプトが「文化的に統一」（高宮いづみ）されたと言われるような状況が生じた。この文化的な統一が政治上の統一を示すものと見ることができるかどうかはわからないが、これらの状況証拠から、上下エジプトでそれぞれに発達していた文化圏は前4千年紀の間に、上エジプトの人々の主導で統一されていったと考えられている。
ナカダ3期（前3300年-前3100年頃）に入ると、上エジプトの墓地でははっきりと階層分化の傾向が見られるようになり、西アジアとの接触や交易路の確立、さらに文字の使用の開始が開始されるなど、短期間のうちにエジプトの社会・政治・文化に大きな変化があった。ナカダ3期の後半にはエジプト第1王朝に先行する数名の王（例えばサソリ王）の存在が知られているため、この時期をエジプト原王朝時代、またはエジプト第0王朝と呼ぶ場合もある。
ヌビアではヌビアAグループ文化と呼ばれる文化集団が栄えていた。この文化はエジプトのナカダ文化と密接な関わりを持ち、それと匹敵する文化水準を保持していた。この文化ではエジプトの王権概念と通底するモチーフ（例えばホルス神や上エジプトの王冠である白冠、ヘジェト）が用いられていたことから、エジプト文明以前の「ヌビアの失われたファラオ」の存在を巡って議論が行われた。これは現在では学術的には否定的見解が強いが、人種問題やヨーロッパ文明のアイデンティティを巡る議論に影響を与えている。

### 初期王朝時代

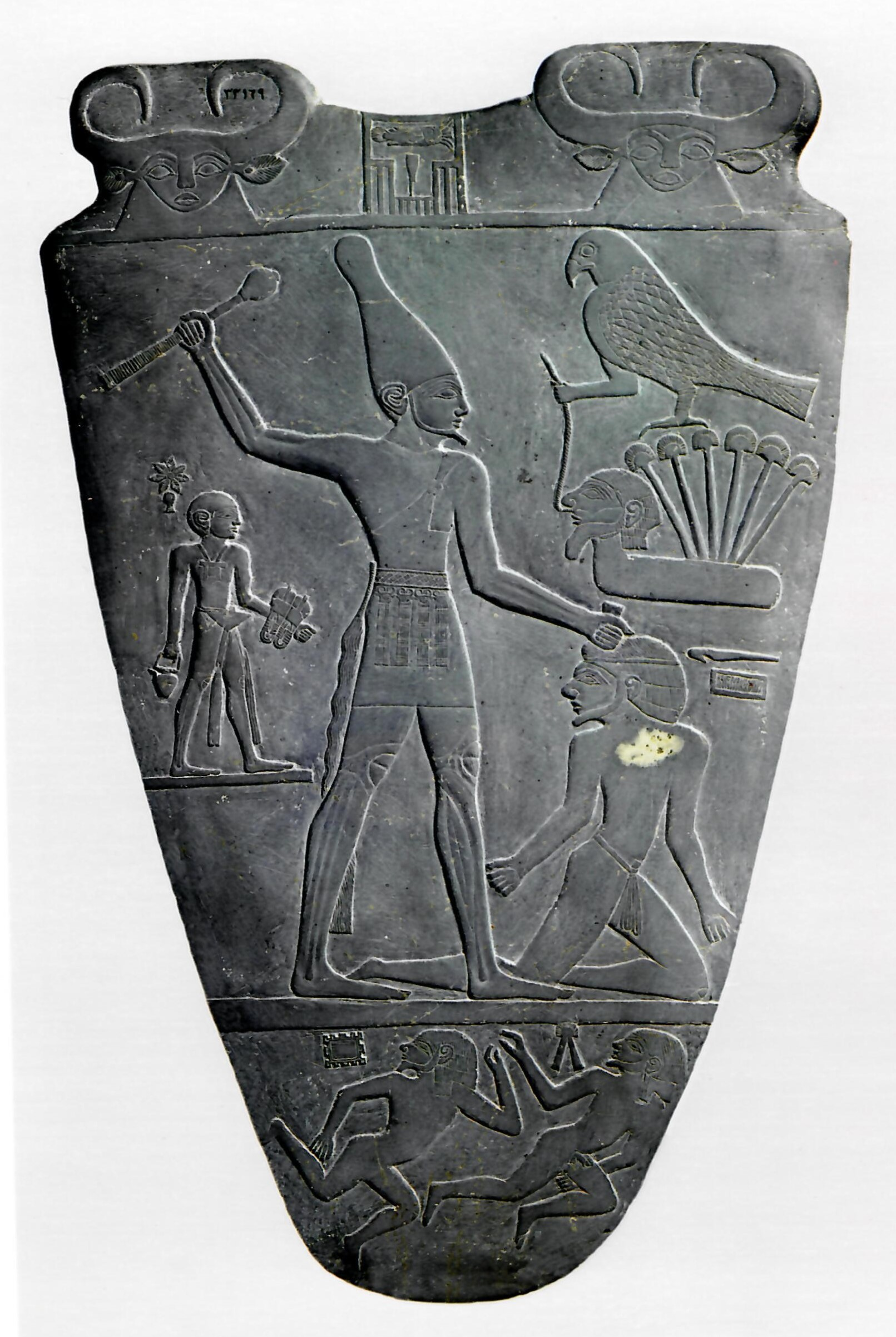
ナルメル王のパレット。前4千年紀末

前4千年紀末頃からエジプトでは朧気ながら文字史料によって歴史を復元できるようになる。後世のエジプトの伝説では、初めて上下エジプトを統合し、エジプトに統一王朝を築いた王はメネス（メニ）である。一方で考古学的見地から統一王朝の最古の王である可能性が高いと見られるのはナルメル王である。ナルメルが興したとされる王朝をエジプト第1王朝とし、以降の時代は第31までの番号で分類される歴代の王朝の歴史として整理されている。ただし、実際にエジプトの「最初の王」が誰であったのかについては今なお定説があるわけではない。伝説のメネス王を第1王朝の王のいずれかの王と同定しようとする試みが続けられており、あるいはメネスは初期王朝時代の複数の王の記憶の習合によって誕生したものであるかもしれない。
初期王朝時代の間に（後世の伝説によれば第1王朝）の時代に、上エジプトと下エジプトの結節点にあたる土地にイネブ・ヘジ（白い壁）と呼ばれる都市が建設された。この都市は後にメンフィスと呼ばれるようになり、古代エジプト時代を通じてエジプトの中心的都市の1つとなった。この都市に建設されたプタハ大神殿の名称、フゥト・カ・プタハ（プタハ神の魂の家）は、後にギリシア語でアイギュプトス（Aigyuptos）と訛り、今日のエジプト（Egypt）の語源となったとする説もある。また、エジプトの王たちは王権の確立に力を注ぎ、公式に用いる王名の確立（ホルス名）や、古代エジプト時代の地方行政区分であるノモス（セパト）の萌芽ともいえるシステムが整備されたと見られるなど、後の古代エジプト世界の基本的要素が形成された。

### エジプト古王国

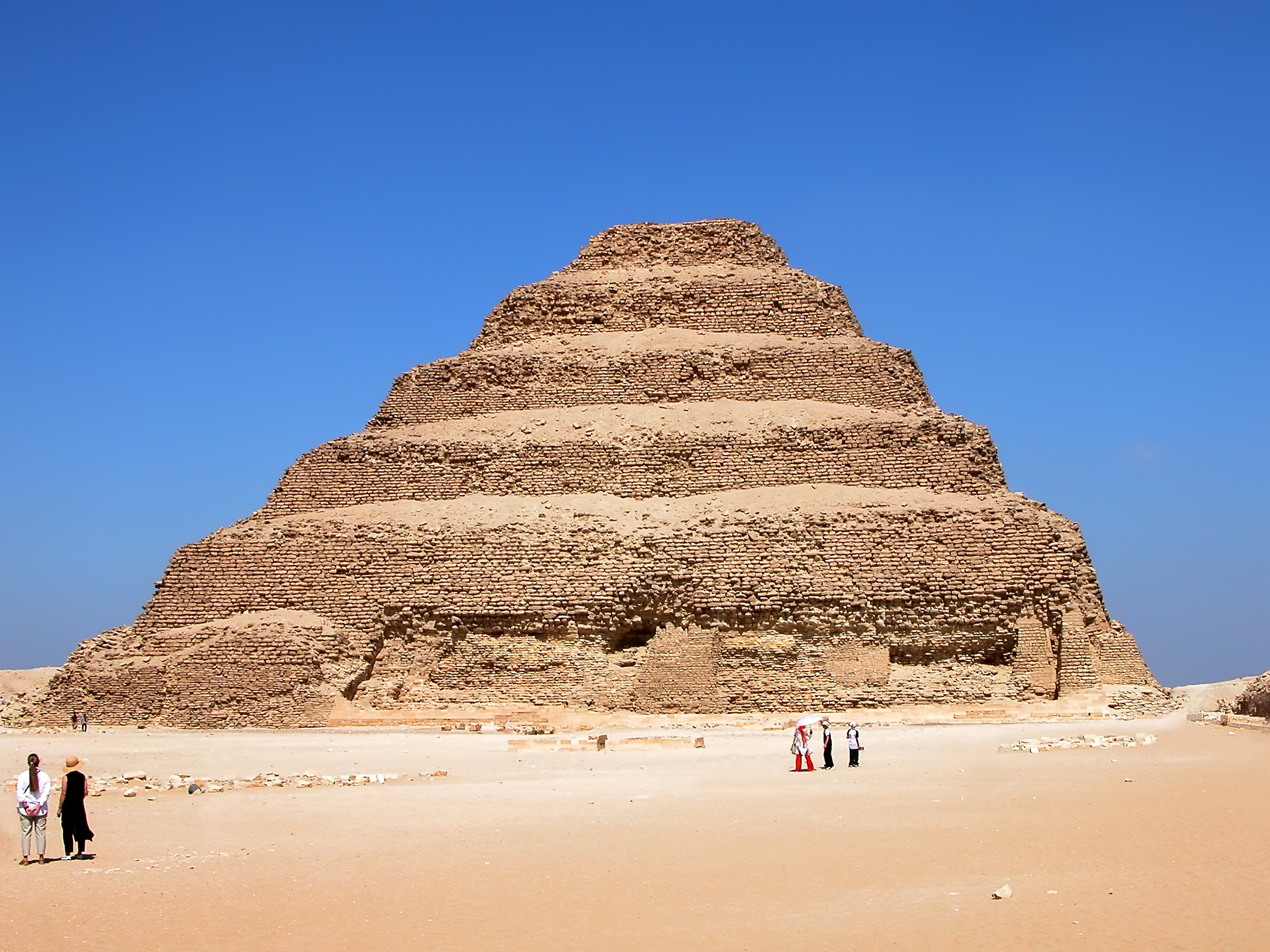
ジェセル王のピラミッド。階段状の外観を持つ階段ピラミッドである。前27世紀頃

一般的に第3王朝以降が古王国とされている。古王国の終わりは学者によって見解が異なるが第6王朝までとするのが一般的である。ただし、王朝組織の連続性を考慮して第8王朝までを古王国とする分類を用いる学者もいる。その年代は概ね前3千年紀半ばから後半にかけて、具体的には前27世紀から前22世紀頃までとされる。
古王国時代を特徴付けるのは、体系的な国家機構の整備と、それによって可能となった巨大建造物、即ちピラミッドの建設である。初期王朝時代の原始的な組織を整備・拡張し、大規模建築を行う労働力を管理することができるような官僚組織が姿を現し始める。

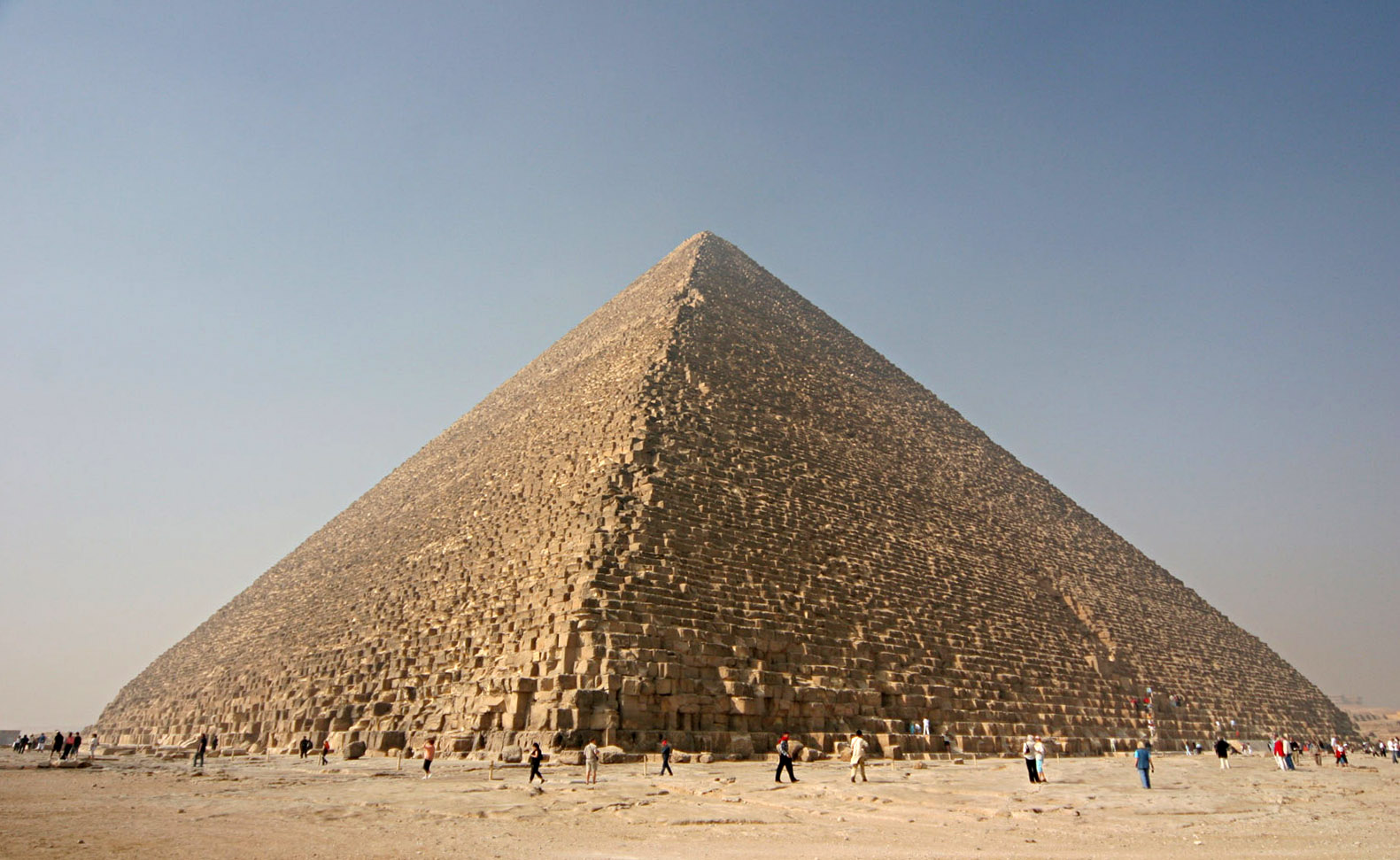
クフ王のピラミッド。ピラミッドの中で最大の規模である。前26世紀頃。

国家機能の整備とともに、ピラミッドの建設が大々的に行われた。ピラミッドはマスタバ墓と呼ばれる大型の方形墳墓から発展したもので、初めてピラミッドを建造したのは第3王朝のジェセル王であった（ジェセル王のピラミッド、サッカラ）。この建造を指揮したのは古代エジプトにおける伝説的な宰相であるイムヘテプ（イムホテプ）であると伝えられており、ジェセル王のピラミッドは階段状の外観を持つ階段ピラミッドとして完成した。第4王朝時代に入ると、ピラミッドの外観は階段状のものから方錐形の真正ピラミッドへと移行した。これはスネフェル王（第4王朝初代）の屈折ピラミッドをその端緒とする。真正ピラミッドはその後技術革新と大型化が続けられて行き、その建造の最盛期に建設された第4王朝のクフ、カフラー、メンカウラーの3王のピラミッドは現在もなおその威容を留めており、古代エジプトを象徴する建造物となっている。
ピラミッド建設はこの3王、特にクフ王のそれを頂点として建造物としての構造が粗雑化し、規模が縮小されるとともに定型化されていった。それと同時に第5王朝時代には太陽神殿の建設が始まる。太陽神殿はピラミッドとよく似た付属建造物群（ピラミッド・コンプレックス）を持ち、基壇の上に巨大なオベリスクを据えたものであった。
第5、第6王朝時代に入ると、官僚組織がますます拡張整備されたが、組織拡張によって増大した官吏への報酬の確保が困難になり始め、元来葬祭儀礼等に関わるピラミッド複合体の管理職や領地が給与・恩賞として与えられるようになっていった。これは当初は有効に機能した政策であったが、長期的には有力な官吏が王権に対抗可能なほど強大化していく効果ももたらし、また最終的にはやはり財源の不足の問題にも直面せざるを得なかった。そして地方のノモス（州）に土着化していた長官（州侯）たちの勢力と独自性も増大して行き、有力官吏や州侯たちの墓の中には王墓に匹敵する規模のものが登場するようになった。これに、古王国末期の気候の寒冷化（4.2kイベント）およびナイル川の水位低下と、それに伴う農業生産の低下が加わり、古王国の安定と統一は失われた。前22世紀初頭には地方の州侯たちが独自に王を称してエジプトは分裂した。

### エジプト中王国

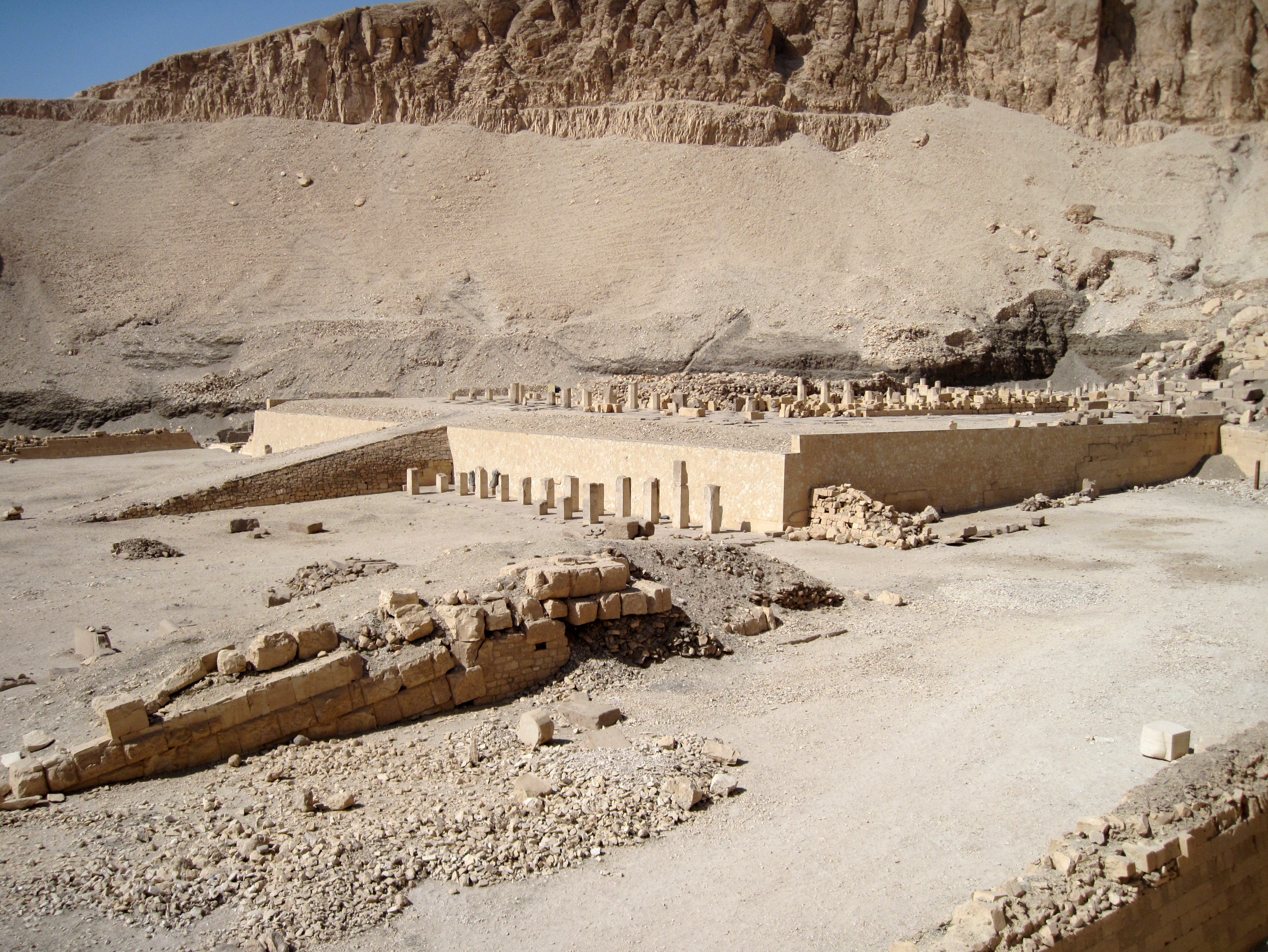
デイル・エル＝バハリに建設されたメンチュヘテプ2世王墓。前21世紀末。

メンフィスの王朝（第7・第8王朝）が実権を喪失する一方、前22世紀の後半にはヘラクレオポリス（ヘウト・ネンネス）で成立した王朝（第9、第10王朝）が下エジプトを、テーベ（ワセト）で成立した王朝（第11王朝）が上エジプトを支配し、南北に分かれて1世紀余りの間エジプトの支配を争った。この分裂は第11王朝の王、メンチュヘテプ2世が治世21年（前2040頃）にヘラクレオポリスを陥落させたことで終わった。以降のエジプトの統一王朝は一般に中王国と呼ばれる。
第11王朝に続く第12王朝の王たちはエジプトの統一後間もなく、ファイユームに近いイチ・タウィへと宮殿を遷したが、テーベ（ワセト）の政権である第11王朝によってエジプトが再統一されたことによって、この都市の重要性が飛躍的に高まった。このことは神々の序列にも表れ、元来上エジプトで地方的な信仰を得ていた神であるアメン（アムン、アモン、アンモンとも）の地位が飛躍的に高まった。中王国時代のうちにアメンは「神々の王」として描かれるようになり、後の時代にはギリシア人・マケドニア人たちはこの神をゼウスと同一視している。太陽神ラーとも習合したアメン・ラー神としても崇拝され、テーベに本拠地を置くその神殿は、長期にわたりエジプトで重要な政治的勢力として存在感を示した。
中王国の時代には文語（標準語）としてのエジプト語が完成し（中エジプト語）、言葉の微妙な機微、ニュアンスの表現が可能となったことや、第1中間期の社会的な混乱に伴って大きく変容・発達したオシリス崇拝をはじめとする宗教的観念の変化、そして思想上の「革命」を通じて古代エジプトにおける「古典文学」と言うべき作品が数多く作られた。思想上の「革命」とは、第1中間期の分裂と混乱による社会的・道徳的混乱が伝統的支配階層に衝撃を与え、それに対する反応として現れた厭世観や享楽主義の隆盛、神と正義に対する観念の変化のような新たな価値観の模索が行われたことを言う。また、民衆の間で死生観に関わる新たな信仰が隆盛した。エジプトでは古王国時代より既に死後の復活の観念が存在したが、それを保証していたのは王であり、そのための様々な儀式や葬礼も王と王族、およびその周囲の高官や神官たちのものであった。しかし、統一的な王権の消失とともに、民衆の間にも「人は誰でも死んでオシリス神となり、来世で再生・復活することができる」とする冥界の神オシリス神への信仰が急速に普及した。この過程は葬祭の「民主化」とも呼ばれ、中王国時代以降にはオシリス神への信仰はエジプトの「宗教」において最も重要な部分の1つを構成していく。

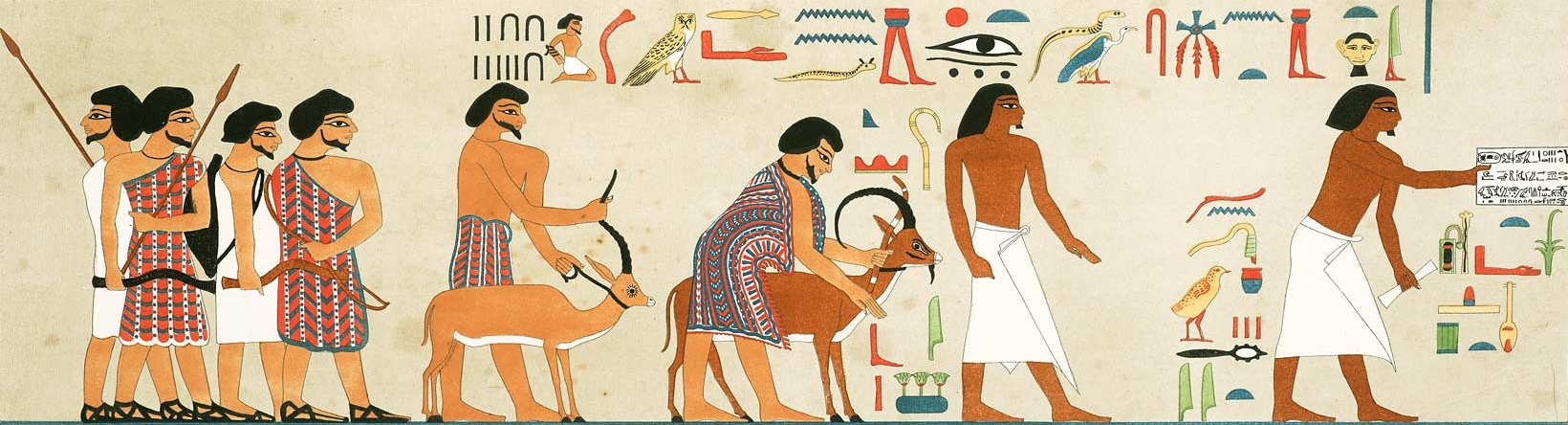
ベニ・ハサンの壁画に描かれたアジア人とエジプト人。アジア人が薄い肌色、エジプト人が褐色の肌色で描き分けられている。

中王国ではまた、行政組織・官僚機構が整備されて中央集権的体制を構築し、ファイユームでの干拓事業や活発な軍事遠征が行われた。この中王国の官僚制は強力であり、第13王朝時代に入り在位期間の短い王が続くようになっても、実質的な統括者である宰相の下で安定した政治が行われた。エジプト中王国の勢力は南パレスチナやレヴァント地方にまで及び、交易活動や人的交流も活発化した。このためエジプト（特に下エジプト）にも外部の人々、特にアジア人が流入し、定着した。エジプトに移住したアジア人たちは自分達の風習や宗教的習慣をエジプトに持ち込む一方で地歩を築き、やがて中王国の衰退に伴って下エジプトで彼らによる王朝が樹立されるに至る。この下エジプトに勢力を持ったアジア系の政権はヒクソスと呼ばれている。ヒクソスが下エジプトで権力を確立したことで再びエジプトは南北に分裂し、エジプト第2中間期と呼ばれる時代に入る。エジプト中王国の衰退とヒクソスの王朝（第15王朝）の成立の具体的な経過は詳らかでない。

### エジプト新王国

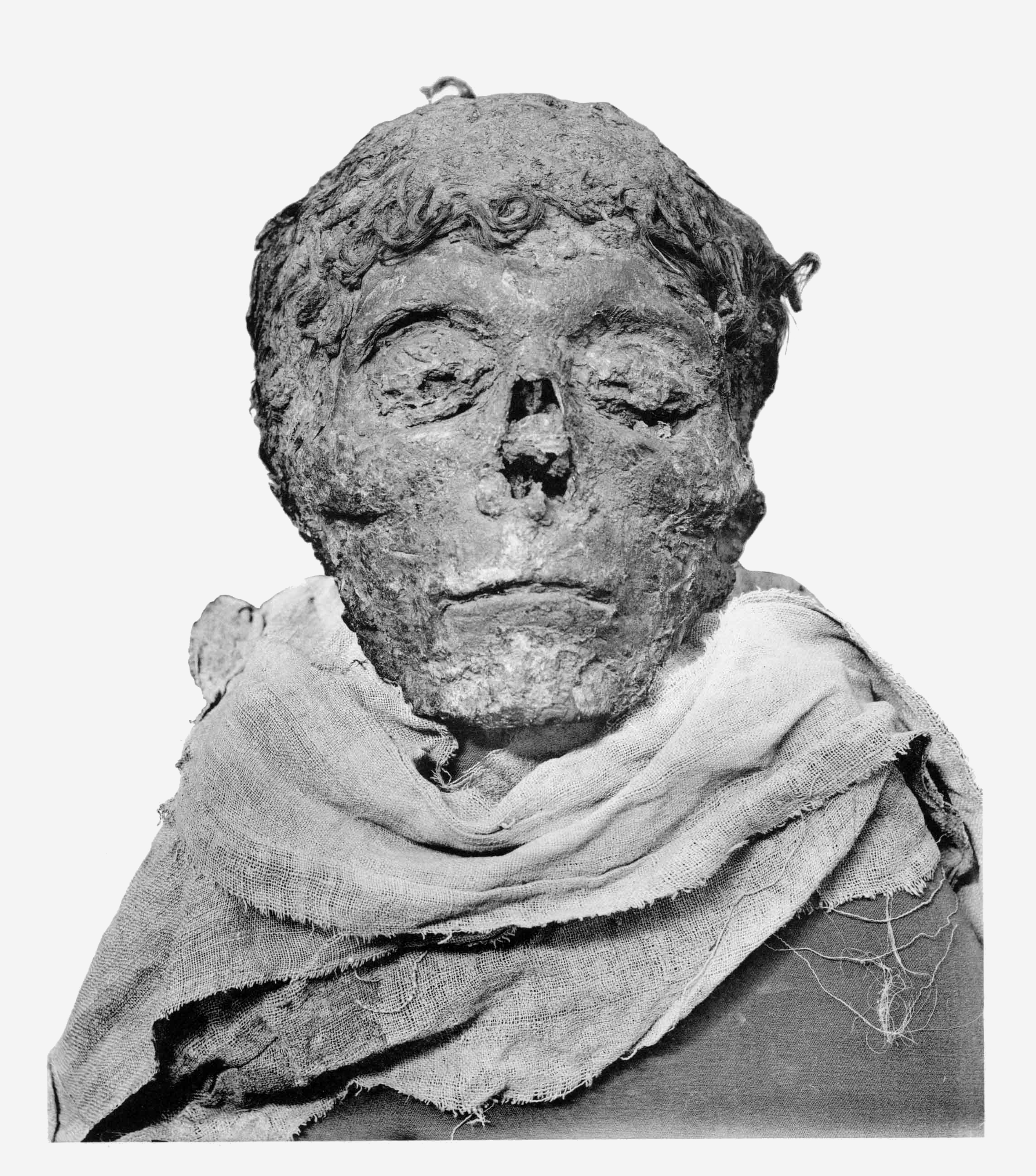
イアフメス1世のミイラ。大英博物館蔵。前16世紀初頭、エジプトを再統一した。

古代エジプトの伝統的な「歴史」認識においてヒクソスは外部からの侵略者として語られ、エジプトを征服して支配したと描写されるが、実際には彼らは上に述べた通り、長期に渡りエジプトに定着し順応したアジア系の人々から出たと見られる。ヒクソスが下エジプトからパレスチナにいたる地域で勢力を確立（第15王朝）する一方、中王国の伝統を引く王朝はテーベを中心として存続した（第16、第17王朝）
テーベ政権はヒクソスを外部からの侵略者として糾弾し、その支配からエジプトを「解放」することを追求した。前16世紀半ば、イアフメス1世（アハメス1世）の時、テーベ政権（第17王朝）はヒクソスを打倒することに成功し、エジプトは再び統一された。これ以降を新王国と呼び、またイアフメス1世以降は第17王朝と同一の家系であるが第18王朝とされる。
新王国時代のエジプトは南はヌビア全域から北はレヴァント地方のほとんどの地域に至るまで勢力を拡張し、帝国的な発展を示した。古代エジプトの代表的な王として名高い人物の多くが新王国時代の王である。それらの中には女王としては古代エジプトで初めて実質的な権力を持ったハトシェプスト、数多くのアジア遠征を行い「古代エジプトのナポレオン」とも評されたトトメス3世、古代エジプト国家の最盛期を統治したアメンヘテプ3世、アメン神を退けアテン神崇拝の導入という「宗教改革」を追求したアメンヘテプ4世（アクエンアテン）、黄金のマスクで名高いツタンカーメン（トゥトゥアンクアメン）、60年以上にわたって在位し最も多くの建造物に名前を残しているラムセス2世（ラメセス・ラーモセとも）などが含まれる。

新王国時代のエジプトの勢力範囲。

エジプトはアジア（シリア）への勢力拡張に伴って他のアジアの大国、特にミッタニ（ミタンニ）と争い、後にはヒッタイトがシリアを巡るライバルとなった。一方でバビロニア、アッシリアまでも含む西アジアの各国との間で婚姻や貿易など様々な関係が結ばれ、それを通じて西アジアに流入したエジプトの金は西アジアの社会・経済に大きな影響を与えた。南方ではヌビア全域がエジプトの支配下に置かれ、アメン信仰やエジプト風の称号の使用などの習慣がヌビアの地に根付いた。
また数多くの大規模建造物が構築された。やはり古代エジプトを代表する建造物の多くが新王国時代に属する。特に有名な物には、ハトシェプストがデイル・エル＝バハリに建設したハトシェプスト女王葬祭殿、メムノンの巨像として知られるアメンヘテプ3世の座像、アクエンアテンがアテン神のための新たな都として建設したアケトアテン（アマルナ、この地から当時の外交文書が大量に発見され、これによって前15世紀の国際関係が復元されている。）、ほとんど未盗掘のまま現代に残されたツタンカーメン王墓、ラムセス2世がヌビアに建設したアブシンベル神殿などがある。歴代王の王墓が造営された王家の谷も新王国時代から整備され始めた。現在、これらの多くがまとめてUNESCOの世界遺産に登録されている。
西アジア・ギリシアを含む東地中海の各地では、前1200年頃に数多くの国や都市が相次いで滅亡し、大きな社会的変動が発生した（前1200年のカタストロフ）。この余波はエジプトにも及び、同じ頃に「海の民」と呼ばれる人々がエジプトに侵入したことが記録に残されている。しかし、ギリシアのミケーネ文明やアナトリアのヒッタイトが滅亡したのに対し、エジプトの新王国はこの変動を生き延びた。エジプトは撃退した「海の民」の一部を傭兵として自国領内に定住させた。この中でシリアのベドウィンに対する備えとして南部シリアに植民したのがエーゲ海域・ミケーネ文明の人々に起源を持つと目されるペリシテ人（ペルシェト）であった。やがてこの地域はペリシテ人の名に因んでパレスチナと呼ばれるようになる。このペリシテ人は『旧約聖書』で古代イスラエル人とパレスチナの支配をめぐって争った人々として言及されていることで著名である。
しかし、第20王朝の王ラムセス3世（在位：前1182年頃-前1151年頃）の時代を最後に、エジプトの王権は急速に衰え、新王国の統一権力は弱体化していった。前11世紀初頭には新王国時代の間に各種の寄進行為などを通じて勢力を拡大したテーベのアメン大神殿の大司祭が上エジプトで事実上の独立勢力と化し（アメン大司祭国家、アメンの神権国家とも）、また下エジプトでもリビュア人をはじめとした外国からの流入者が実権を握り始めて行く。

### 末期王朝時代

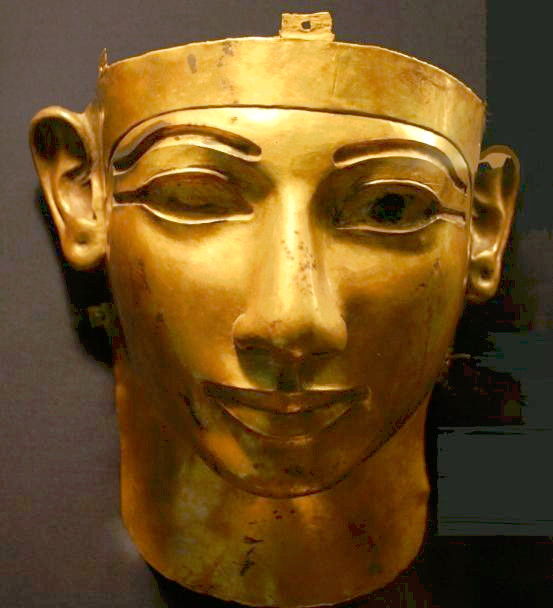
シェションク2世の黄金のマスク。エジプト考古学博物館蔵。

新王国の統一が崩れた後のエジプトでは南部（上エジプト）でアメン神殿が支配的な地位を維持する一方、北部（下エジプト）ではタニス（第21王朝）、ブバスティス（第22王朝）などの王朝が、アメン神殿と協調し、あるいは対立しつつ支配を維持した。この中で存在感を増していたのが新王国時代末以来西方（リビュア、リビア）から移入していたリビュア人である。エジプトに移入したリビュア人の首長家系に生まれたシェションク1世は前946/945年に王位に就き第22王朝を建設した。以降のエジプトは外国からの移入者たちや、外部から侵入した帝国による王朝に支配された。第22王朝はアメン神殿を抑え、パレスチナ地方へもイスラエル王国とユダ王国の内紛に乗じて積極的な遠征が行われている。その後、第23王朝を始めとした複数の王家が割拠し、権力の分散が進んだ。前9世紀にはエジプトが分裂する一方で東方ではアッシリアがオリエント世界最大の勢力として台頭するようになり、南方ではエジプトの文化的影響を強く受けたヌビアがエジプトに手を伸ばした。

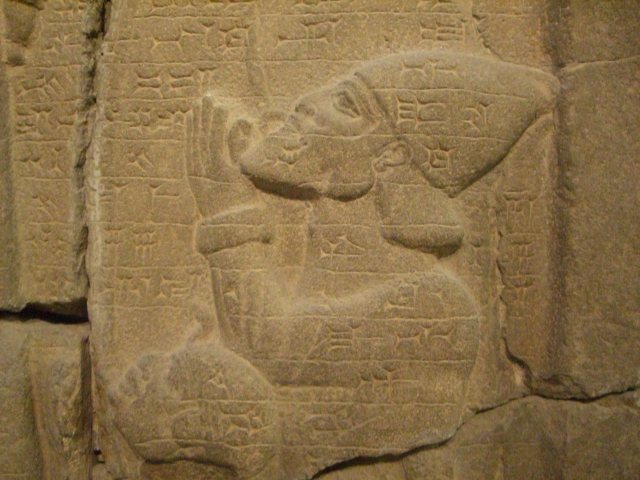
アッシリア王エサルハドンが建てたエサルハドンの戦勝記念碑に描かれた捕らわれたエジプト（ヌビア）の王子。ペルガモン博物館蔵。

ヌビアではエジプト新王国が撤収した後、ナパタを中心に強力な王国が編成されていた。これはクシュ王国、あるいはヌビア王国と呼ばれ、その歴史を前期と後期に分けて前期をナパタ王国（前900年頃-前300年頃）、後期をメロエ王国（前300年頃-後350年頃）ともいう。ヌビア人たちは分裂したエジプトの諸王国を短期間のうちに平定し、前732年頃にはその支配者ピアンキ（ピイ）が上下エジプトの王として即位した（第25王朝）。ヌビア人たちはエジプトの伝統的な規範を踏襲し、古い王家も「知事」としてその実権を奪うことはなかったが、この残存した現地勢力は後の離反の種となった。前671年、ヌビアに続いてアッシリアがエジプトに侵入した。アッシリア王エサルハドンはメンフィスまで進軍してヌビア軍を追い払い引き上げた。前667年には次の王アッシュールバニパルが再びエジプトを席捲し、前663年までにテーベを陥落させてヌビア人の勢力を完全にエジプトから駆逐した。アッシリアはサイスの王家にエジプトを支配させたが、間もなくアッシリア自体が王位継承争いによって弱体化した。アッシリアの傀儡であったサイスの王家はアッシリアの弱体化を察知し、前7世紀半ば頃にアッシリア軍をエジプトから追い払い独立した王朝を成立させた（第26王朝）。
アッシリアは前609年には新バビロニアとメディアの離反によって滅亡した。エジプトはアッシリア亡き後のオリエント世界において新バビロニア、メディア、リュディアと並ぶ強国として君臨した。この時代に、主に傭兵として、また商人として、多数のギリシア人がエジプトに定着した。ギリシア人の歴史家ヘロドトスは、このエジプトに定住したギリシア人から当時のエジプトについて多くの情報を得ている。ギリシア人との関係をはじめとして、第26王朝時代は従来以上にエジプトが地中海世界との結びつきを強めていった時代であり、この時代からを末期王朝時代とする場合が多い。
新バビロニアやメディアなどのオリエントの諸大国は、前6世紀後半の間にイラン高原に新たに興ったハカーマニシュ朝（アケメネス朝）によって全て征服された。この王朝はペルシア帝国ともいわれ、エジプトも前525年にはその王カンブージャ2世（カンビュセス2世）によって征服された。この最初のペルシアによる支配を第27王朝（第1次ペルシア支配時代）と呼び、ハカーマニシュ朝が定めた度量衡や公用語としてのアラム語の導入が行われたが、原則的はその王たちは伝統的なエジプトの支配体系を尊重した。その後ハカーマニシュ朝で内紛が発生するとエジプトではサイスで反乱を起こした王たちが前404年に独立王朝を立て60年程度エジプトの自立を維持した（第28、第29、第30王朝）が、前343年にはハカーマニシュ朝によって再征服された（第31王朝）。

### 年表
古代エジプトの歴史を王朝ごとに示したタイムライン。数字の後は首都または主要都市である。

## グレコ・ローマン期

### プトレマイオス朝

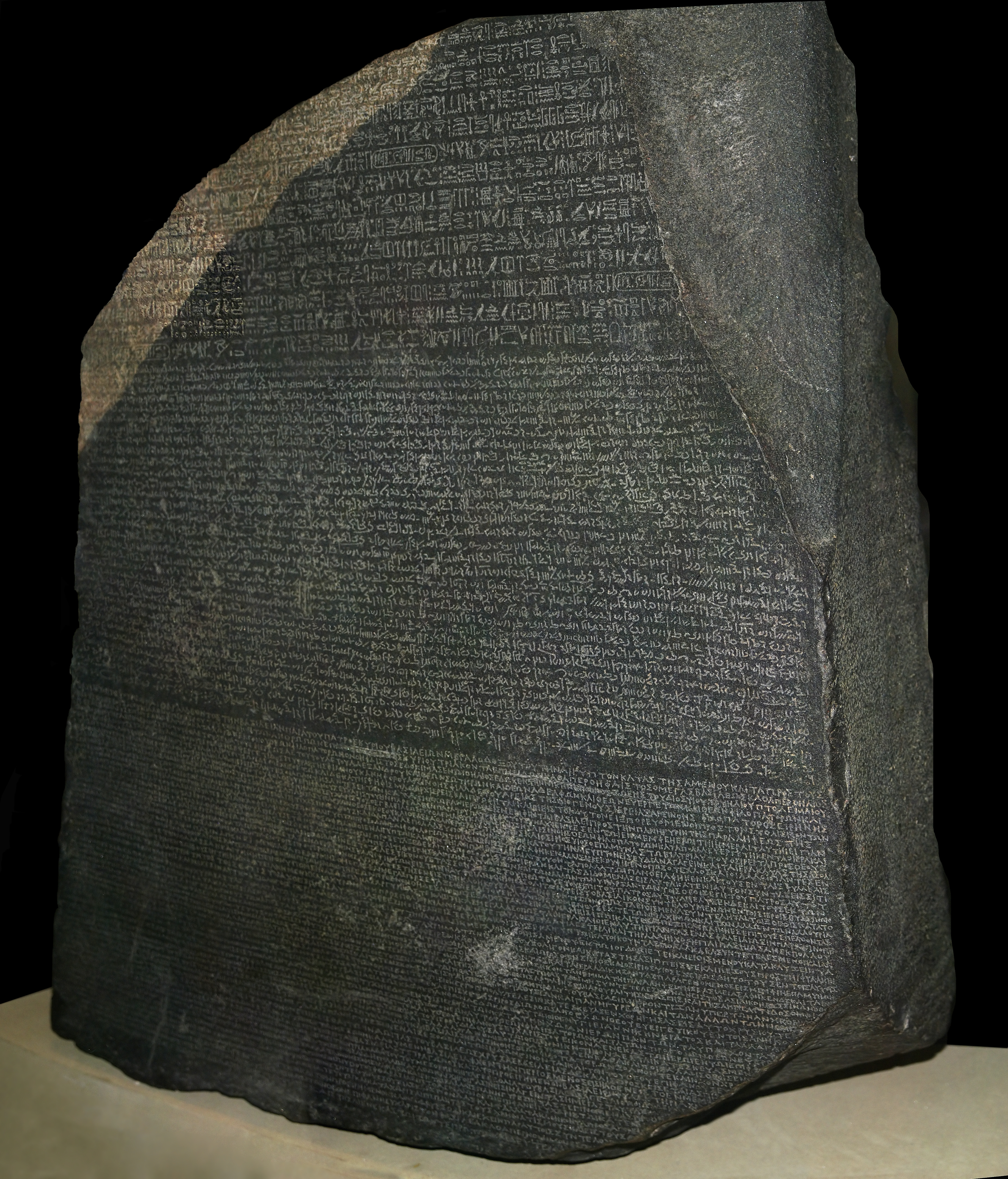
ロゼッタ・ストーン。プトレマイオス朝時代にギリシア語、ヒエログリフおよびデモティックを用いたエジプト語による複数言語併記で作られた碑文。近代におけるエジプト語解読の切っ掛けとなった。大英博物館収蔵

前4世紀半ば、ギリシア世界で急速に力をつけたマケドニア王国の王アレクサンドロス3世（大王、在位：前336年-前323年）がハカーマニシュ朝に対する遠征を開始した。彼は前332年にエジプトを無血占領し、ナイルデルタ西端の地点に新都市アレクサンドリアの建設を命じた。アレクサンドロス3世はその後、ハカーマニシュ朝を完全に征服した後、バビロンで歿した（前323年）。以降、ギリシア人・マケドニア人たちは東地中海世界で大きな存在感を発揮し、各地にマケドニア系の王朝が建設された。この時代をヘレニズム時代と呼ぶ
アレクサンドロス3世旗下の将軍たちは王の死後、その後継者（ディアドコイ）たるを主張して相互に争い、旧アレクサンドロス帝国領内に割拠した。この一連の戦いはディアドコイ戦争と呼ばれ、その中心的人物の一人であったラゴスの子プトレマイオス（1世）がエジプトの支配権を確立し、前305年には王を称して独立王朝を築き上げた。この王朝は一般にプトレマイオス朝と呼ばれる。
プトレマイオス朝はギリシア本土から多数のギリシア人を集めて領内に入植させるとともに、現地のエジプト人の伝統的勢力とも密接な関係を結んで、古代エジプトの歴代王朝の中でも最も長く存続した王朝となった。この王朝の時代には、入植ギリシア人らの集中的な移住によるファイユーム地方の干拓事業や貨幣制度・税制の整備等を通じて国力の増進が図られた。首都アレクサンドリアにはムセイオンと呼ばれる研究機関とその付属図書館（アレクサンドリア図書館）が設置され、王室の支援の下、多数の学者が集まり、この都市をギリシア文化・学問の中心とした。当時のアレクサンドリアにおける学術的発展と研究成果は後のイスラーム圏を含む西洋世界の学問・哲学に大きな影響を遺しており、そこで活動した学者たちの中には数学者エウクレイデス（ユークリッド）や天文学者ヒッパルコスなどのように、今日でも良く名前を知られている人々もいる。

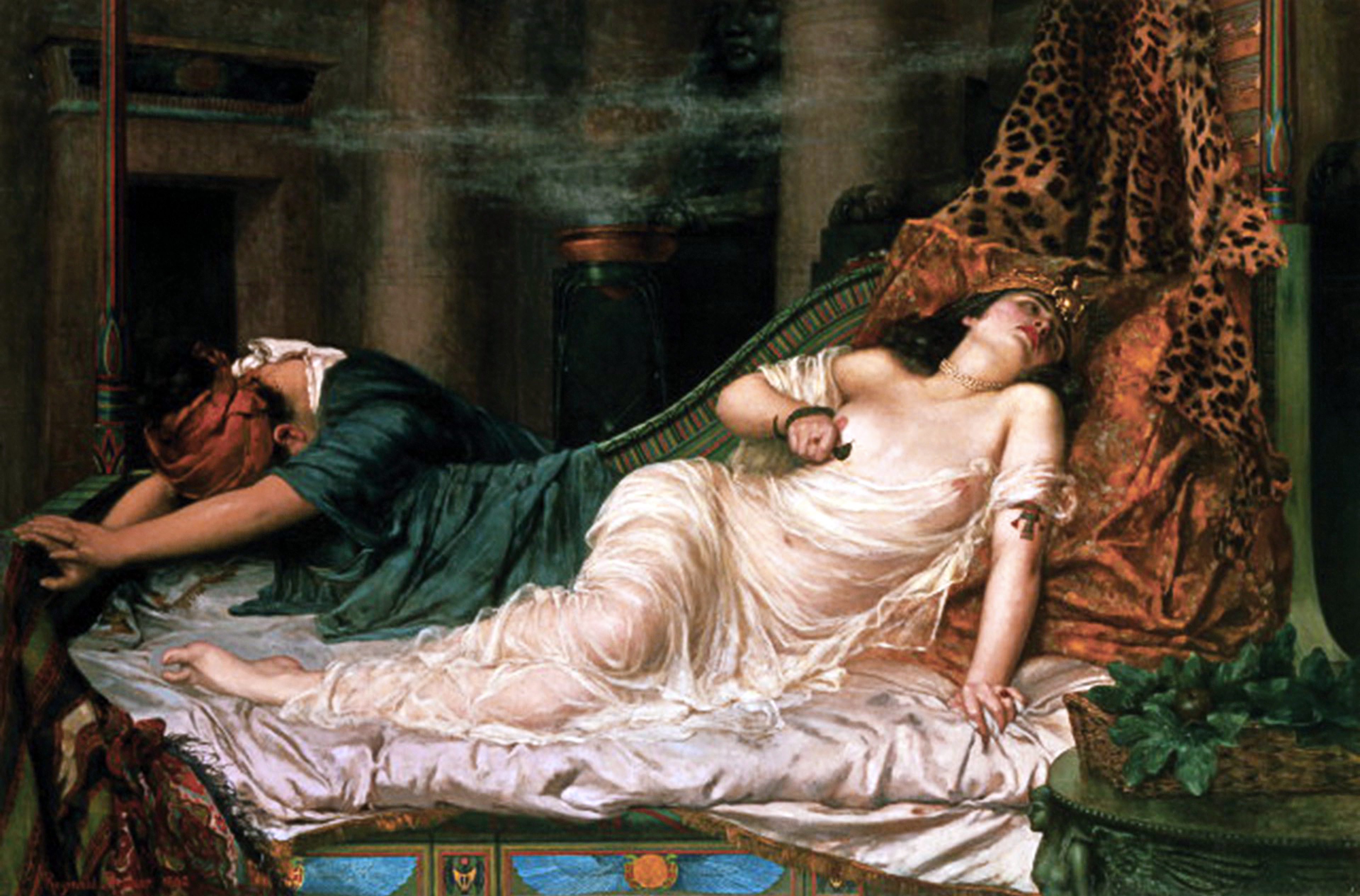
クレオパトラの死、19世紀の絵画。レジナルド・アーサー作。

プトレマイオス朝はシリア、メソポタミア、イラン高原を支配するセレウコス朝や、ギリシア・マケドニアを支配するアンティゴノス朝と東地中海地域や南部シリア（コイレ・シリア）の支配権を巡って戦いを繰り返し、一進一退を続けたが、最終的にはエジプトの王朝という大枠に変化はなかった。セレウコス朝との戦いは6次にわたり、シリア戦争の名で知られている。このような戦いを繰り返しつつ、プトレマイオス朝は初代プトレマイオス1世（在位：前305年-前282年）の治世からプトレマイオス3世（在位：前247/246年-前222/221年）または4世（在位：前222/221年-前204年）の頃まで、東地中海・オリエント世界における有力な勢力として権勢をふるったが、前2世紀末までには地中海で大きな勢力を持ち始めていたローマの強い影響を受けるようになった。プトレマイオス朝の王たちはローマの政争に関与するとともに、その地位をローマからの支持に依存するようになり、実質的にその従属国となっていった。プトレマイオス朝の実質的な最後の王となったクレオパトラ7世は、ローマの有力者ユリウス・カエサルに接近し、彼との間に息子（カエサリオン、プトレマイオス15世）を儲けるなど密接な関係を築いたが、カエサルは前44年にマルクス・ユニウス・ブルトゥス（ブルータス）らによって暗殺された。その後のローマの内戦ではクレオパトラ7世はマルクス・アントニウスと結びオクタウィアヌスと戦ったものの、前31年のアクティウムの海戦で敗れ、翌前30年には自殺に追い込まれた。これによってプトレマイオス朝は滅亡し、その後初代ローマ皇帝（アウグストゥス）となったオクタウィアヌスはエジプトを皇帝属州アエギュプトゥスとした。

### ローマ支配下のエジプト
ローマ帝国の東方諸属州はヘレニズム時代を通じてギリシア語による行政や知識活動が活発に行われていた地域であり、ローマ領に組み込まれてもギリシア文化がその基調となっていた。この状況はアエギュプトゥス（以下、エジプト）でも同様であり、ローマは先行するプトレマイオス朝の行政的伝統を踏襲した。無論なんの変化も無かったわけではなく、ローマ人たちは現地の富裕層を育成して徴税や治安維持を担わせ、財政的負担を軽減するために、社会的なコミュニティの再編などを行ったと見られる。
アウグストゥス（オクタウィアヌス）はエジプト征服直後、初代エジプト総督（praefectus Aegypti）を元老院議員ではなく、遠征軍に同行していた騎士身分（エクィテス）であったガイウス・コルネリウス・ガッルスとした。以降、エジプト総督位は属州総督の中でも特殊な位置を占めた。ローマの属州総督位の多くは元老院身分に委ねられており、一時的に騎士身分の総督が任命されるのは小規模属州に限られていたのに対し、エジプト総督位はその属州の規模にもかかわらず長期にわたり騎士身分の総督が任命され続けた。さらにエジプトには3個軍団、および歩兵9個大隊、騎兵3個大隊からなる補助軍とアレクサンドリア駐留艦隊が配置され、伝統的に独立志向の強かったテーベを中心とする上エジプトの反乱も属州設置後、速やかに鎮圧された。

ローマ帝国におけるエジプト属州（アエギュプトス）の位置。

古代ローマの歴史家コルネリウス・タキトゥス（120年頃没）によれば、アウグストゥスは特に重要な属州であったエジプトの支配権を独占するために元老院議員と上級の騎士身分（senatoribius aut equitibus Romanis inlustribus）の者が許可なくエジプトに立ち入ることを禁じていたという。アウグストゥス治世下ではさらに、プトレマイオス朝末期に比べエジプトの交易活動も多いに活発化し、アレクサンドリアはローマ帝国の南方貿易の中心となった。当時のエジプトでは紅海沿岸のミュオス・ホルモス港からだけでも120の船がインドへ向けて航海し、また東アフリカ地方まで進出して多くの交易品を持ち帰った。当時のエジプト（ローマ）の対外交易に関わる史料として特に著名なものに、『エリュトラー海案内記』がある。これはエジプト出身と言われるギリシア人が当時の紅海、アラビア海の航海について記したもので、ここに記された古代インドとの間のエジプト（ローマ）の交易の隆盛はインド側での考古学的証拠によっても証明されている。また、エジプトにおいてもオクシリンコスで発見されたパピルス文書から発見された著者不明の喜劇作品の中にインドで使用されていた（文法的には不完全ながら）カンナダ語の台詞が登場するものが発見されており、エジプトの一部においてインドの言語が理解されていたことが示されている。これらもエジプトとインドとの間の貿易活動の活発化を反映したものであろう。
エジプトはローマの属州の中でも屈指の利益をもたらし、ユダヤ人の歴史家フラウィウス・ヨセフスによればエジプト属州から得られる1か月分の歳入はユダエア属州の1年分の歳入を凌駕したと伝えられる。同じヨセフスの記録によれば、ローマ市の穀物消費量の3分の1に相当する穀物がエジプトから供給されていたという。ローマへの主たる穀物供給元はエジプトの他に最も重要な北アフリカ、そしてシチリアがあったが、帝政初期に頻発した飢饉や内乱を通じてエジプトの穀物は重要な位置を占め、ローマにおけるいかなる権力闘争においてもエジプトと北アフリカを掌中に収めることができるかどうかが重要であった。エジプトの穀物はまたローマ市以外の東方諸属州にとっても無くてはならないものであった。エフェソスやユダエアなど、多くの属州・都市が領内での食料不足に対してエジプトを頼った。

#### キリスト教化とエジプト文明の「終焉」

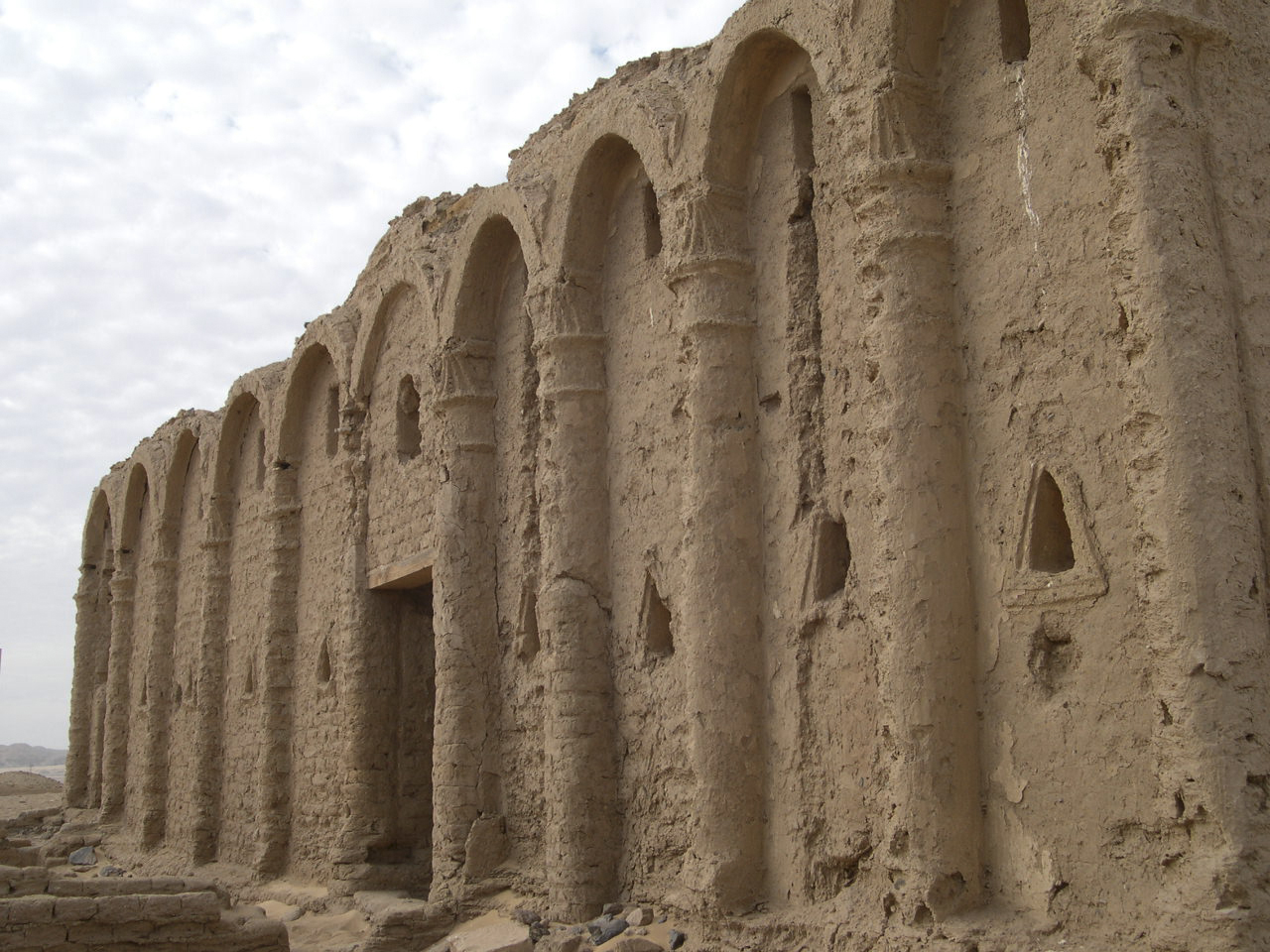
カルーガ・オアシスのエル＝バグワトに残るキリスト教徒の墓地跡。

1世紀にパレスチナで誕生したキリスト教はエジプトにも伝播し、2世紀末までには根を下ろした。エジプトのキリスト教は現在ではコプト正教会と呼ばれ、伝説では使徒ペトロの伝道に同行した福音書記者マルコに起源を持ち、マルコが初代アレクサンドリア主教となったという。コプトという呼称はギリシア語「アイギュプトス（Aigyptos、エジプト人）」のアラビア語読みである「キィプト（qibt）」に由来し、コプト教会とは広義には「エジプト人教会」のことである。エジプトでは、南部を含め広い範囲で早くから民衆の間にもキリスト教が広まり、最終的にエジプトの住民が大半がキリスト教徒となった。
プトレマイオス朝時代から東地中海における文化・学問の中心であったエジプトのアレクサンドリアの教会は、初期キリスト教の知的活動において中心的役割を果たし、アンティオキア、ローマなどと並ぶ有力教会としてキリスト教思想と布教に重要な役割を果たす教父たちを輩出した。それらの中には膨大な著作を残し、広い範囲で活動したオリゲネスや、キリスト教世界を二分する大論争を巻き起こしたアリウス派の発起人となったアリウス（アレイオス）、そして反アリウス派の議論を主導するアタナシウス（アタナシオス）など、個性溢れる人物たちが並ぶ。コンスタンティヌス1世帝（在位：306年-337年）の時代にローマ帝国でキリスト教が公認されて以降、アリウス派と反アリウス派の論争をはじめ、キリスト教内の権力闘争では、多くの場面でエジプトの教会とアレクサンドリア主教が中核的プレイヤーとして活動した。
このグレコ・ローマン期は概ね古代エジプト文明の終焉の時期に位置付けられている。古代エジプト文明の「終焉」をどのように定義づけるのかは明確ではないが、多くの通史的叙述において古代エジプト時代とそれ以降の時代の区切りとして使用されている（叙述の終了となる）出来事は、アレクサンドロス3世によるエジプトの征服（王朝時代の終了）、プトレマイオス朝の滅亡とローマの支配の開始、そしてキリスト教の布教とそれに伴うエジプトの「宗教」の衰滅の3つである。そして、どのような説明においても、エジプトの古代以来の信仰の消滅を超えてエジプト文明を継続しているという描写がされることはない。当然、古代エジプト時代のあらゆる要素が文明とともに終焉を迎えたわけではない。例えばコプト教会の典礼で使用されるコプト語は古代エジプト語から発展した言語であり、16世紀から17世紀頃までは日常語として用いられていたし、その教会暦はエジプト暦をほぼ引き継いでおり現在でも使用されている。

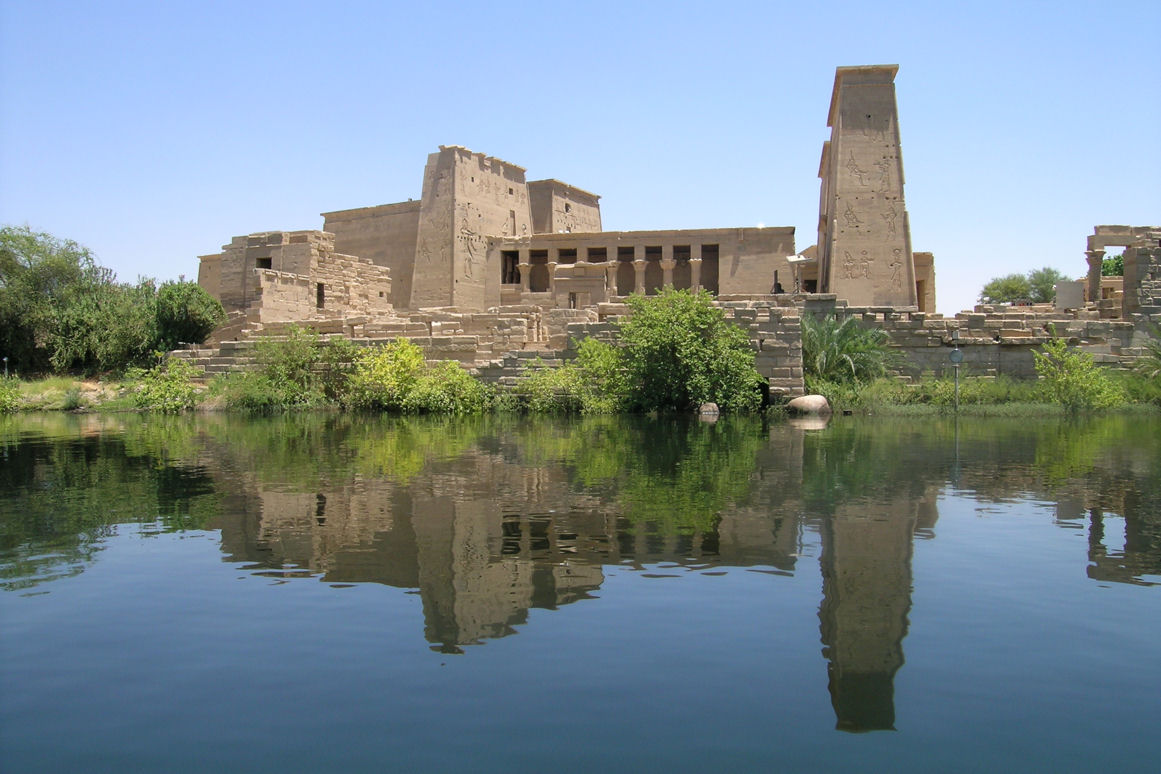
フィラエ島のイシス神殿跡。古代のフィラエ島は水没しており、UNESCOによって移築されたものである。

しかし、エジプト文明を特徴づける幾つもの要素がこの時代を通じて消滅していった。古代以来の独立した勢力としてのエジプトはプトレマイオス朝の滅亡とともに終了し、以降はローマ帝国の一属州となった。それでも、ローマの皇帝たちの多くはなおエジプトにおいては伝統的な「ファラオ（王）」として表現され、エジプトに足を踏み入れることは滅多になかったものの、エジプトの神々に供物を捧げ、神殿の整備も行っていた。
だが、後期ローマ帝国における宗教的思想の発展やキリスト教の普及とともに古代エジプトの神々（ラー、アメン、プタハ、オシリス等）は忘れ去られて行き、伝統的な神殿の勢力も消滅していった。史上最後となるキリスト教徒迫害を行ったディオクレティアヌス帝は303年に退位し、313年にはキリスト教がローマ帝国で公認され、コンスタンティヌス1世がローマ帝国の唯一の支配者となって以降はただ1人の例外を除き全てのローマ皇帝がキリスト教徒であった。彼らは「異教」の神殿を封鎖し、その神々への儀式を禁じていった。皇帝がもはや「ファラオ」として振る舞うことがなくなった後、エジプトの神官たちはディオクレティアヌス帝の治世が永久に続いているものと見なした。ディオクレティアヌスは「ファラオ」としてその王名が記録されている最後の人物であり、現存する最後のカルトゥーシュは340年の「ディオクレティアヌスの治世57年」のものである。そしてフィラエ島で発見された、2014年現在知られている限り最後のヒエログリフ（エジプト聖刻文字）の碑文には「ディオクレティアヌスの治世110年（394年8月24日）」のオシリス神誕生祭が記録されており、同じく最後のデモティック（民衆文字）の碑文は「ディオクレティアヌスの治世169年（452年）」に作成されたものである。これらが作成されたフィラエ島のイシス神殿はエジプト最後の「多神教」の拠点であったが、これも遂にユスティニアヌス1世（在位：527年-565年）治世下の西暦550年に公式に閉鎖された。

### ビザンツ帝国と教義論争
ローマ帝国は3世紀には政治的・軍事的混乱と内乱の時代（3世紀の危機）を経験し、軍人皇帝と呼ばれる皇帝たちの時代を経て、4世紀には複数の皇帝によって分割統治される体制が常態化した。幾たびかの分割の後、395年に史上最後となる帝国の分割が行われた。エジプトは東帝国の管轄となり、東帝国の中枢はボスポラス海峡沿岸のコンスタンティノープル市に置かれた。この東帝国（東ローマ帝国）は一般にビザンツ帝国と呼ばれる。「ローマ帝国」と「ビザンツ帝国」の境界は明確ではないが、本記事では以降、ビザンツ帝国と呼称する（ビザンツ帝国の「開始」にまつわる問題は東ローマ帝国を参照）。
西帝国（西ローマ帝国）がフン族やゲルマン人（ゲルマニア人）諸部族の侵入と戦乱で実態を喪失していく中、ビザンツ帝国は強大な政治勢力として存続した。しかし、首都の教会であるコンスタンティノープル総主教庁の権威が増大する一方で、エジプト教会とコンスタンティノープル教会の対立は深刻化した。アレクサンドリア主教テオフィロス（在任：384年-412年）によって異端とされたエジプト人修道士たちが自分たちの正しさをコンスタンティノープルに訴え出たのを切っ掛けに、最初の本格的な対立が始まった。この最初の論争はアルカディウス帝（在位383年-408年）と皇后アエリア・エウドクシアを巻き込み、最終的にコンスタンティノープル主教ヨハネスの罷免と追放に至った。以降、5世紀前半には権力闘争と一体化した教義論争が繰り広げられた。

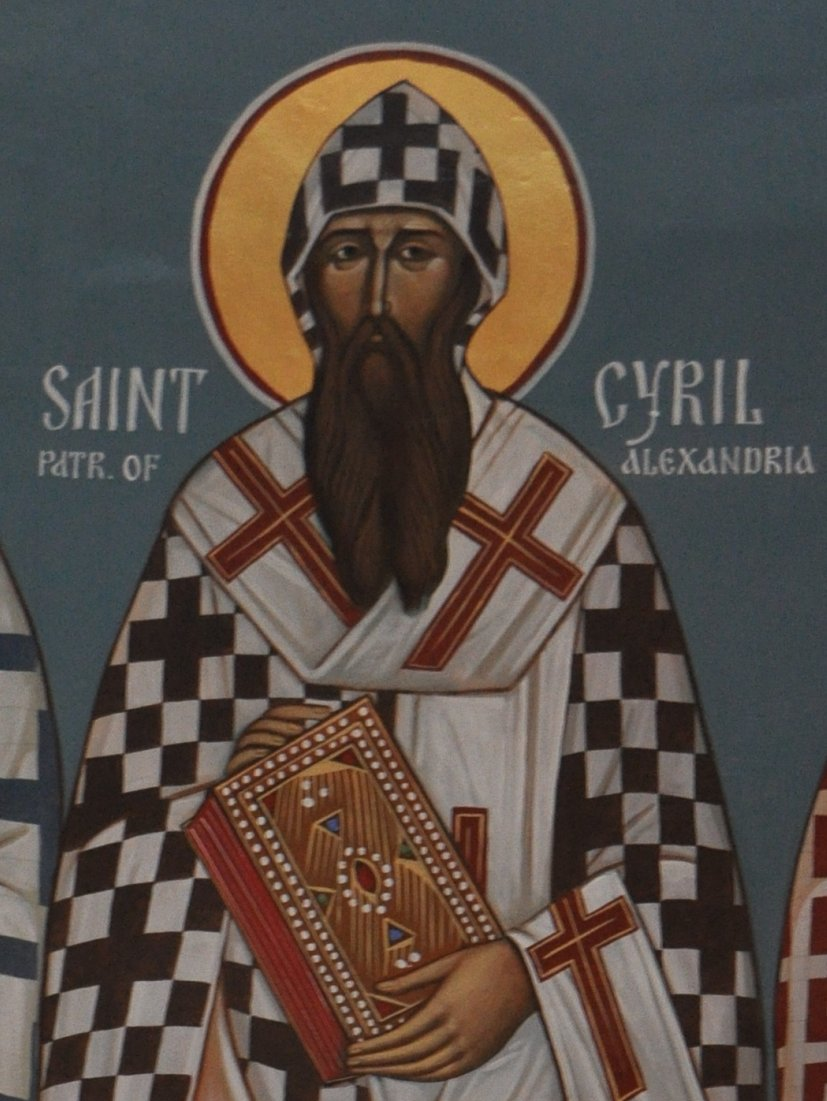
アレクサンドリア主教キュリロスのイコン。

2度目の激しい対立は428年にコンスタンティノープル主教に就任したネストリウス（ネストリオス、在任：428年-431年）とアレクサンドリア主教キュリロス（在任：412年-444年）の間で発生し、神とキリストの「神性」と「人性」を巡って論争が行われた。これは単なる神学解釈の問題にとどまらず、「ローマ帝国の首都の教会」であるコンスタンティノープル教会と、福音書記者マルコに起源をもつ伝統的教会であるアレクサンドリア教会のどちらが格上であるか、という問題と結びついていた。キュリロスはローマ教皇ケレスティヌス1世とも連携してネストリウスを罷免に追い込んだが、もう一つの有力教会であるアンティオキア教会がネストリウス派であったため、自らコンスタンティノープルに乗り込んで政治工作を続け、435年にはネストリウスの見解を支持する人々（ネストリウス派）を異端と宣言させることに成功した。しかしこの結果としてアレクサンドリア教会とアンティオキア教会の間に大きな亀裂が残った。
そして単性説の登場によって3度目の対立が燃え上がった。これはキュリロスの影響を強く受けた修道院長エウテュケスが、キリストの神性と人性は受肉によって完全に合一され、ただ一つの本性たる神性のみになったとする教義を説いたもので、それを巡って再び激しい議論と闘争が行われた。この争いは451年のカルケドン公会議において教義の複雑な合成と妥協によって収められたが、一連の議論を通じてコンスタンティノープル教会の特権が確認され、アレクサンドリア教会はローマ・コンスタンティノープルに次ぐ第3の教会に落ちる結果となったため、アレクサンドリア教会にとっては実質的な敗北となった。以降のエジプト教会はエジプト外における影響力を大きく減じていった。しかしエジプト内においてはアレクサンドリア主教がなお大きな力を維持しており、アレクサンドリア主教位を巡って親ビザンツ派（カルケドン派）と反ビザンツ派（反カルケドン派）が激しい対立を続けた。結局、両派の争いは535年頃にそれぞれが別のアレクサンドリア総主教座を設置するという結末を迎え、このうち反ビザンツ派の建てた総主教座が今日も存続しているコプト正教会へと繋がっていく。

## サーサーン朝による占領

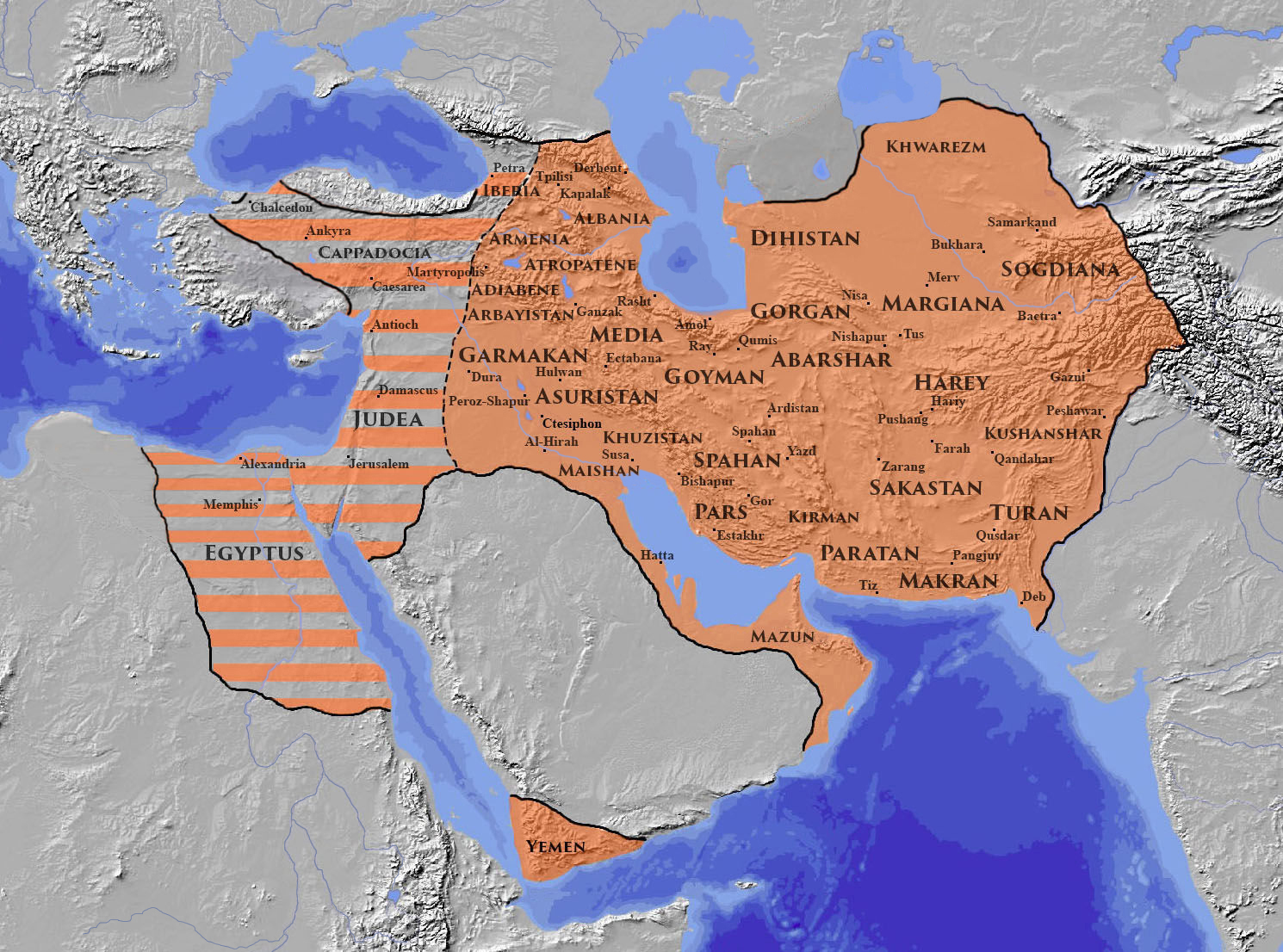
ホスロー2世時代のサーサーン朝の領域。東地中海沿岸部の大半が一時的にサーサーン朝の支配下に入った。

大規模な征服活動によって地中海における「ローマ帝国」を復活させて見せたユスティニアヌス1世であったが、その没後には帝国政治は混乱し、またバルカン半島におけるスラヴ人の侵入やイベリア半島での西ゴート王国の巻き返し、東方におけるサーサーン朝からの圧迫、イタリアへのランゴバルド人の侵入など各方面での外敵の脅威に晒された。エジプトにおける脅威となったのはサーサーン朝であった。ビザンツ帝国とサーサーン朝は恒常的に戦争を繰り返していたが、ビザンツ皇帝マウリキオス（在位：582年-602年）がフォカス（在位：602年-610年）によって暗殺されると、オリエント軍司令官（magister militum per Orientum）ナルセスが反乱を起こしてサーサーン朝を呼び込み、サーサーン朝の王、ホスロー2世（パルヴィーズ、在位：590年-628年）は機会を捉えてビザンツ帝国領に対する遠征を開始した。一連の戦いは当初サーサーン朝の圧倒的優勢の下で進展し、呼応してバルカン半島方面に侵入したアヴァール人の脅威も手伝って、サーサーン朝の軍団は610年までにアナトリア、メソポタミア、コーカサスの大部分を占領した。
ビザンツ帝国では一連の危機とフォカスの失政に対して、608年にカルタゴ（北アフリカ）のエクサルコスである大ヘラクレイオスの息子ヘラクレイオスが従兄弟のニケタスとともに反乱を起こし、ニケタスが陸路エジプトへ進軍した。ニケタスの軍勢が現れるとエジプト人たちは彼を支持し、軍の司令官やアレクサンドリアの高級官僚も同調してフォカス派のアレクサンドリア主教が殺害された。フォカスはエジプト奪回を試みて複数回の攻撃を行ったが失敗し、これによってエジプトからコンスタンティノープルへの食糧供給が遮断され窮地に立たされた。610年にはヘラクレイオスが艦隊を率いてコンスタンティノープルを制圧し、フォカスを処刑して帝位についた。
東方国境ではサーサーン朝の進軍が続いており、611年から614年にかけて、ダマスカス、アンティオキア、エルサレムなどのシリア地方の大部分の都市が陥落した。617年から619年、あるいは619年から621年の間にサーサーン朝の軍勢はエジプトにも進軍し、これを占領した。シリアではユダヤ人やネストリウス派キリスト教徒たちがサーサーン朝の到来を歓迎したが、エジプトにおいても長期にわたるコンスタンティノープル教会との対立と帝国政府による宗教的圧迫のために単性派のキリスト教徒たちが同じ反応を示した。
ヘラクレイオスは一時カルタゴへの遷都を考慮するほど追い詰められたものの、620年代には本格的な反撃に移った。サーサーン朝は626年にコンスタンティノープルを包囲したが、ヘラクレイオスはサーサーン朝の本国を直撃することで事態の挽回を試みて、628年にサーサーン朝の首都クテシフォン（テーシフォーン）に迫り、ホスロー2世を失脚に追い込んだ。その後のサーサーン朝との講和で、占領された全領土がビザンツ帝国に返還され、エジプトもまたコンスタンティノープルの下に戻った。しかし、エジプトがビザンツ帝国に復帰するとただちに単性説を巡る教義論争が再燃し、様々な妥協が図られたがたちまち幻滅が広がった。

## イスラームの征服
ビザンツ帝国とサーサーン朝が共に戦争で疲弊する一方、アラビア半島ではメッカ（マッカ）のクライシュ族に生まれたムハンマドが610年頃、神（アッラー）の啓示を受け、次第に神の使徒としての自覚を深めたとされる。彼に同調する人々はアラブ人の中に次第に増えていき、後にイスラームと呼ばれる宗教が形成されていった。メッカで迫害を受けたムハンマドは622年7月16日にメディナ（マディーナ）へと遷った。これはヒジュラ（聖遷）と呼ばれ、この日はイスラーム暦の起点となっている。ムハンマドが作ったアラブ人たちのイスラーム共同体（ウンマ）はメディナの支配権を握るとともに630年にはメッカを征服し、632年にムハンマドが死んだ後はアブー・バクル（在位：632年-634年）、次いでウマル・ブン・ハッターブ（在位：634年-644年）がカリフ（ハリーファ、代行者の意）としてウンマの指導を引き継いでアラビア半島全域に支配を確立した。イスラーム共同体は633年夏にはサーサーン朝の中枢部（イラク、アル＝イラーク）に侵入を開始し、637年のカーディシーヤの戦い、642年のニハーヴァンドの戦いでサーサーン朝の軍勢を打ち破りこれを崩壊させた。彼らは同時にビザンツ帝国領であったシリアにも襲い掛かり、641年のヤルムークの戦いの勝利によってビザンツ帝国からシリアを完全に奪い取った。

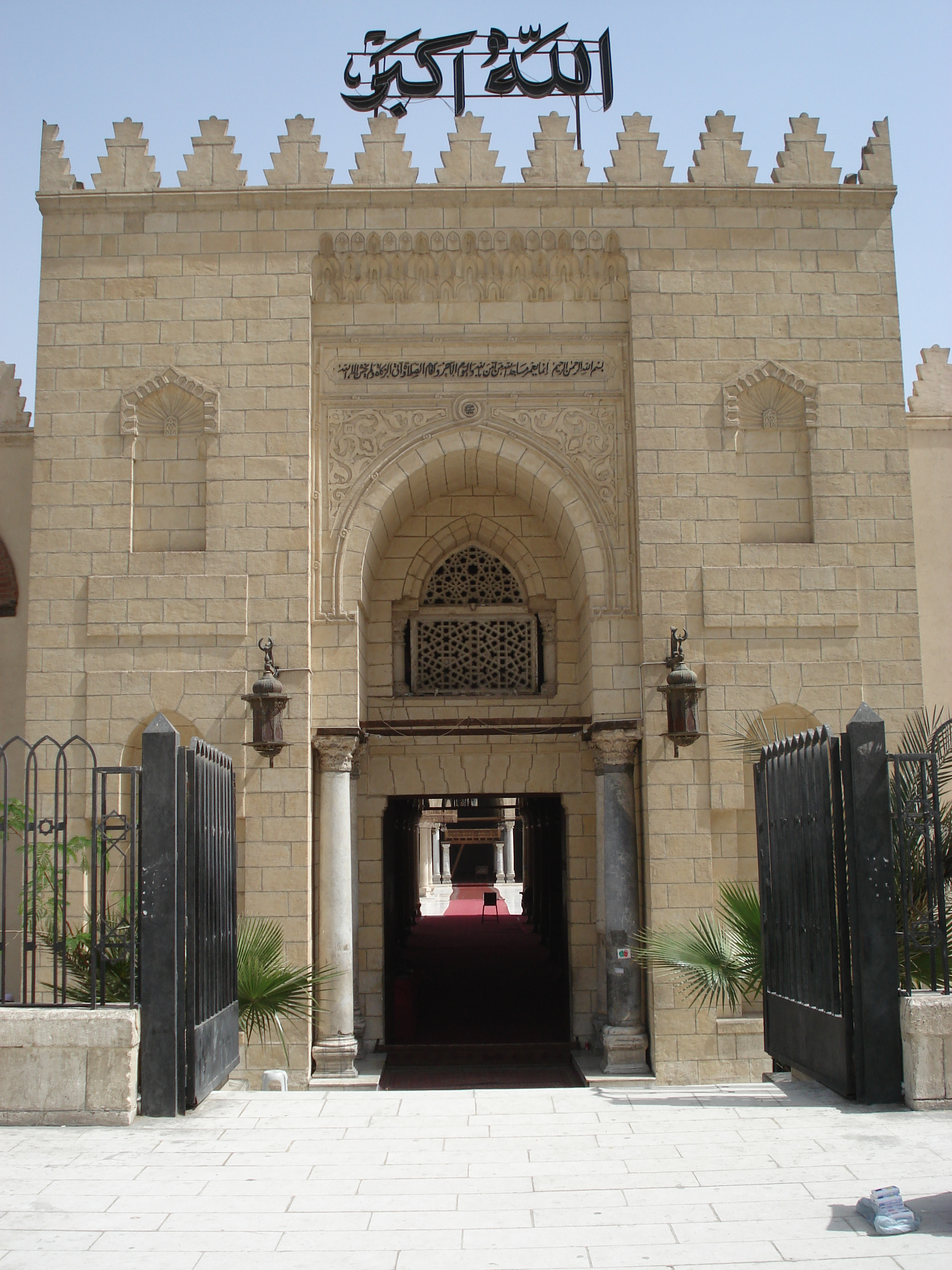
アムル・ブン・アル＝アース・モスク。フスタートに建設された、エジプトおよびアフリカ大陸における最初のモスク。ただし現在の建物は創建時のものではない。

シリア各地を転戦していたイスラームの司令官アムル・ブン・アル＝アースは慎重意見を圧して639年に独断でエジプトへの侵攻を開始した。シリアからエジプトへの入り口にあたるペルシウム（アル＝ファラマー）の城塞はサーサーン朝との戦争の後修繕されておらず、1か月で陥落し、641年4月には現在のカイロ南郊にあったバビロンがムスリムの攻撃を受けた。アレクサンドリア主教キュロスとビザンツ軍司令官テオドロスが救援に向かったが敗れ、キュロスはバビロン市内に封じ込まれテオドロスはアレクサンドリアへ後退した。ビザンツ帝国における宗教対立はサーサーン朝との戦いの時と同じようにムスリムとの戦いにも影を落としていた。エジプトの反ビザンツ派（反カルケドン派、コプト）の主教ベニヤミン1世はムスリムの軍隊を受け入れ、キリスト教徒たちは抵抗しないように事前に指示されていたと言われる。
キュロスはアラブ人たちへの貢納の支払いに同意し、ムスリム側と会談を行って、提示された和平条件を皇帝ヘラクレイオスに伝えるべくアレクサンドリアに赴いたが、反逆罪に問われ追放された。まもなくバビロンは陥落し、周辺都市も制圧されて凄惨な殺戮と略奪が繰り広げられた。同年にヘラクレイオスが死去し新たにコンスタンス2世（在位：641年-668年）が即位するとキュロスが復帰したが、彼はエジプトの維持を諦めており、定額の貢納、ビザンツ軍の安全なエジプトからの撤退、エジプトの奪回を試みないことなどを約してムスリムと講和を結んだ。同年中にアレクサンドリア（アル＝イスカンダリーヤ）は引き渡され、ビザンツ帝国はエジプトを喪失した。
アムル・ブン・アル＝アースがバビロン近郊に構築した野営陣地がエジプトの新たな行政的中心として整備された。これはフスタート（古カイロ、ミスル・アル＝アティーカ）と呼ばれ、その後300年余りにわたってエジプトの首都となった。フスタートという名称は恐らく「野営地」を意味するギリシア語がアラビア語に転訛したものと考えられ、アラブ人たちの初期の入植地の性質を良く示している。ムスリムはビザンツ帝国の行政機構を踏襲してエジプトから利益を得ようとしたが、アムルが十分な成果を上げていないと見たカリフ・ウマルはアムルを解任し、さらに644年に新たなカリフとなったウスマーン・ブン・アッファーン（在位644年-656年）はアムルをエジプトから召喚して乳兄弟のアブドゥッラーをエジプトの統括者に任命した。
645年、ビザンツ皇帝コンスタンス2世はムスリムに反抗するアレクサンドリア市民の請願を受ける形で海路アレクサンドリアへ派兵し、エジプトの奪還を試みた。アルメニア人マヌエルが指揮する300隻の艦隊はアレクサンドリアを奪還したが、ムスリム側はこの事態にアムル・ブン・アル＝アースを直ちに復帰させて対応した。両軍は646年にニキウ（現在のミヌーフィーヤ県にあった都市）近郊で遭遇戦を戦い、ムスリム側が圧勝した（ニキウの戦い）。これによってビザンツ帝国のエジプト支配は完全に終了し、エジプトは現在に至るまでムスリムを中核とする政権の統治下に置かれている。

## イスラーム帝国

ムスリムの征服
ムハンマド下における征服、622年-632年
正統カリフ時代における征服、632年-661年
ウマイヤ朝時代における領土拡大、661年-750年

アラブ人たちのイスラーム共同体はエジプトから中央アジアに至る広大な地域を征服したが、ウスマーン治世中には征服活動が一段落した。そのためウスマーンは戦争に伴う戦利品の分配という伝統的な兵士たちへの報酬形態を改め、メディナから各地に徴税官を派遣して税を集め、その歳入からアラブ人兵士たちに一定の俸禄（アター、`Aṭā'）を支払うという改革を行った。そしてこれを担当する官庁（ディーワーン、Diwan ）がメディナに設置された。しかし、急激な制度変更には不満の声が強く、兵士たちは貢献度に見合った報酬の分配を求めて反抗の機運を高めた。ウスマーンが自らの一族（ウマイヤ家）に要職を優先的に委ねていたことが不満をさらに増幅した。各地の急進派がメディナに向けて進発し、エジプトのフスタートにいた不平派も同じくメディナへと向かった。彼らはウスマーンを殺害し、混乱の中で変わってアリー（在位：在位656年-661年）がカリフ位についた。しかし、ウマイヤ家のシリア総督ムアーウィヤはウスマーンの報復を誓い、アリーと衝突した。両者は衝突の後、講和を話し合ったが、これに不満を抱いたアリー軍の一部兵士たちが離脱し（ハワーリジュ派）、彼らによって661年にアリーが殺害された。この一連の過程は第一次内乱と呼ばれ、アリーの殺害をもって正統カリフ時代の終わりとされる。ウマイヤ家のムアーウィヤは既に660年に自らをカリフと宣言しており、アリーの死亡によってムスリムの大半にカリフとして認められた（在位：661年-680年）。彼は自らの拠点であるシリアのダマスカスに都を定め、以降自らの子孫にカリフ位を世襲させた。これをウマイヤ朝と呼ぶ。さらに746年にはウマイヤ家に反対するアッバース家が反乱に踏み切り、750年にはアブー・アル＝アッバースがカリフとしてアッバース朝を建設した。

### カリフ政権下のエジプト
イスラーム時代初期のエジプトはムスリムによる西方へさらなる拡大のための拠点となった。既に第一次、第二次内乱以前から、ムスリムたちはエジプトを拠点にビザンツ帝国領北アフリカ（イフリーキーヤ）への遠征を行っていたが、内乱終結後には本格化した。また、アレクサンドリアの港はシリア（レヴァント）のそれとならんでムスリム艦隊の造船所及び拠点となり、ビザンツ帝国領への攻撃を支えた。
第二次内乱を経てエジプト総督となったアブドゥルアズィーズは彼自身の功績と出自（カリフ・マルワーン1世の息子であり、その次のカリフ・アブド・アルマリクの兄弟）のために各地の総督の中でも特に強力であり、カリフの意のままにならない存在であった。しかし、彼の死後にはカリフ権力はエジプトを統治する総督権力を分割することを試み、エジプトには軍指揮権を握る総督（wālī、またはamīr）と税務長官（ṣaḥib al-ẖarāg、またはṣaḥib al-ẖarāgi-hā）が別々に任命された。このような処置は正統カリフ時代から各地で見られるものではあったが、多くの場合それは一時的な処置であり、総督位と税務長官位の並立が長期にわたって継続したことはエジプトにおける大きな特徴である。
ムスリム支配地の拡大に伴って外敵の脅威が和らぐ一方で、エジプト内部ではコプト人の蜂起や、アル＝シャーム（シリア）・アル＝イラーク（イラク）の中央政権の政治紛争と結びついた闘争が常態化した。コプト人の蜂起の理由は主として徴税に対する不満であった。エジプトの征服の際、初代総督アムルは比較的寛大な条件の税（上納金）の支払いと、それが将来に渡って増額されないことなどを約束してエジプトの民心を掴み迅速な支配の拡大に成功したと伝えられている。エジプトの住民はほとんど全てキリスト教徒（コプト教徒、コプト人）であり、彼らはいわゆる契約の民（ahl al-dhimma）としてムスリムの「庇護下」に置かれ、人頭税（ジズヤ）と引き換えに自らの信仰を維持することを認められていた。こうした人々はズィンミー（庇護民）と呼ばれる。しかし、カリフの関心が主にエジプトの歳入にあったため時代とともに徴税強化・増税が押し進められていった。ウマイヤ朝末期には人頭税の回避やアラブ遊牧民の植民増加、婚姻などを通じてイスラームへの改宗が増加し始めた。しかし、アラブ人の統治者は人頭税の減少による税収減を嫌い、むしろイスラームへの改宗を抑制する場合すらあり、改宗者に対しても人頭税の納付を要求することも行った。とはいえ、705年に行政言語がアラビア語に改められ、718年には徴税官吏がムスリムのみに認められるようになるなど、ムスリムの社会的優位は明らかであり、ウマイヤ朝末期にはコプト社会に対するムスリム側の統制は本格化していった。そして、相当数のアラブ人がエジプトに移住し定着したが、原住地との部族的紐帯を維持していたこれらのアラブ人たちの存在は中央政府の政争とエジプトを結び付けた。このような状況を背景に、ウマイヤ朝末期からアッバース朝期にかけて、主に徴税に不満を持つ現地のエジプト人（コプト人）やアラブ人部族が反体制派として頻繁に蜂起した。
アッバース朝ではカリフ、ハールーン・アッ＝ラシード（在位：786年-809年）が息子であるアミーン（在位：809年-813年）とマアムーン（在位：813年-833年）にアッバース朝の領土を分割相続させようとしたことを端緒として、この両者がカリフ位を争う内戦が発生した。エジプトのアラブ人たちも二派に分かれて争い、彼らはその過程で軍事的・政治的地位を上昇させていった。マアムーンの勝利によって内乱が終わった後もエジプトの現地アラブ人たちは内戦中に手に入れた政治的地位を維持し続けた。9世紀初頭に総督位を得たアル＝サリ・ブン・アル＝ハカムやアブドゥルアズィーズ・ブン・アル＝ワズィール・アル＝ジャラウィーなどがこのような人物の代表例である。エジプトのアラブ人たちは徴税を拒否し、さらにアンダルス（イベリア半島）から到来したアラブ人（アンダルス人）たちがアレクサンドリアを襲うなどして、エジプトの統治機構は混乱した。この一連の政治不安は、特に下エジプトにおいてコプト人社会に大きな打撃を与えた。カリフ・マアムーンはエジプトの統制を回復すべく長期にわたる努力を続け、825/826年にマアムーンによって派遣されたイブン・ターヒルが、アレクサンドリアのアンダルス人を放逐するとともに、数年がかりでエジプトの秩序回復に成功した。コプト人たちはなお徴税に対する抵抗を続け、830年頃にはこうした抵抗運動の中で最大かつ最後となるバシュムール反乱が発生したが、カリフ・マアムーン自らが率いた軍による苛烈な破壊によって鎮圧された。

## イスラーム世界の多極化とエジプト
9世紀に入るとアッバース朝のカリフを中心としたイスラーム世界の秩序は大きな転機を迎えていた。その要因の1つはマムルーク（白人奴隷兵士）またはグラームなどと呼ばれる奴隷兵士の台頭である。アッバース朝期の非アラブ人の役割の増大や内戦、中央アジアの「トゥルク人」奴隷兵士（マムルーク/グラーム）の大規模購入などを通じて、奴隷兵士（以下、全てマムルークと表記する。ただしマムルークを始めとした奴隷軍人の定義の問題は煩瑣であり、この用法は便宜上のものであることに注意されたい）たちがアッバース朝の軍事・社会において大きな役割を果たすようになっていった。
もう1つの要因はアッバース朝の中央政権の求心力が低下し、各地で自律的な政権が誕生していったことである。既にイベリア半島では後ウマイヤ朝（756年-1031年）、モロッコでイドリース朝（789年-985年）、イフリーキーヤでアグラブ朝（800年-904年）が成立してアッバース朝の統制を離れていたが、アミーンとマアムーンのカリフ位争いによる内乱がこの分裂傾向に拍車をかけた。イラン高原ではサッファール朝、サーマーン朝、ターヒル朝が成立している。

### エジプトの政権
この大きな潮流の中、カリフとなったムウタスィム（在位：833年-842年）は、伝統が長く自分への忠誠心が疑わしいアッバース朝の旧来の主力軍団（ホラーサーン軍団）に代わる子飼いの戦力として大量のマムルークを購入したが、首都バグダードの市民やホラーサーン軍団の強い反発を受けたことから、手勢のマムルーク軍団を守るためにサーマッラーへの遷都を行った。この時サーマッラーにムウタスィムとともに移動したフェルガナ出身のマムルーク軍人の子供にアフマド・ブン・トゥールーン（イブン・トゥールーン）がいた。成長した彼は868年に総督の副官としてエジプトに派遣され、程なくして独立政権を打ち立てた。これがトゥールーン朝である。

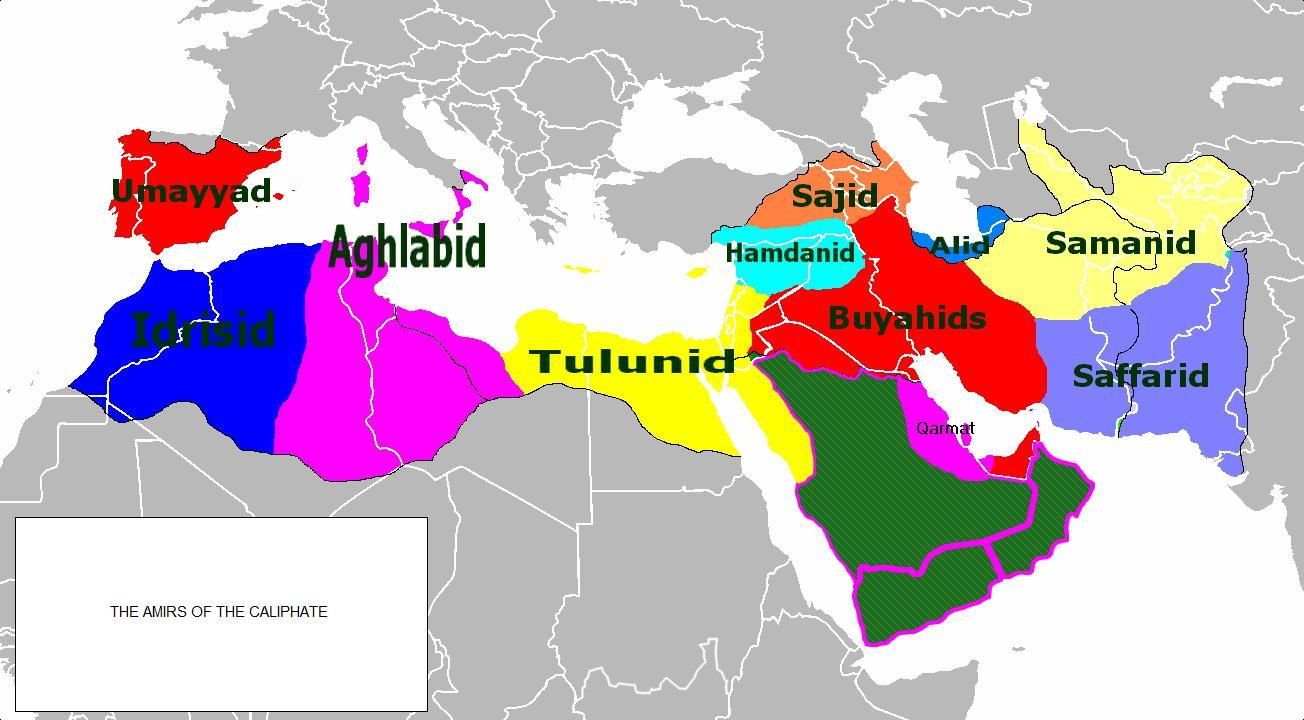
イスラーム世界の多極化を示す地図。赤左：後ウマイヤ朝、青：イドリース朝、紫：アグラブ朝、黄：トゥールーン朝、赤右：ブワイフ朝、水：ハムダーン朝、橙：サージュ朝、薄青：アラヴィー朝、薄黄：サーマーン朝、薄紫：サッファール朝（905年頃）

トゥールーン朝は短命な政権であったが、その成立によってエジプトは再び独立した政治勢力となった。これはローマ帝国にエジプトが併合されて以来のことであった。トゥールーン朝の成立はエジプトに大きな経済的繁栄をもたらすことになる。長期にわたり、徴税のみを主たる興味の対象とする短任期の総督たち（カリフ時代のエジプト総督の平均在職期間は2年強に過ぎない）によって厳しい徴税に晒され、生産物を「中央」に奪われていたエジプトは、イブン・トゥールーンによる自立と、彼のシリア・パレスチナへの勢力拡大によって逆に小帝国の中央となった。国外に搬出されることがなくなった富は内政の充実へと向けられ、新たなナイル川の水位計の設置をはじめとした灌漑の改善、フスタートの新たな街区（アル＝カターイ）の開発等が行われた。この時、アル＝カターイに建設されたイブン・トゥールーン・モスクは現存するエジプト最古のモスクである。この財力を背景とした大規模な軍隊がトゥールーン朝の支配を支えた。イブン・トゥールーンの下には7,000人のアラブ人自由民兵士、24,000人のマムルーク騎士、そして45,000人の黒人奴隷兵士がいたと伝えられる。
884年にフマーラワイフ（在位：884年-895年）がイブン・トゥールーンの跡を継いだ。フマーラワイフは豪華な宮殿の建設、娘カトラ・アル＝ナダーのアッバース朝カリフへの輿入りの際の法外な持参金など、その放蕩ぶりを伝える多彩な逸話が残されている。イスラーム美術としては非常に珍しい生前の人物の彫像、即ちフマーラワイフ自身と妃たちの等身大の木像も造られたという。彼の存命中はなおトゥールーン朝は繁栄を謳歌していたが、その死後には軍への給与支払いが可能なだけの資金は残されていなかった。軍団からの支持を失ったトゥールーン朝は無政府状態へと陥り、905年にアッバース朝によって取り潰された。
ほぼ同じ頃（9世紀末）、イスラーム教シーア派の一分派であるイスマーイール派がイフリーキーヤで宣教活動を行い、現地ベルベル人のクターマ族の支持を獲得することに成功した。イスマーイール派の指導者ウバイドゥッラー（アブドゥッラー）はシリアからチュニジア（イフリーキーヤ）に渡り、910年に自らがマフディー（救世主）かつカリフであると宣言した。彼は第4代正統カリフであるアリーの妻ファーティマ（預言者ムハンマドの娘）の血を引くと称しており、この新たな政権をファーティマ朝と呼ぶ。スンナ派を中核とするアッバース朝カリフに対し、シーア派の指導者がカリフを宣言して対抗姿勢を明らかにしたことはイスラーム世界における新たな出来事であった。当初、カリフ・ウバイドゥッラーはイフリーキーヤに打ち立てた政権をあくまでもアッバース朝に対抗するための当座の拠点であると位置づけており、最終目標としてアッバース朝の打倒を目指した。そのため、ファーティマ朝は成立直後から東進を企て、はやくも913/914年冬にはエジプトに遠征軍を派遣した。この遠征軍は当初アレクサンドリアを占領しフスタートに迫ったが撃退され、919/920年に再度攻撃をかけたもののこれも失敗に終わった。エジプトでの敗北によってファーティマ朝は短期間でのアッバース朝打倒を諦め、イフリーキーヤでの基盤づくりに方針を切り替えた。
935年にアッバース朝のエジプト総督として派遣されたテュルク系軍人ムハンマド・ブン・トゥグジェは、翌年に行われた3度目のファーティマ朝の遠征を退けてカリフからイフシードの称号を得た。その後、彼はイブン・トゥールーンと同じようにマムルークと黒人兵士を集めて独立勢力化しアッバース朝の統制を離れた（イフシード朝）。しかし、ファーティマ朝の第4代カリフ・ムイッズ（在位：953年-975年）がシチリア島出身のジャウハルを司令官として再びエジプト遠征を開始すると、イフシード朝は有効な対応を取ることができなかった。969年7月にジャウハルがフスタートに入城し、イフシード朝は短命の歴史を終えた。ファーティマ朝は征服直後からフスタートの北に新たな都の建設を開始した。この都市はアル＝カーヒラ・アル＝ムイッズィーヤ（ムイッズの勝利）と命名され、カリフ・ムイッズは973年にここに拠点を遷した。以降アラブ人たちはこの都市を単にアル＝カーヒラ（カイロ）と呼んでいる。

### ファーティマ朝とエジプト

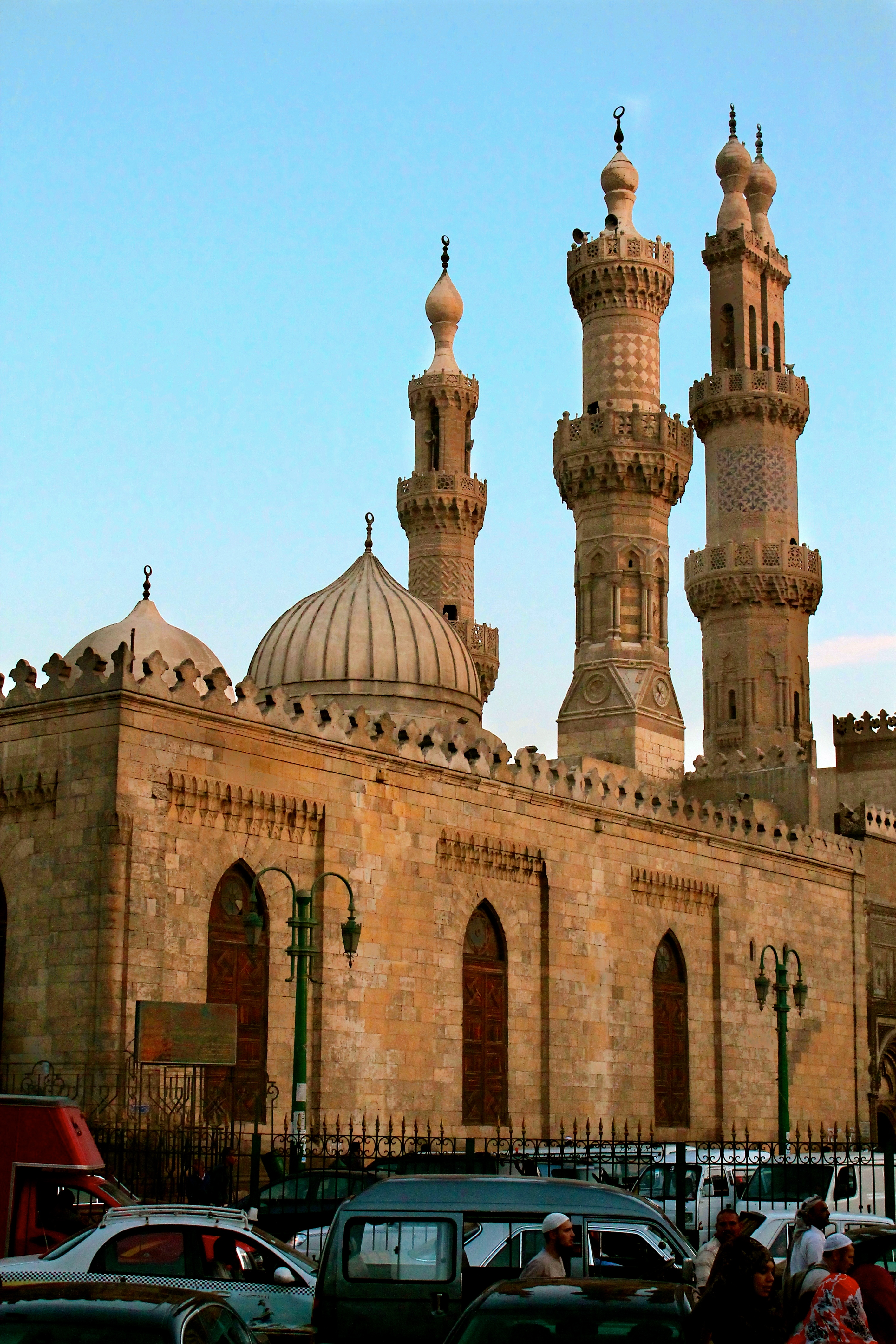
カイロのアズハル・モスク。

エジプトを征服したファーティマ朝はさらに東西へと勢力を広げ、第5代カリフのアブー＝マンスール・ニザール・アル＝アズィーズの時代には金曜礼拝のフトゥバ（説教）において彼の名前を唱える地域は大西洋岸からモロッコとシリア、ヒジャーズ（アラビア半島西南部）、さらに一度だけとはいえ北部イラクのモースルにまで広がり、名目上はこの全域にファーティマ朝の支配が及んだ。
イスマーイール派政権であったファーティマ朝は成立当初、イフリーキーヤにおいてスンナ派への激しい攻撃を行い、数多くの亡命者や死者を出すなどしていたが、エジプトの征服に際してはシーア派の礼拝形式の導入を行うなどはしたものの、寛容な方針であたり、スンナ派住民の強制的な改宗などは行われなかった。カリフ・ハーキム（在位：996年-1021年）の時代に行われた過酷な弾圧こそ有名であるものの、キリスト教徒やユダヤ教徒はイスラーム期に入って以来かつてなかった程の寛容さを享受し、ファーティマ朝時代は非ムスリムの黄金時代であったともされる。ワズィール（宰相）を始めとした政府高官職にキリスト教徒が任命されることも珍しくなく、キリスト教やユダヤ教の施設に支援が行われ、カリフがそれを訪れることもあった。商工業や美術に対する統制も緩く、ファーティマ朝期のエジプトは経済的に繁栄し、工芸が栄えた。学術研究も盛んになり、アズィーズの時代に建設されたアズハル・モスク付属のマドラサ（学院）はその後エジプトを代表する教育機関へと発展した。これは今日でもアズハル大学として存続している。そして、ハーキムの時代には、シーア派の教義を普及させるという目的を帯びて、「学芸/英知の館」（ダール・アル＝イルム）と呼ばれる学術施設と基金が設立され、天文学や光学が発達した。
ハーキムの死後、王朝の実権は次第にワズィールたちの手に移るようになり、またベルベル人、テュルク人（トルコ人）、アルメニア人、ユダヤ教徒、キリスト教徒、黒人（スーダン人）など様々な勢力が複雑な権力闘争を繰り広げ、政治は不安定化した。1073年にワズィールとして抜擢されたアルメニア人バドル・アル＝ジャマーリーがアルメニア人軍団（アル＝ジュユースィーヤ、al-juyūshiyya）の勢力を背景に一時的な混乱の収拾に成功したものの、その死後以降は各派閥に推されたワズィールたちの間で絶えることのない争いが続けられた。
同時に、東方のイラクでは新たな事態が発生していた。それは中央アジアから到来したセルジューク族（サルジューク）の活動である。セルジューク族の首長トゥグリル・ベクは1055年にバグダードに入場し、現地を支配下に置いていたブワイフ朝の勢力を放逐してアッバース朝のカリフを保護下に置いた。その後、ブワイフ朝のバグダード駐留軍司令官であったバサーシーリが1058年にバグダードを奪還し、アッバース朝カリフのカーイムに強要してファーティマ朝のカリフに全ての権利とカリフの聖器を譲渡するという文書に調印させるという一コマがあったが、間もなくトゥグリル・ベクがバグダードを再占領し、11世紀後半にはセルジューク族がシリアとヒジャーズ地方をファーティマ朝から奪取した。
一連の内憂外患に幼少のカリフの即位が加わり、ファーティマ朝のカリフ権力は失墜した。カリフ・ハーフィズ（在位：1132年-1149年）が死没した頃には、カリフの支配は宮殿内部にしか及ばなくなっていた。そして権力を争うワズィールの地位も繰り返される暗殺によって目まぐるしく交代し続けていた。当時のファーティマ朝の宮廷で過ごした人物は渦巻く陰謀と嫉妬、権力争いの激しさを伝えている。

### 十字軍とアイユーブ朝

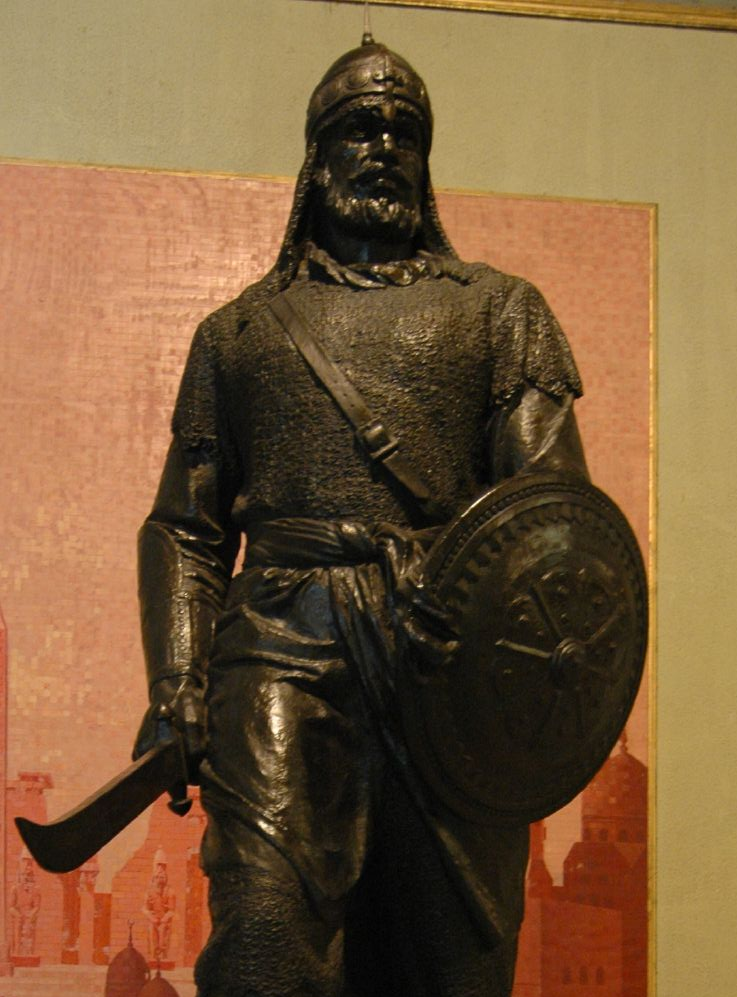
サラーフッディーン像、エジプト軍事博物館収蔵。

1095年のクレルモン公会議においてローマ教皇ウルバヌス2世はキリスト教徒たちに聖地奪還のための十字軍を呼び掛けた。これはアナトリアでルーム・セルジューク朝と争うビザンツ帝国の救援要請にローマ教皇が応えた結果であり、翌1096年に先遣隊が派遣されて以来、アナトリア、シリアが十字軍の攻撃に晒された。十字軍に参加した諸侯はシリアの沿岸地帯を中心に多数の植民国家を形成した。これは通常十字軍国家と呼ばれる。この十字軍はムスリム側の史料では「フランク（franj、ifranj）」と呼ばれる。シリアのムスリム勢力は相互に争っていて十字軍に対抗できず、アッバース朝とセルジューク朝による対応も限定的なものに留まった。
1167年、十字軍国家の1つエルサレム王国が弱体化したファーティマ朝に襲い掛かり、翌年にはフスタートに迫った。ファーティマ朝の実権を握っていたワズィールのシャーワルは占領を阻止するためにフスタートを焼き払い、カリフ・アーディド（在位：1160年-1171年）は北部イラクとシリアで十字軍と戦っていたザンギー朝のヌールッディーンに救援を求めた。ザンギー朝は既にこれ以前からファーティマ朝の権力闘争に介入を行っており、エジプトに派遣された経験のあるアイユーブ家のシールクーフと甥のサラーフッディーン（サラディン）が共にエジプトに入った。1169年、シールクーフはシャーワルを処刑し自らがファーティマ朝のワズィールの地位に就いたが、間もなく急死したためその地位はサラーフッディーンが引き継いだ。
サラーフッディーンはザンギー朝のヌールッディーンのエジプトにおけるナーイブ（代理、nā'ib）であると同時にファーティマ朝のアーディドによって任命されたワズィール（宰相）でもあるという複雑な立場となった。彼はエジプト統治にあたって、もはや死に体であるファーティマ朝の権威を否定し、アッバース朝のカリフの名のフトゥバで唱えさせた。1171年、最後のファーティマ朝のカリフ・アーディドの死と共にファーティマ朝の歴史は終焉を迎えた。サラーフッディーンはアッバース朝を奉ずることで正統性を確立し、さらに周辺へ勢力を拡張したが、その勢力拡大に脅威を覚えたヌールッディーンは貢納を要求し両者の関係は悪化した。1174年にヌールッディーンが死去し、幼い息子がその地位を継ぐと、サラーフッディーンはザンギー朝の乗っ取りを画策してシリアに侵攻し、1175年にザンギー朝の軍勢を破った。シリアを支配下に置いたサラーフッディーンはヌールッディーンの未亡人を娶りザンギー朝の後継者となると共に、アッバース朝のカリフから「シリア・イエメン・エジプトのスルターン」であることを承認された。
サラーフッディーンが打ち立てた政権はアイユーブ朝と呼ばれる。アイユーブ朝もまた比較的短命の王朝ではあったが、近代まで継続する諸制度を確立しエジプト国家・行政・社会に大きな影響を残すことになる。サラーフッディーンは、ファーティマ朝後期に大きな権力を振るったアルメニア人軍団と、ファーティマ朝を支えたもう一つの軍事力の柱であった黒人奴隷軍団も解体した。そしてクルド人やテュルク人を主体とする自らのマムルークを購入して新たな軍団を作り、それを支える財源として一族と取り巻きの家臣（アミール）たちにイクターを割り当てた。これがエジプトにおける本格的なイクター制の導入となる。これは旧来のアター（俸禄）に替えて、軍事的奉仕（ヒドマ、khidma、建設事業への普請なども含む）と引き換えに軍人に徴税権（イクター）を付与するものであり、ブワイフ朝期にイラク地方で始まり、ザンギー朝にも導入されたものである。その他、税制の改革や通貨の改鋳などの行財政改革、シーア派の排除、城砦の建設などを通じて新たなエジプトの政治体制が構築されていった。サラーフッディーンが1167年から1177年にかけてカイロとフスタートの間のムカッタムの丘に建設した城砦は近代のムハンマド・アリー朝時代までエジプト支配の中枢として機能することになる。
エジプト、シリアにおける支配を盤石のものとしたサラーフッディーンは1186年に本格的な対十字軍の戦いを開始し、翌年にはヒッティーンの戦いで勝利を収めエルサレムを制圧した。十字軍国家支配地が脅威に晒されたことで、キリスト教諸国は神聖ローマ皇帝フリードリヒ1世（バルバロッサ、赤髭）やイングランド王リチャード1世（獅子心王）らを中心に第3回十字軍（1189年-1192年）を実施した。一連の戦いは数々の伝説的な逸話を生み出し、サラーフッディーンはヨーロッパにおいてもアラブにおいても英雄として記憶されている。そして、1192年に海岸地帯をキリスト教徒が、内陸をムスリムが支配し、聖地エルサレムへの巡礼を妨げない、などの条件で講和が結ばれた。講和の翌年にサラーフッディーンは死去し、アイユーブ朝の領土は彼の息子たちによって分割相続された。

## マムルーク朝

### バフリー・マムルーク朝

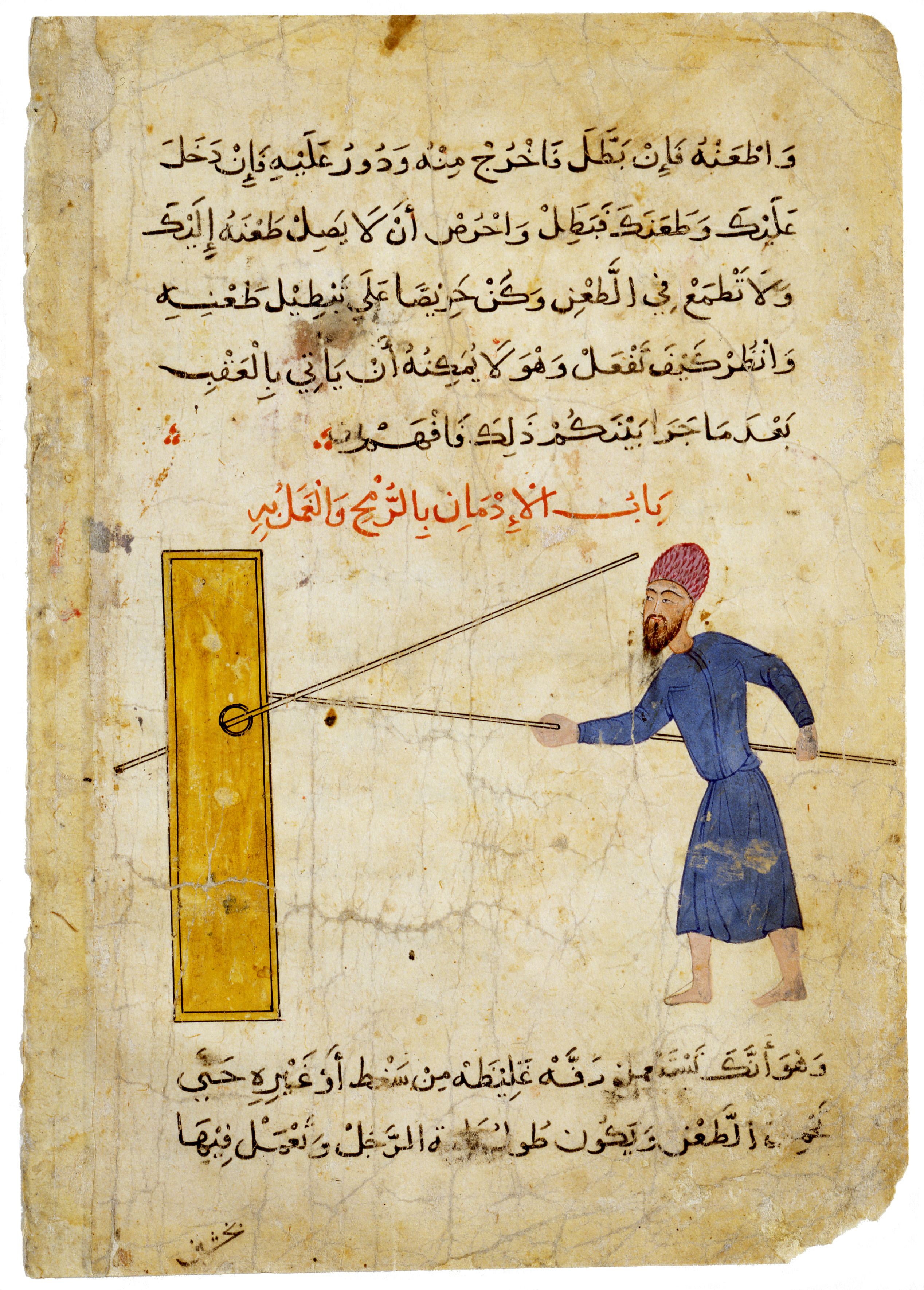
槍の訓練を行うマムルーク。16世紀初頭。

サラーフッディーンの息子たちによって分割されたアイユーブ朝は緩やかな連合国家を形成したが、相互の利害は必ずしも一致せず、十字軍国家も巻き込んでの政争が行われた。そして、ヨーロッパから襲来する十字軍はこの時期、エジプトを主たる攻撃目標とした。1217年から始まった第5回十字軍はエジプトの重要な港湾都市ダミエッタ（ディムヤート）を1219年に占領した。エルサレムに入城した第6回十字軍（無血十字軍、1229年）を経て、第7回十字軍（1248年-1254年）を主導したフランス王ルイ9世が1249年にダミエッタを再占領した。
戦いの最中、アイユーブ朝のスルターンとしてカイロ政権を率いていたサーリフが陣中で病死（1249年）すると、妻のシャジャル・アッ＝ドゥッルは軍の士気が崩壊するのを恐れ、夫が生きているかの如く振る舞って文書を発行し続けたという。そしてメソポタミアからサーリフの前妻の息子トゥーラーン・シャー（在位：1249年-1250年）が帰国し、スルターンとなった。サーリフが購入し組織したマムルーク軍団（バフリー・マムルーク軍団）とそれを指揮するバイバルスらによってフランス軍（第7回十字軍）は撃破され外敵の脅威は除かれたが、トゥーラーン・シャーは継母シャジャル・アッ＝ドゥッルと折り合いが悪く、またバフリー・マムルーク軍団出身のアミール（将軍）たちを次々と逮捕して軍団の弱体化を図った。このためバイバルスらは1250年5月、クーデターを起こしトゥーラーン・シャーを殺害するとともに、シャジャル・アッ＝ドゥッルをスルターンに推戴した。これがマムルーク朝の成立であり、バフリー・マムルーク軍団が政権中枢を占めた初期マムルーク朝時代はバフリー・マムルーク朝とも呼ばれる。またシャジャル・アッ＝ドゥッルは、イスラーム史上初の女性のスルターンとなった。しかし女性スルターンの誕生には広範な反発が巻き起こり、情勢不穏を感じ取ったシャジャル・アッ＝ドゥッルはバフリー・マムルーク軍団の総司令官（アター・ベグ）イッズッディーン・アイバクと結婚し、即位から80日後にこの新たな夫にスルターン位を譲渡した。
このマムルーク（奴隷）の政権に対しても、国土の正統な所有権を主張するアラブ遊牧民の反乱などが続き政権は安定しなかった。最終的に転機が訪れたのは中央アジアから到来したフレグ率いるモンゴル軍がシリアに侵入した時であった。これを迎え撃つため、バイバルスの指揮でバフリー・マムルーク軍団がシリアに向かい、1260年9月にアイン・ジャールートの戦いで圧勝を収めた。この勝利によってマムルーク朝は自らこそがイスラーム世界の真の防衛者であることを内外に強く印象付けることができた。また、ファーティマ朝期から継続していたバグダードからの知識人や商人の流入により、マムルーク朝時代にはエジプトがアラブ世界の政治・文化をリードする中心地としての地位を確立していくこととなる。モンゴルに追われたアッバース朝のカリフもマムルーク朝に逃げ込みその庇護を受けた。これはイスラーム世界におけるバグダードからの重心の移動を象徴する出来事であった。
紆余曲折を経つつも、マムルーク朝は血統原理による世襲ではなく、スルターン所有のマムルーク軍人の中から次代のスルターンを選抜するという特異な王位継承制度を発展させていった。マムルークはその来歴やスルターン所有のマムルークかアミール（将軍）所有のマムルークか、といった要素によって区別された。マムルークたちは幼い頃に奴隷商人を通じてスルターンやアミールに購入されて軍人養成所に入れられ、武芸学問の教育を受けた。そして成人後には主人の下で軍人として職務についた。彼らの養育費は全て主人の負担であり、主人とマムルークの関係は親子のようなものと見なされていた。また、同じ軍人養成所を出た仲間たちは同窓意識（フシュダーシーヤ）を強く持ち、マムルーク軍人たちにとって同窓関係は強い意義を持った。スルターン位を継ぐものは慣例としてスルターン所有のマムルークの中から選ばれ、たとえスルターンの子供であってもマムルークとして購入され軍人養成所を出たという経歴を持たないものはマムルーク軍団に入ることができず、スルターン位を継承することもできなかった。このためスルターンの子弟は自由身分出身者やマムルーク子弟からなる格下のハルカ騎士団に所属するか、軍人以外の道を選ばなければならなかった。

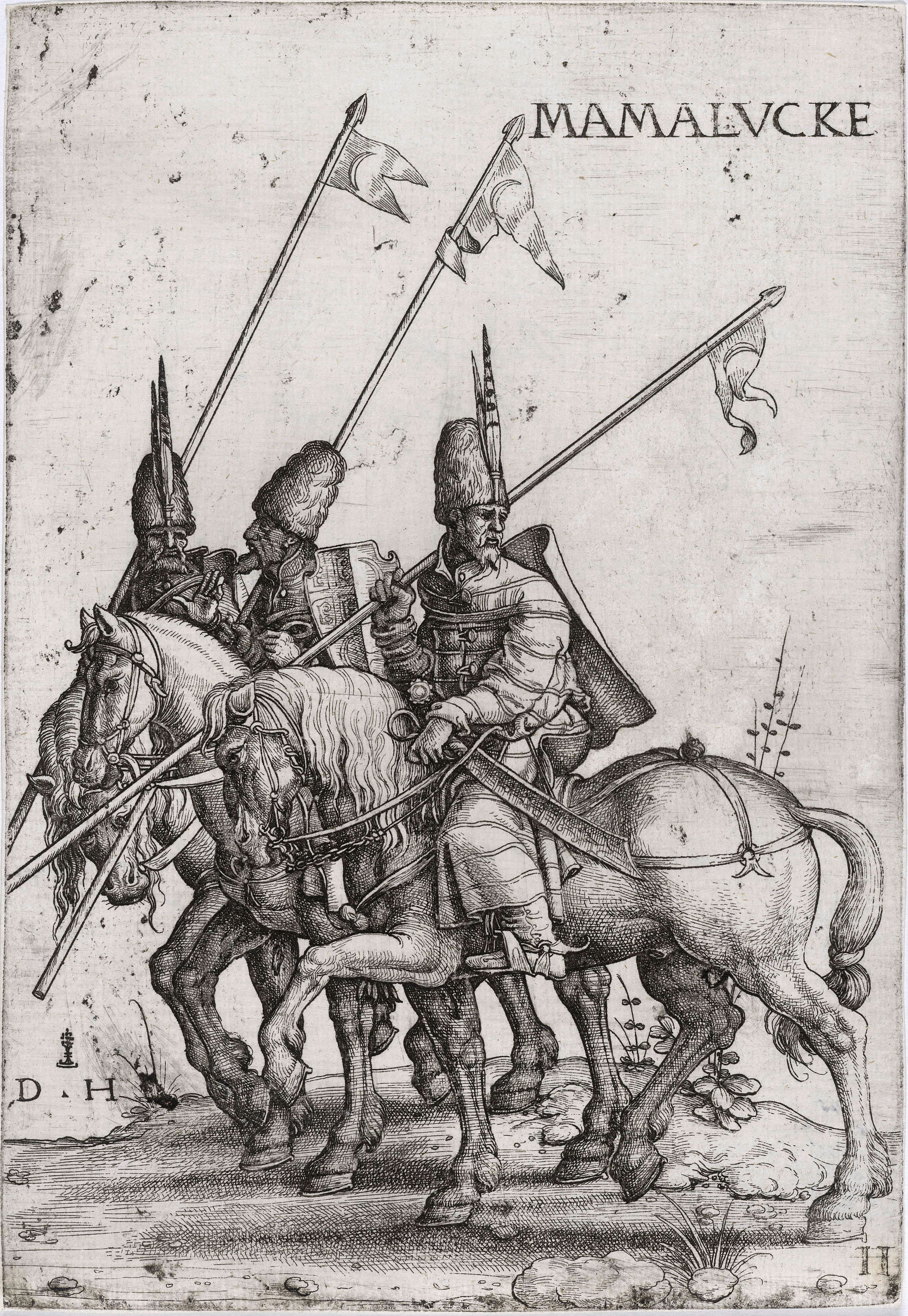
16世紀のヨーロッパの銅版画に描かれたマムルーク騎兵。

マムルーク朝の歴代スルターンはそれぞれに子飼いのマムルーク軍団を編成したため、時代の進展とともにマムルークとその子弟の人員は増大し13世紀末頃までにはイクターを付与する土地の枯渇が重大な問題として浮上するようになった。13世紀末にアミールたちの傀儡として即位したスルターンのナースィル・ムハンマドをマンスール・ラージーン（フサーム）が排除し、彼によって1298年に検知（ラージーン検知、フサーム検知）とイクターの再分配が試みられたが、スルターンのマムルーク軍団に著しく偏重した配分のために他のマムルーク軍団やハルカ騎士団の強い反発を受け、1299年にブルジー・マムルーク軍団の総司令官クルジー（Saif al-Din Kirji）らによって1299年にラージーンは殺害された。ブルジー・マムルーク軍団は、スルターン・カラーウーン（在位：1279年-1290年）が編成したマムルーク軍団である。その後、スルターン位を追われたナースィルが激しい権力闘争の中で玉座を奪還し、その後も退位と即位を繰り返して3度スルターンとなった。ナースィルもまたイクターの再分配を試み、史上名高いナースィル検知によって抜本的な税制改革を行うとともに、ジズヤ（人頭税）のイクターへの組み込みなどとあわせてバフリー・マムルーク朝の国家体制を一新した。
ナースィルの改革によって統治は安定したが、14世紀半ばに入ると黒死病（ペスト）の記録的な流行がエジプトを襲った。ペストはモンゴルによって中東地方に伝染したとも言われ、当時ユーラシア大陸の広い範囲で大流行となっていた。エジプトでも1347年の最初の流行以降、マムルーク朝の滅亡に至るまで、平均して8-9年に1度の割合でペストの流行が断続的に続き、総人口の4分の1から3分の1が失われたとされる。激しい人口減は兵力の減衰、税収の低下という形でマムルーク朝の支配体制を揺さぶり、税収の分配をめぐってスルターンやアミール間での争いも激化した。
ナースィルが1341年に死去した後、スルターン所有のマムルーク軍団から新スルターンを選定するというマムルーク朝の伝統は後退し、ナースィルの血族（ナースィルの父カラーウーンの子孫）がスルターン位に就くべきであるという意識が共有された。しかし実態はスルターンは傀儡と化して実権は有力なアミールたちの手に握られるようになり、やがて複数のアミールの合議による集団指導体制が形成された。その後もアミールやマムルーク軍団たちの権力闘争はやむことはなく、クーデターや武力蜂起が繰り返された。やがて、争いの中でブルジー・マムルーク軍団が優勢となり、その長バルクーク（在位：1382年-1389年、1390年-1399年）がスルターンに推戴された。これによりカラーウーンの子孫たちによるスルターン位の継承も終わり、以降の時代はブルジー・マムルーク朝と呼ばれる。また、このブルジー・マムルーク軍団の主要構成員がチェルケス人奴隷であったことから、チェルケス朝とも呼ばれる。

### ブルジー・マムルーク朝（チェルケス朝）
ブルジー・マムルーク朝の立役者となったバルクークが死去した後、マムルーク朝では再びクーデターと反乱が頻発し世相が安定しなかった。バフリー朝時代からのペストの流行は変わらず猛威を振るっており、このことは政治・社会に大きな影響を与えた。スルターン・バルスバーイ（在位：1422年-1438年）はペストの流行を人々の罪に対する神の罰と解釈し、異教徒への課税の強化や戒律の厳格な実践を要求する一方、イクターからの税収減を補うために様々な代替制度が準備された。既に、バフリー・マムルーク朝末期から、有力なアミールたちは減少するイクターの収入を補填するために国家がハラージュ（地租）を徴収する直轄地を「賃借地」として手中に収め、私有地も含めて私財の獲得にまい進していた。スルターンもまた元来はアミールの一員であったことから、このような私財を蓄え、広大な私領を抱えていった。また、バルスバーイは香辛料、砂糖、織物などの専売制を敷き、スルターン自身がこれらの商品をヨーロッパ商人に割高の価格で販売することを定めたことが知られている。ブルジー朝期においては、アミール時代からの資産獲得活動の一環として、スルターンという地位を利用しての国家資産からスルターン私財への転用も頻繁に行われた。しかし、スルターン私財の多くが国家資産の転用となったことで、スルターン私財と国家資産の区別は曖昧となり、やがてスルターン私財はスルターン就任者が直接掌握する地位に付属した財源に発展していった。
マムルーク朝が財政難や様々な政治的混乱を乗り切るべく大きな変化を遂げている最中、中東ではオスマン帝国が急速に勢力を拡大し、政治地図を大きく塗り替えつつあった。オスマン・ベイ（在位：1299年-1326年）率いる小集団から出発したオスマン帝国は、15世紀にはビザンツ帝国を滅ぼし（1453年）、アナトリア半島のテュルク系諸侯も次々と制圧するとともに、バルカン半島にも勢力を拡張していた。15世紀半ば以降、マムルーク朝支配下にあったシリアにオスマン帝国が侵入するようになり、その軍事的圧力はマムルーク朝の財政難を一層深刻化させた。銃火器を多用するオスマン帝国軍に対抗するためにマムルーク朝でも銃砲の導入が進められたが、騎乗して戦うことを重視したマムルークたちがこれを忌避したため、新編の軍団や傭兵という形で銃砲を装備した歩兵軍団が整備された。
また、マムルーク軍団は元来、軍事奉仕の引き換えに割り当てられたイクターによって武装を自弁するのが建前であったが、イクターによる収益の縮小はそれを不可能なものとし、この頃にはスルターンに集中した財政からの俸禄の支払いが重要になるとともに、軍事力は弱体化していた。しかしこの俸禄も女性や子供を含む戦闘能力を持たないマムルーク子弟たちの間で単なる収入源として受給するものが増えていた。スルターン、カーイトバーイ（在位：1468年-1496年）の時代には、シリア周辺における相次ぐオスマン帝国との戦闘によって巨額の遠征費用と俸禄が必要とされたため、財政を回復させるべく俸禄の支給対象者の軍事能力審査などの改革を行われ、財政再建が図られた。
しかし、最終的にマムルーク朝はオスマン帝国の圧力に対抗することはできなかった。スルターン・ガウリー（在位：1501年-1516年）は1516年8月にシリアのアレッポ北方にあるマルジュ・ダービクの戦いでオスマン帝国のスルターン・セリム1世（在位：1512年-1520年）に敗れて戦死し、次いで最後の抵抗を試みたトゥーマーンバーイ（在位：1516年-1517年）もカイロ近郊で敗れ、1517年1月にオスマン帝国軍がカイロに入場した。トゥーマーンバーイは逃亡を図ったが捕らえられて殺害され、ここにマムルーク朝が滅亡しエジプトはオスマン帝国の一属州となった。

## オスマン帝国支配下のエジプト

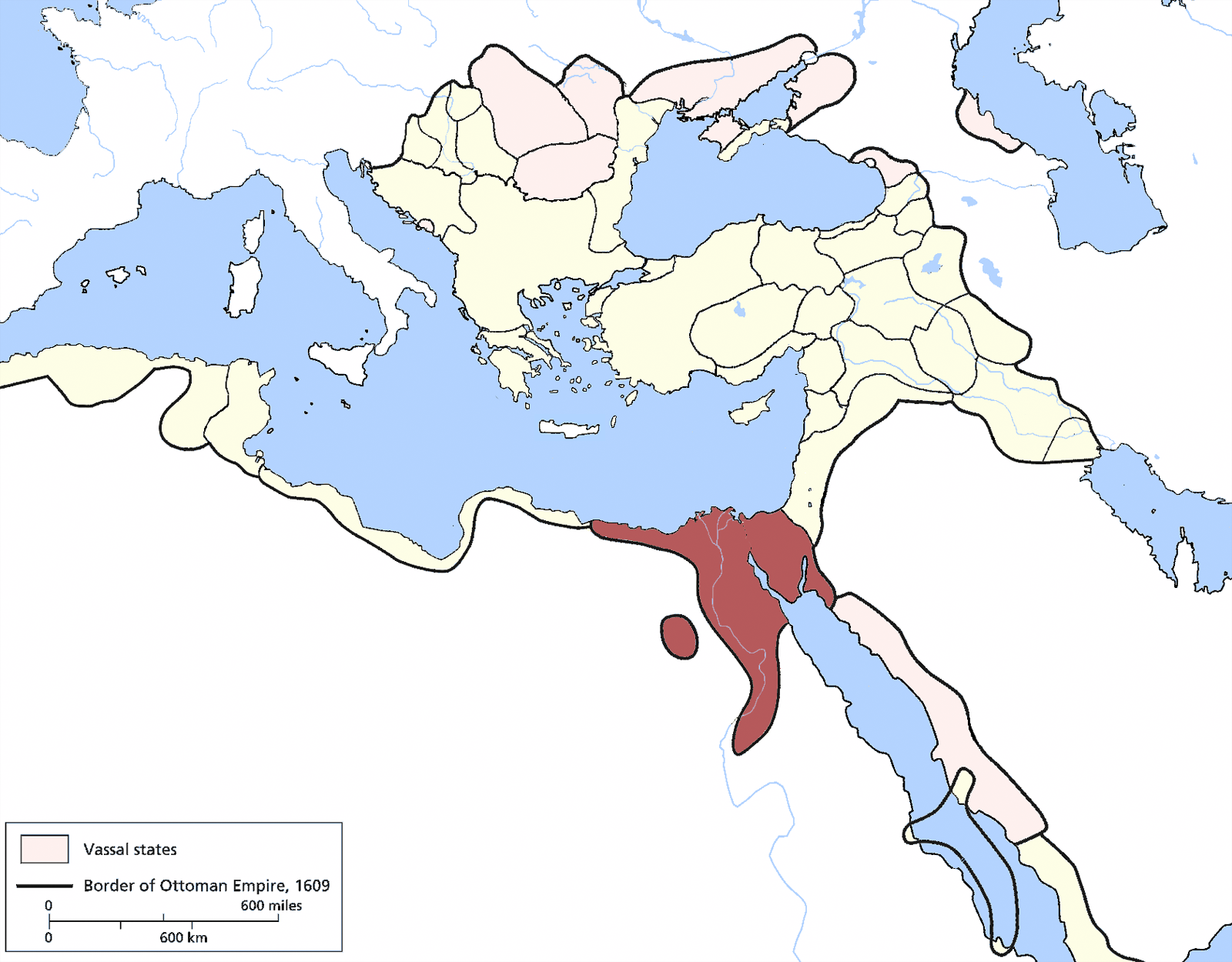
1609年のエジプト・エヤレト（州）

オスマン帝国による征服後、ハーイルバク（ハユル・ベイ）がエジプト統治者として送り込まれたが、ジャーニム・アル＝サイフィー（Jànım al-Sayfì）とイーナール（Inàl）の反乱（1522年）、そして「反逆者（al-Khà"in）」ハイン・アフメト・パシャ（A˙med Pasha）の反乱（1523年-1524年）が相次いで発生した。これを鎮圧した後に、スレイマン1世（壮麗王）によって派遣された大宰相パルガル・イブラヒム・パシャが1525年に規定したカーヌーン・ナーメ（Qānūn Nāmeh、地方行政法令集）により、諮問会議（ディーワーン）およびオスマン帝国軍と現地軍から支援を受けたパシャの称号を持つ総督（ワーリー）によってエジプトが統治されることが定められ、安定した。
オスマン帝国によるエジプトの征服は、現地におけるマムルークたちの権力を失わせることはなかった。エジプトの行政機構はイスタンブル（コンスタンティノープル）から派遣された官吏によって率いられていたが、官・軍いずれにおいてもマムルークたちから供給された人員が入り込んだ。ブルジー・マムルーク朝をリードしたチェルケス人のマムルークは、引き続きオスマン帝国が編成する現地エジプト軍の主要構成員の1つであり、軍人として高い地位を確保していた。マムルーク朝時代の地方総督（カーシフ）による地方統治という基本的な構造はカーヌーン・ナーメの規定でも継承されていた。カーヌーン・ナーメには下エジプトから中部エジプトにかけてと、西部砂漠にカーシフが統治する13の県（sub-province）がリストアップされている。アスユート以南の上エジプトではアラブ人のシャイフ、バヌー・ウマル（Banū 'Umar）が支配を維持しており、カーヌーン・ナーメの規定では下エジプトのカーシフたちと同じ権能を果たすことが期待されていた。上エジプトの半自律的なアラブ部族の支配は1576年にオスマン帝国が上エジプトの支配者としてベイ（有力者たちが用いた称号）を任命するまで継続した。
16世紀末になるとオスマン帝国の財政難やインフレーションの影響を受けて駐留軍への俸給に問題が生じ、不満を強めた兵士たちによる示威行動や騒乱が頻発するようになった。1604年にはエジプト総督イブラヒム・パシャが蜂起した兵士たちによって殺害される事態となり、1607年6月に新総督となったクルクラン・メフメト・パシャは状況を調査した上で、総督殺害に関与した者たちをカイロから追放し、その報酬を没収した。その後の締め付けに対し、1609年1月には広範な反乱が発生し、反逆者たちは自分たちの中からスルターンの選出を行い、大軍を集めた。メフメト・パシャは同年中にこの反乱軍を撃破し首謀者たちを処刑、または追放した。この出来事は17世紀の年代記作家イブン・アビー・スルールによって「オスマン帝国による第2のエジプト征服」と呼ばれている。
オスマン帝国の支配は再建されたが、17世紀に入ると、ベイと呼ばれる有力軍人たちがエジプト政治における発言権を増大させていった。ベイの地位に就く軍人にはアナトリアやバルカン半島出身の自由身分の軍人や、チェルケス系マムルークらがおり、彼らはマムルーク軍人を中心としたフィカーリーヤと非マムルーク系軍人を中核としたカースィミーヤという2大派閥を形成していった。この両派閥の対立は17世紀のエジプト政界の中核をなした。17世紀前半にはフィカーリーヤの有力者リドワーン・ベイが25年にわたってアミール・アル＝ハッジ（巡礼長官）を務めて大きな権力を振るい、17世紀半ば以降はイスタンブルから送り込まれたボスニア系のアフマド・ベイがカースィミーヤを率いて優位に立った。この間、オスマン帝国が任命するエジプト総督の権威は継続的に低下し続け、しばしば現地の反対によって就任が拒否されたり、現地が推す総督をイスタンブルが追認する事態も発生した。

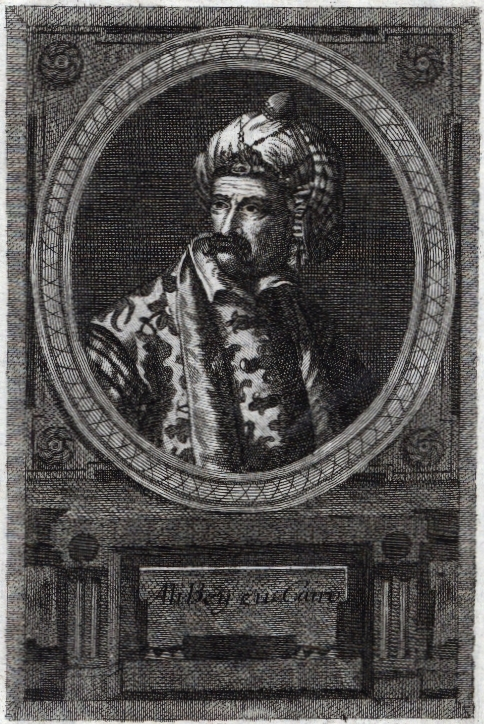
アリー・ベイ・アル＝カービル。

17世紀末になると、エジプトに駐留するオスマン帝国の歩兵軍であるイェニチェリとアザブがカイロの商工業者と結びついて勢力を拡大し、同時にアナトリアから流入した自由身分の兵士たちを吸収して軍事的にも影響力を拡大していった。両軍はそれぞれにフィカーリーヤ、カースィミーヤと結びついて派閥抗争を繰り広げ、1711年には武力衝突の結果カースィミーヤとアザブ軍が勝利した。エジプト総督はフィカーリーヤを支持していたが、この戦いの結果新任の総督に交代させられることとなり、オスマン帝国はこの「反乱軍」を黙認した。主導権を握ったカースィミーヤでは間もなく内部対立が始まり、この争いに勝利したイスマーイール・ベイはオスマン帝国政府からシャイフ・アル＝バラド（カイロの長）という称号を授与された。以降、エジプトの政策決定には総督と並んでこのシャイフ・アル＝バラドが重要性を増していくことになる。その後、フィカーリーヤが盛り返し、1724年にフィカーリーヤのシルカス・ベイがシャイフ・アル＝バラドに昇格したが、彼もまた間もなく地位を追われた。
両派の争いの中で、1730年代に入ると、イェニチェリ軍団内に登場した党派カーズダグリーヤがその勢力を増した。1736年にカーズダグリーヤの主導権を握ったイブラーヒーム・カトフダーは、派閥抗争に最終的な勝利を収めていたフィカーリーヤの勢力を一掃し、カーズダグリーヤによるエジプト支配体制が形成された。イェニチェリ軍団内の派閥から発達したカーズダグリーヤはアナトリア系の自由身分兵士を中核としていたが、政権獲得以降にはその人員構成はチェルケス系マムルークを中心とするものに置き換わっていき、このチェルケス系のマムルーク・ベイたちがエジプトの支配者となった。
18世紀後半、グルジア系のアリー・ベイ・アル＝カービル（以下、アリー・ベイ）がカーズダグリーヤの首領アブドゥッラフマーン・カトフダーから主導権を奪いエジプトの支配権を握った。アリー・ベイは19世紀にエジプトの支配権を握るムハンマド・アリーの先駆者とも言われ、1769年に露土戦争（1768年-1774年）に苦しむオスマン帝国の弱みを突いてエジプトの独立を図った。ロシア帝国と呼応したアリー・ベイはパレスチナで同じように自立を目指していたアクレ総督ザーヒル・アル＝ウマルと結び、旗下の将軍を上エジプトやシリアに派兵して広大な地域を支配下に収めた。しかし、アリー・ベイの構想はシリア遠征軍を任せていた将軍ムハンマド・アブー・アッ＝ザハブの裏切りによって頓挫した。アブー・アッ＝ザハブはオスマン帝国と密約を結んで自らの地位の保証を得ると、エジプトに戻ってアリー・ベイを攻撃し、1773年に完全にこれを打ち破った。その後エジプトの支配者となったアブー・アッ＝ザハブも1775年に急死し、その配下であったムラード・ベイとイブラーヒーム・ベイがエジプトの二頭支配体制を確立した。
1786年、オスマン帝国本国で、露土戦争で海軍を率いて活躍した大宰相ジェザイルリ・ガーズィ・ハサン・パシャが有名無実化していたエジプトに対する中央政府の支配権を回復すべく行動を取った。ハサン・パシャはエジプトに遠征を行ってこれを平定し、一時的にオスマン帝国によるエジプト支配体制を再建することに成功した。だが、露土戦争（1787年-1791年）が再び勃発するとハサン・パシャはエジプトを去ることを余儀なくされ、上エジプトに逃れていたムラード・ベイとイブラーヒーム・ベイが再び支配権を回復した。両者は1798年のナポレオン・ボナパルトによるフランス軍のエジプト遠征までエジプトの支配者の地位に留まった。

## 近代エジプト

### ムハンマド・アリーの台頭

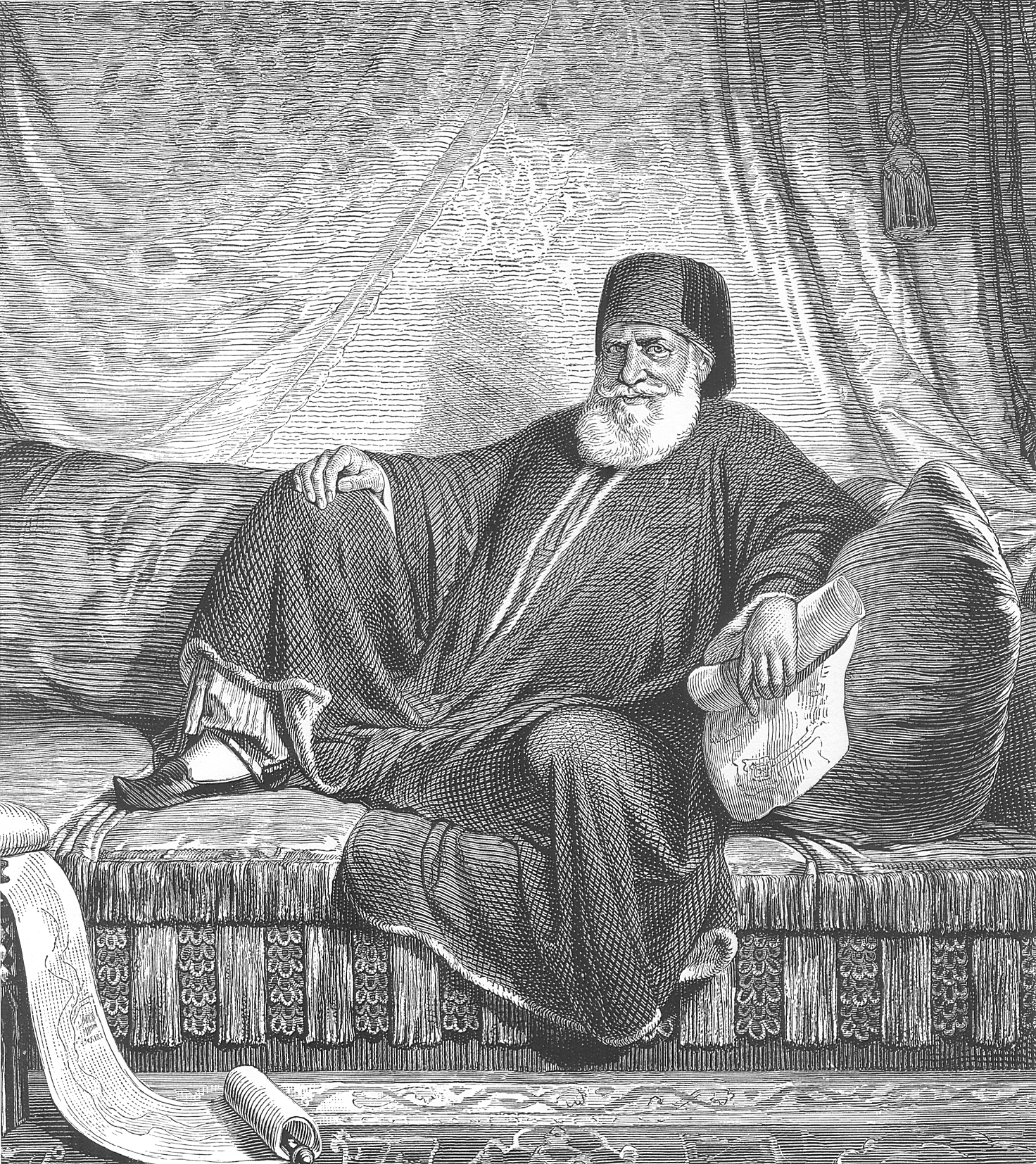
ムハンマド・アリー。

1789年に始まったフランス革命と、その後の混乱・戦争を通じて頭角を現したナポレオン・ボナパルトは、対仏大同盟の中心となっていたイギリスに打撃を与えるため、イギリスとインドの中継交易路であったエジプトの制圧を目論んだ。表向きには実権を握るマムルーク・ベイらを排除しオスマン帝国の権威を回復するという名目の下、1798年にフランス軍がエジプトに上陸し、7月21日にムラード・ベイやイスマーイール・ベイが指揮する軍勢を寡兵をもって打ち破った。フランス軍はそのままエジプトを占領し統治下に置いたが、ネルソン提督率いるイギリス艦隊によってアブキール湾に停泊中のフランス艦隊が壊滅させられ、形勢挽回を狙ったシリア侵攻も不首尾に終わったことから、ナポレオンは1799年に本国に引き上げた。現地に残されたフランス軍は1801年まで持ちこたえたが、イギリス軍・オスマン帝国軍・現地エジプト軍などからの攻撃によって降伏に追い込まれ、フランスによるエジプト支配は終了した。
フランス軍が去った後、エジプトではオスマン帝国軍や、オスマン帝国が送り込んでいたアルバニア人不正規部隊、舞い戻ってきたマムルークたち、そしてイギリス軍などが主導権争いを演じ、その中でムハンマド・アリー（メフメト・アリ）が急速に存在感を増した。元々アルバニア人不正規部隊の一分隊長としてオスマン帝国によってエジプトに送り込まれていたムハンマド・アリーは、フランス軍との戦いの中で頭角を現した。その後の権力闘争にも勝利して権力を握り、1801年にカイロ市民からの推戴を受ける形でオスマン帝国に自らをエジプト総督に任命することを認めさせた。その後、ムハンマド・アリーは1811年に息子のアフマド・トゥーソンの司令官任命式の名目でマムルークたちをカイロのシタデルに呼び集め殺戮した。これによって数百年以上にわたってエジプトにおける上層階層として君臨してきたマムルークという階層がエジプトの歴史の表舞台から去ることになった。ムハンマド・アリーは実質的に独立した君主としての地位を確立していったが、名目的にはエジプトはなおオスマン帝国の一属州であり、その法的地位はオスマン帝国の滅亡に至るまで紛争の種としてくすぶり続けた。
ムハンマド・アリーは内政においては主要産品の専売制の確立、税制の改革、灌漑事業などを通じて大幅な歳入増を達成し、それを背景に交通路の整備、軍需産業と紡績を中心とした工業の発展、学校教育の普及などが試みられ、エジプトの国力は大幅に拡充された。軍事的にはムハンマド・アリーはサウード王国（1811年-1818年）や東スーダン（1820年-1823年）での戦いを通じて旧式のマムルークや傭兵を中心とした軍隊の戦闘能力の不備が明らかになったことや、ムハンマド・アリーの強大化を警戒したオスマン帝国の妨害によって人員の補充が困難となっていたことなどから、ファッラッヒーンと呼ばれたエジプトの農民たちに対する徴兵制を導入し、ヨーロッパ式の新式軍隊「ニザーム・ジェディード（新制度）」の編成、海軍の組織を行った。
ムハンマド・アリーが整備した新軍隊はアラビア半島や上エジプトの反乱で勝利を重ねその実力を示した。1821年、オスマン帝国領であったモレア（ギリシャ）でロシアの支援の下、ギリシャ人たちが蜂起すると（ギリシャ独立戦争）、劣勢に立たされたオスマン帝国のスルターン・マフムト2世はムハンマド・アリーに出兵を求めた。ムハンマド・アリーは要求に応じて1822年にクレタ島に出兵してこれを制圧し、1825年にはモレアに遠征を開始した。ムハンマド・アリーの息子、イブラーヒーム・パシャが率いるエジプト軍は赫々たる戦果を挙げたが、エジプト軍の快進撃を見たイギリス・フランス・ロシアが介入に乗り出した。1827年に「帆船時代の最後の大海戦」とも呼ばれるナヴァリノの海戦でエジプト・オスマン帝国軍は敗れ、エジプト軍は撤退を余儀なくされた。

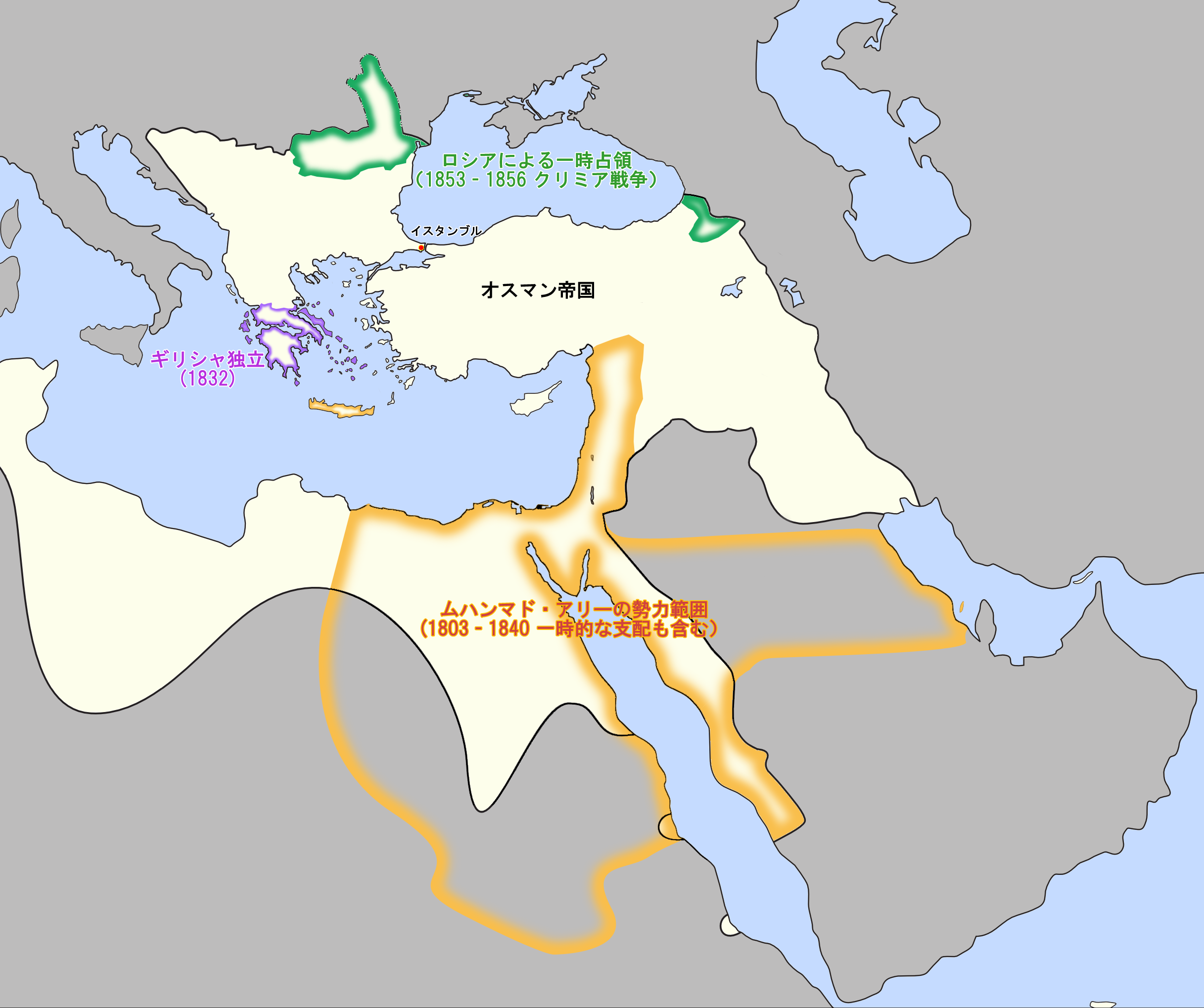
19世紀前半のオスマン帝国周辺の状況。エジプト総督ムハンマド・アリーの勢力範囲（橙）、ギリシャ独立による領土喪失（紫）、クリミア戦争時のロシアによる占領地域（緑）

ムハンマド・アリーにはモレア出兵の代償として元々シリアの統治権が提示されており、彼は損失の代償としてそれを要求したが、敗戦とギリシャ独立阻止の失敗で多くを失っていたマフムト2世は要求を拒否した。ムハンマド・アリーは実力でシリアの確保にかかり、1831年、第一次エジプト・トルコ戦争が勃発した。この戦争に完勝を収めたムハンマド・アリーは、1833年のキュタヒヤ条約（キュタヒヤの和約）において、エジプト本国に加え、スーダン、クレタ島、シリア、ヒジャーズ（アラビア半島）を支配下に収めることに成功した。
しかし、拡大を続けるムハンマド・アリーに脅威を覚えたイギリスはその膨張の阻止にかかった。これはイギリスにとってエジプトがインドとの中継地点として地政学的な重要性を持っていたことに加え、ムハンマド・アリーが敷いていた専売制が、イギリスの潜在的な市場を失わせるものと見られたことなどによる。1839年に失地回復を目指すスルターン・マフムト2世がシリアに軍を派遣して第二次エジプト・トルコ戦争が勃発すると、エジプト軍は再び大勝を収め、オスマン帝国の海軍大提督アフメト・フェウズィ・パシャが指揮下の全艦隊を率いてエジプトに降伏する事態に発展した。政治地図の激変を恐れたヨーロッパ列強諸国は、イギリスの主導の下で1840年7月にエジプトに対してエジプト本国とスーダンを除く全征服地の放棄とオスマン帝国から降伏した艦隊の引き渡しを要求した（ロンドン条約）。ムハンマド・アリーは親エジプト的であったフランスとの提携によって対抗しようとしたが、イギリス軍の直接介入によってエジプト軍が撃破され、1840年11月に降伏に追い込まれた。ムハンマド・アリーは軍備縮小、治外法権の承認、エジプトとスーダン以外の全征服地の放棄を約束させられ、その覇業は頓挫した。しかし、一方で「エジプト総督」位の世襲権が認められ、以降のエジプトはムハンマド・アリーの子孫たちによって統治されることとなった。これをムハンマド・アリー朝と呼ぶ。

### ムハンマド・アリー朝と植民地化
1848年、ムハンマド・アリーは死去した。実績ある後継者であったムハンマド・アリーの息子イブラーヒーム・パシャが早世したため、ムハンマド＝アリ－の孫アッバース・パシャ（アッバース・ヒルミ1世、在位：1848年-在位：1853年）が総督位を継承した。アッバース・パシャ以降のエジプト「総督」たちはオスマン帝国領という形式を破棄し、エジプトを正式な独立国とすることに多大な努力を払ったが、最終的にオスマン帝国が滅亡するまでそれが達成されることはなかった。
ムハンマド・アリー朝の歴代の総督（ワーリー）たちはそれぞれに独立、またはエジプトの法的地位の向上を目指した。アッバース・パシャはヨーロッパ諸国に対する不信感やムハンマド＝アリーに対する反感などから、ムハンマド・アリー以来のヨーロッパ式の改革を止め、外国人顧問を追放し、学校の閉鎖などを行った。一方で、オスマン帝国がギュルハネ勅令（タンジマートと呼ばれる改革の端緒となった勅令）に基づいた法律をエジプトに適用することを求めた際には、鉄道建設の許可を軸にイギリスの歓心を買い、エジプトの特殊な地位に配慮する形に修正しての導入に成功した。

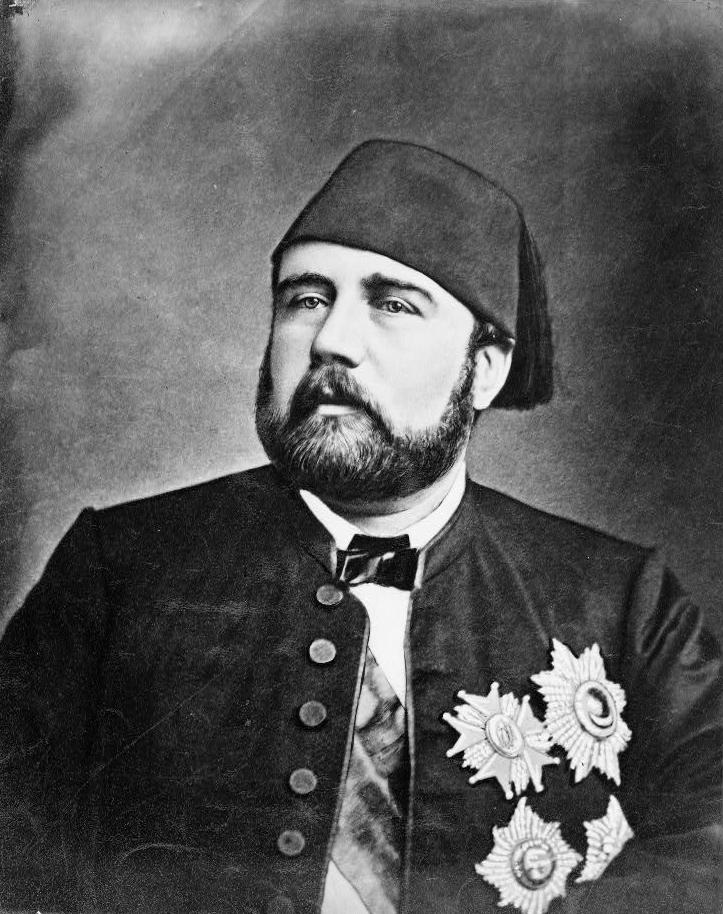
イスマーイール・パシャ。

1853年に暗殺されたアッバース・パシャの跡を継いだサイード・パシャ（在位：1854年-1863年）は、アッバース・パシャとは逆にヨーロッパに範をとった諸改革を実施し、一般的に「開明君主」として高い評価を受けている。彼の改革には行政機関・軍におけるアラブ人の差別待遇の軽減、奴隷貿易の廃止、税制の再編や、私的土地所有権の確立などがあり、効果的でないものもかなりあったが、後のエジプト社会に大きな影響を残すことになる。とりわけ、彼の時代に地位を向上させたアラブ系士官たちは19世紀末の民族運動の中枢を担うことになった。サイードはフランスに接近してエジプトの外交的地位の向上を目指し、クリミア戦争ではオスマン帝国に兵力を提供して関係改善を図った。サイードの決断の中でも特に重大であったのはフランスの外交官フェルディナン・ド・レセップスへのスエズ運河建設許可であった。サイードはこの運河がエジプトの国力を増強し、その戦略的な重要性によってムハンマド＝アリー朝の世襲総督位を安定させるであろうことを期待した。だが、運河建設はエジプトにとって極めて不利な条件で進められ、建設費の負担によって最終的に巨額の対外債務が残されることになった。
この頃、バルカン半島でのキリスト教徒諸民族の独立運動や、露土戦争などでオスマン帝国は苦境に立たされていた。エジプト総督となったイスマーイール・パシャ（在位：1863年-1879年）はワラキアとモルダヴィアやクレタ島での騒乱で軍事力を提供し、また賄賂や送金額の増額を提示してエジプトが諸外国と関税協定を締結する権利や総督（ワーリー）にかわってアズィーズの称号を用いるなどの諸特権を求めた。オスマン帝国は難色を示したが、困難な交渉によって1867年6月8日にアズィーズではなく副王（ヘティーヴ）の称号が認められ、エジプトが外国代表と「取り決め」を締結する権利などが認められた。
この頃にアメリカで起こった南北戦争は綿花ブームを引き起こし、その余波によって積極財政が可能となったイスマーイール・パシャはエジプトを「アフリカではなくヨーロッパの一部とする」と豪語し、大規模な開発事業を行い、スエズ運河の建設費用負担も履行することを約束した。しかし、南北戦争の終結と共に綿花ブームは去り収入が減少した。にもかかわらず積極財政が継続され、対外債務が膨れ上がった。
1875から1876年にかけてエジプトは財政危機に陥り、イスマーイール・パシャは1876年11月にはスエズ運河株式をイギリスに売却するに至った。この行動はエジプトの財政危機を市場に印象付け、公債価格の暴落によってますます資金調達が困難になっていった。この財政危機と関連してイギリス政府からエジプト財政の調査を行うためにスティーヴン・ケイヴ（Stephen Cave）が派遣された。彼はエジプト財政が実質的に破綻状態であることを報告しており、これを機にヨーロッパ諸国によって公債整理委員会（the Caisse de la Dette）が組織された。公債管理委員会はエジプトの内政に強力な干渉を行い、歳入の多くを返済に充てさせた。エジプト人の反感が強まる中、イスマーイール・パシャはヨーロッパ人の影響力を取り除くべく策動したが、イギリスとフランスがオスマン帝国にイスマーイール・パシャを退位させるように圧力をかけ、1879年6月26日にイスマーイール・パシャは退位させられた。

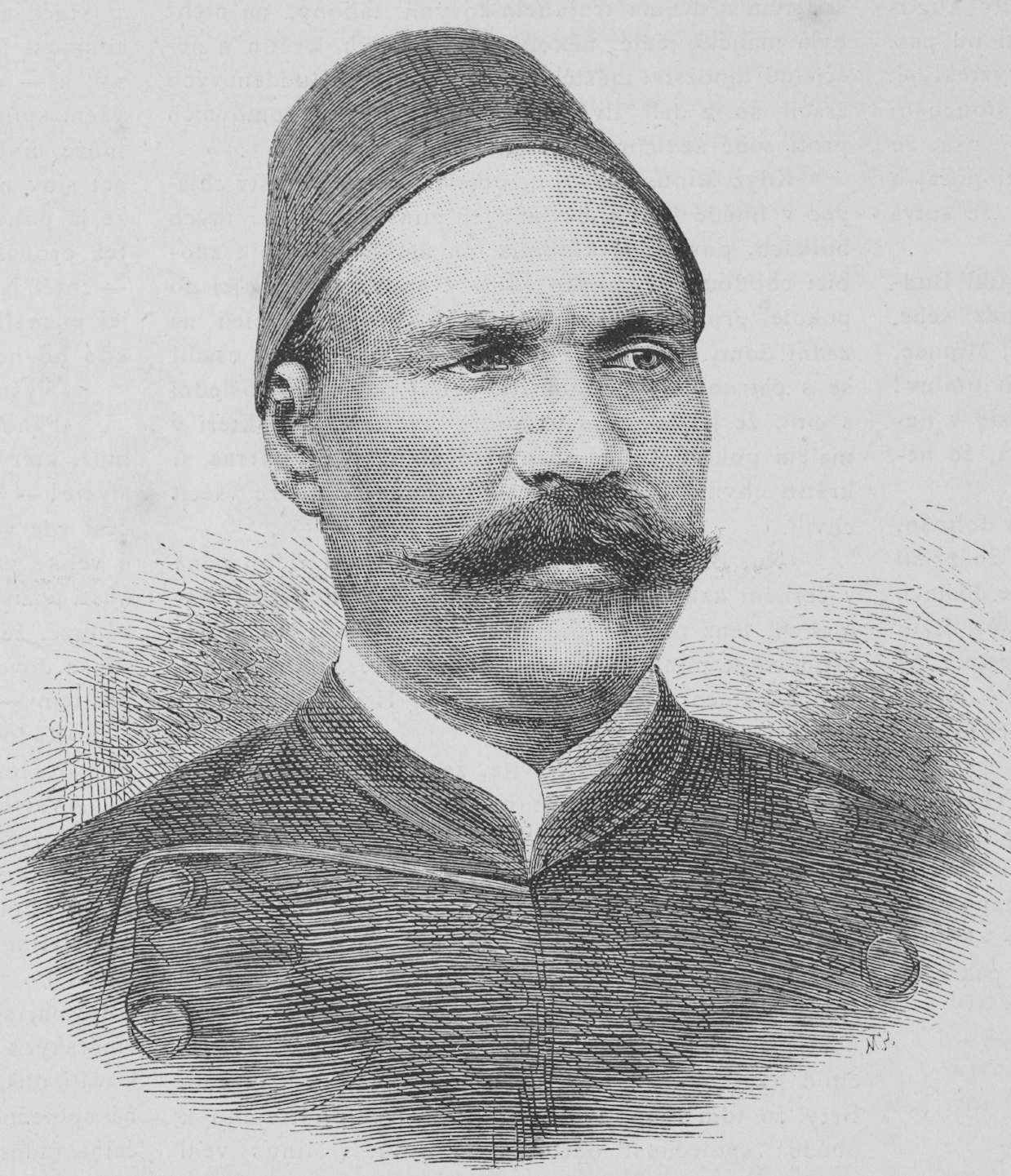
アフマド・オラービー大佐。

替わってタウフィーク・パシャ（在位：1879年-1892年）が即位したが、歳出削減の皺寄せを主に受けていたアラブ系士官たちは不満を強め、彼らの支持を受けた民族主義派の軍人アフマド・オラービー大佐が影響力を拡大させた。1881年1月、オラービーはチェルケス系・トルコ系士官を優遇し歳出削減の余波をアラブ系士官に集中させていた差別待遇の撤廃を政府に要求した。政府側はオラービー及び彼と同調したアリー・ファハミー大佐、アブドゥルアール・ヘルミー大佐を逮捕し排除することを目論んだが、彼らの指揮下の兵士たちは軍法会議の最中に乱入しオラービーらを実力で解放した。その後オラービーは副王タウフィーク・パシャに圧力をかけ内閣に民族主義派の人事を認めさせた。以降、オラービーらの主導と軍の圧力によって行われた一連の改革、体制転換運動はオラービー革命と呼ばれている。
オラービーはヨーロッパ人による債権管理体制の転覆を目指し、ヨーロッパに協調的であったタウフィーク・パシャは全くこれに抗う術がなかった。エジプトの副王に対する多大な影響力を背景として債権回収を目指していたイギリス・フランスはタウフィーク・パシャへのテコ入れに乗り出し、1882年7月に偶発的な暴動を切っ掛けにしてイギリス軍がエジプトに進駐し、オラービーらを排除した。以降、イギリスの総領事兼代表イヴリン・ベアリング（クローマー卿）がエジプトの内政を管理するようになり、エジプトは実質的にはイギリスの植民地支配下に置かれるようになった。このイギリスの支配体制は極めて特異な法的地位を持っており、エジプトは「オスマン帝国領」でありながら事実上独立したムハンマド・アリー朝の世襲君主（副王）の統治下に置かれ、実質的な支配は副王をコントロールするイギリスの高等弁務官の下にあった。インドルートの関係からエジプトを安定させる必要があったイギリスはエジプトの財政・経済の再建に尽力し、短期間のうちにそれを達成するとともに、官僚機構の綱紀粛正やインフラの整備を行った。また、エジプト支配化のスーダンで発生していたマフディーの反乱を、その指導者マフディー死後の1896年に鎮圧し、スーダンはエジプトとイギリスの「共同支配」の下に置かれることとなった（アングロ・エジプト・スーダン）。

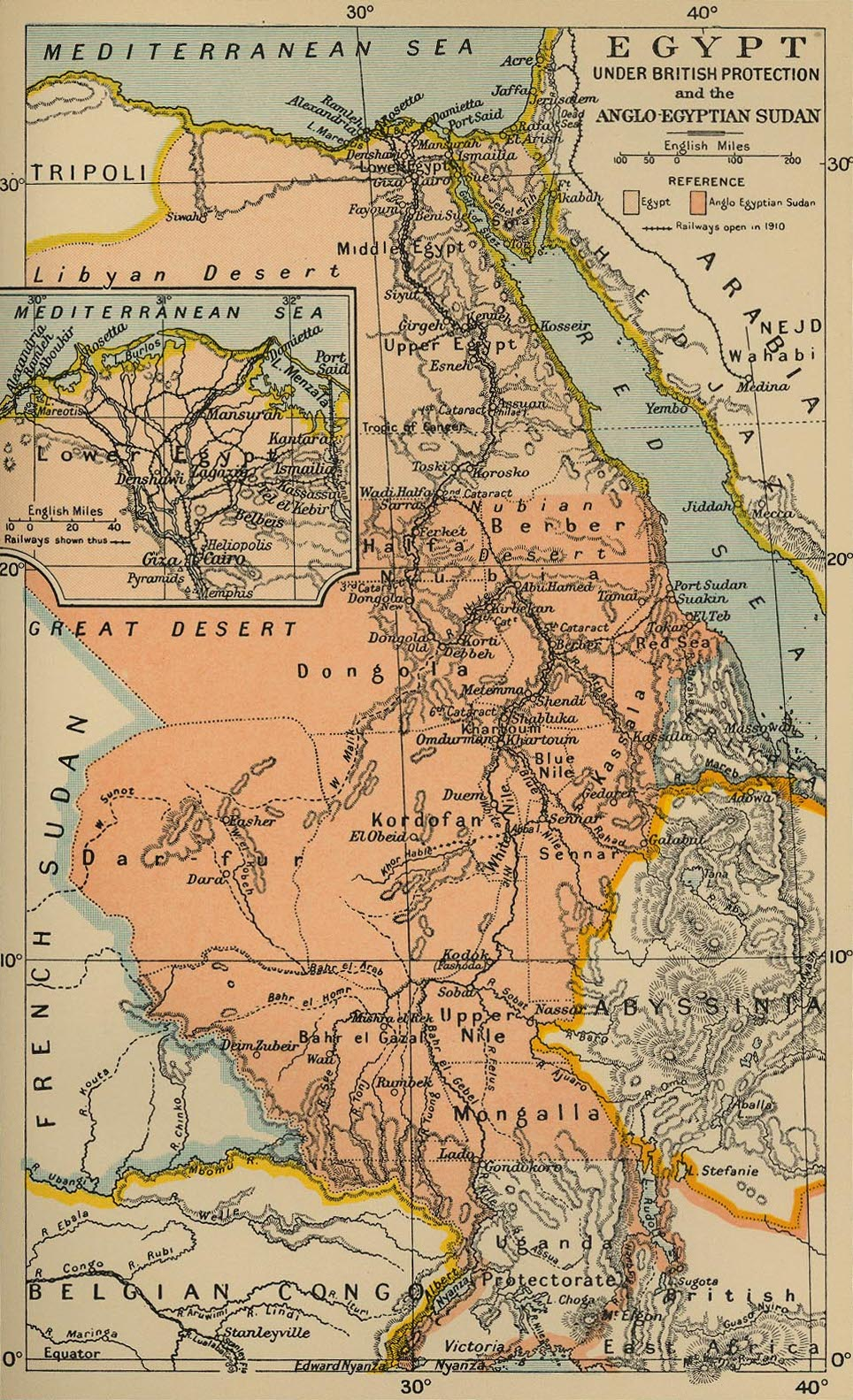
アングロ・エジプト・スーダンの地図。

イギリスの支配はエジプトの経済・民生の改善に大きな成果をもたらしたが、それでもなお植民地支配の一形態であることには違いなかった。エジプトにはイギリスの紡績産業の原料供給地としての役割が期待され、イギリスの統治を通じてエジプト経済のモノカルチャー化が進展し、20世紀初頭にはエジプトの輸出における綿花の割合は80パーセントを超えた。これはエジプト経済の構造的問題として後に深刻な影響を残すこととなる。
イギリスはエジプトの内政に躊躇なく介入したが、一方で言論の自由を保障してもいたため、イギリスの支配下でエジプトの言論活動はむしろ活発化した。外国支配への反発は根強く、またムハンマド・アリー朝の副王アッバース・ヒルミ2世（在位：1892年-1914年）もイギリス支配からの脱却を志向した。しかし、民族主義を奉ずるアラブ系の言論人と「外国人」の王家であるムハンマド・アリー朝は連携を欠いた。
1914年6月28日にオーストリア・ハンガリー二重帝国領サライェヴォで発生したオーストリア皇太子フェルディナンド2世の暗殺事件（サライェヴォ事件）によって協商諸国（イギリス・フランス・ロシア）と同盟側（ドイツ・二重帝国）の間で第一次世界大戦が勃発すると、オスマン帝国は同盟側に立って参戦し、さらにエジプト副王アッバース・ヒルミ2世もこれを機としてイギリス支配への対抗を国民に呼びかけた。これに対してイギリスはアッバース・ヒルミ2世を退位に追い込み、エジプトをオスマン帝国の宗主権から切り離して保護国とすることを一方的に宣言した。第一次世界大戦が協商諸国の勝利に終わり、オスマン帝国も消滅したことでこの処置は確定した。

### 独立運動
第一次世界大戦は中東の政治地図を一変させた。パレスチナ、ヨルダン、イラクがイギリスの委任統治領とされ、シリアはフランスの支配下に入った。そしてアナトリアではオスマン帝国が崩壊し新たな国民国家トルコ共和国が成立した。大戦中のエジプトでは生活必需品の価格高騰、食糧不足などに不満が高まり、エジプト人の間に激しい反英感情が醸成されていた。イギリスが据えたムハンマド・アリー朝の副王フセイン・カーメル（在位：1914年-1917年）はイギリスへの協力姿勢を見せようと強制的な徴用を行ったことも敵意を増幅した。

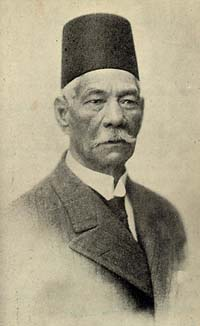
サアド・ザグルール

エジプトでは第一世界大戦前からムスタファー・カーメルやサアド・ザグルールのようなアラブ系の指導者が民族運動の組織化を始めていた。カーメルは1907年に民族主義政党の国民党（ワタン党）を組織し、ザグルールは同じ頃に教育相としてヨーロッパ式の高等教育機関であるエジプト国民大学（現：カイロ大学）の設立を実現した人物で、1907年、人民党（ウンマ党）に参加した。第一次世界大戦終結後、ザグルールは仲間と共に独立交渉のための代表団（ワフド）を組織しパリ講和会議に派遣しようとしたが、イギリスの妨害によって実現しなかった。ザグルールはこれを受けてエジプトの独立とパリ講和会議への参加を求める大々的なキャンペーンを開始し、イギリスは1919年3月にザグルールらワフドの指導的人物を逮捕した。これは全国規模でのデモ（1919年革命）を誘発した。イギリスは武力鎮圧や調査団の派遣、ザグルールの釈放など硬軟織り交ぜた対応で事態の鎮静化を試みたが事態は一向に鎮静化せず、調査団を率いたアルフレッド・ミルナーは本国に、エジプト保護領の維持が得策ではなく二国間条約によってエジプトの情勢を安定させスエズ運河の交通の安全や権益の維持を行うことを提言した。しかし完全独立を強硬に主張するザグルールらはイギリスと妥協することはなく、イギリスは再びザグルールら独立運動指導者を逮捕したうえで1922年2月28日にエジプト保護領の廃止とエジプトの独立を一方的に宣言した。イギリスはエジプトの「独立」の後も軍の駐留を続け有事の際にはエジプトの防衛を担うものとされており、またスーダンの共同統治（実質的なイギリス統治）も継続されるなど、独立は名目的なものであった。1923年には憲法が制定され、ムハンマド・アリー朝の国王（マリク）が統治し、上院と下院による二院制を取る立憲君主国が形成されることになった。
翌1924年の選挙で、帰国したザグルール率いるワフド党が勝利しザグルール内閣が成立したが、イギリスとの交渉の最中に発生したエジプト軍総司令官兼スーダン総督リー・スタックの暗殺事件によって退陣に追い込まれ、その後国王のフアード1世（在位：1922年-1936年）やイギリスの妨害によって政権に戻ることはできなかった。ザグルールは1927年8月に死去した。彼は初期の独立運動での大きな貢献、そのカリスマ性から「エジプト独立の父」と呼ばれ、また彼の妻サフィーヤはその後もエジプトの民族運動において象徴的な存在であり続けた（彼女もまた「エジプト人の母」と呼ばれた）。その住居は「国民の館」と呼ばれ保存されている。
こうして成立した独立エジプト政権の時代、概ね1922年のイギリスからの一応の独立から、1952年のムハンマド・アリー朝の崩壊までの時期は「自由主義エジプト」または「議会制エジプト」とも呼ばれる。とは言え、イギリスの影響力は引き続き大きく、また各種の不平等条約が残されている状態であったため、民族主義者たちはこれを真の独立とは見なかった。

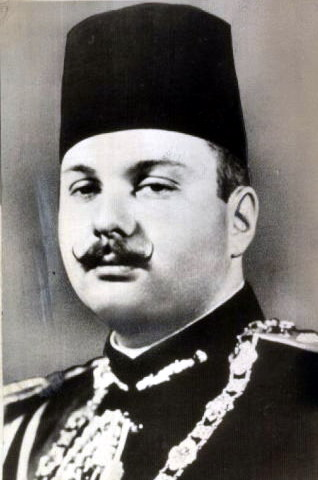
ファールーク国王

不平等条約の改正とイギリスの影響力の排除を目指して粘り強い交渉が続けられ、1930年代には関税自主権が回復された。そして1936年に新たな王ファールーク1世（在位：1936年-1952年）が即位するのと前後して一定の前進を見た。こうした状況の変化をもたらしたのがイタリアのファシスト党政権を率いるベニート・ムッソリーニによるエチオピア帝国の併合（1936年）であった。エジプトの西隣のリビアもイタリアの植民地であり、エジプトが西と南東からイタリアの勢力に包囲される形になった。このことはエジプトとイギリスの双方にエジプトの安全保障上の脅威を感じさせ、イギリスの妥協を引き出す土壌となった。ムスタファ・アン・ナッハース首相率いるワフド党政権は機を逃さず交渉に及び、同年8月に「イギリス・エジプト同盟条約」が締結され、イギリスはスエズ運河地帯以外のエジプトから撤退し平時の兵員を陸軍10,000人、空軍400人とすることに合意した（ただし戦時における兵員の拡大とエジプトの軍事施設使用権は留保された）。翌1937年にはイギリスの斡旋でヨーロッパ各国と治外法権を巡る交渉が進められ、5月にモントルー条約の締結に漕ぎつけた。この条約によってヨーロッパ諸国の治外法権の撤廃、外国人に対する課税権の復活が確認された。ほぼ同時にエジプトが国際連盟に加盟することも決定し、国内の批判は続いたもののエジプトは国際法上も明確な独立国となった。また、スエズ運河会社とも交渉が行われ、その収益の一部をエジプト政府に納めることや従業員・理事のエジプト人比率を増大させるなどして、その経営に一定の影響力を確保した。同時にナッハースは軍の拡充を図って士官学校を庶民層にも開放した。この時に士官学校に入学したガマール・アブドゥル＝ナーセル、アンワル・アッ＝サーダートなどが後にエジプトの政治を主導することになる。
この時期には同時に、外国資本による産業の支配と綿花生産のモノカルチャー経済からの脱却を目指し国内資本と産業の育成が試みられた。独立前のエジプトの主要産業は概ね全て外国、あるいはエジプト在住のヨーロッパ人の経営の下にあり、発券銀行であるエジプト国立銀行ですらイングランド銀行の監督下にあった。これに対しカイロ商工会議所副会頭のタラアト・ハルブは1920年にエジプト資本のミスル銀行を設立した。タラアト・ハルブは1920年代から1930年代にかけて、ミスル銀行を通じてエジプト経済の多角化を目指して製造業を始めとした様々な産業に資本投入を行った。
しかしエジプト経済の綿花依存は解消せずむしろ悪化した。そして1929年に世界恐慌が始まると、輸出額の激減と共に深刻な不況に陥り、また小農民の破産と少数の大地主への農地の集中が進展した。

### 第二次世界大戦とエジプト

1941年の北アフリカ戦線の地図。

1939年9月1日、アドルフ・ヒトラー率いるドイツがポーランドに侵攻し第二次世界大戦が勃発した。大戦勃発後エジプト政府は駐留イギリス軍の増強を受け入れたものの、中立の維持を目指して工作を続けた。イギリスはエジプトの非協力的姿勢を攻撃し、国王ファールークに圧力をかけて1940年に親英派のハッサン・サブリを首相に任命させた。1940年9月13日、ロドルフォ・グラツィアーニ率いるイタリア軍がエジプトに侵攻した。これは独立国エジプトへの侵略行為であったが、エジプト国内ではむしろドイツ・イタリアの助けを借りてイギリスの支配から脱却するべきという世論が強く、国論を二分した。ハッサン・サブリは両者からの板挟みの心労から間もなく死亡した。
イタリア軍は敗退を繰り返し翌年初頭にはイギリス軍によって全リビアのイタリア軍が降伏に追い込まれた。しかしイタリア軍の降伏後、エルヴィン・ロンメル率いるドイツアフリカ軍団がリビア・エジプトでイギリス軍と戦いを繰り広げた。ロンメルは敵であるイギリス側からも称えられるほどの采配を示し、イギリス軍をエジプト領内まで押し戻した。エジプトを含むアラブ地域ではこのドイツ軍の前進に動揺が走り、エジプトでもドイツ軍を歓迎するデモ行進が発生するなど反英派が勢いづいた。この事態を危惧したイギリスは国王ファールークに圧力をかけ、反ファシズム的であったワフド党の元首相ナッハースを首相に復帰させようとした。1942年2月4日、ファールークは2,000人のイギリス軍に王宮が包囲される中でナッハースを首相に任命したが（2月4日事件）、この事件はエジプトが結局のところイギリスの支配下にあり続けていることを内外に示すものとなり、圧力に屈したファールークとイギリスの後ろ盾を得て組閣したナッハースおよびワフド党の評判は地に落ちることになった。ただしナッハースはそれでも内政・外交両面で多数の業績も残した。内政面では小規模地主への減税や最低賃金の導入、教育費の低減などによる民生の改善、外交面ではイラク首相ヌーリー・アッ＝サイードの提唱によるアラブ連盟の組織において、その本部をカイロに誘致したことなどがある。
ドイツ軍は1942年10月23日に始まったエル・アラメインの戦いで敗退し、翌年にはアフリカの全ドイツ軍が降伏してエジプトが直接関与する戦闘は終了した。1945年5月7日、ドイツは降伏しヨーロッパにおける第二次世界大戦は終了した。

## 現代

### イスラエルと王制の崩壊
第二次世界大戦後、エジプトは駐留英軍の撤退とスーダンの支配権を巡ってイギリスと交渉を重ねたが、実質的な進展を得られなかった。そして交渉の最中、新たな問題としてパレスチナ紛争が持ち上がった。

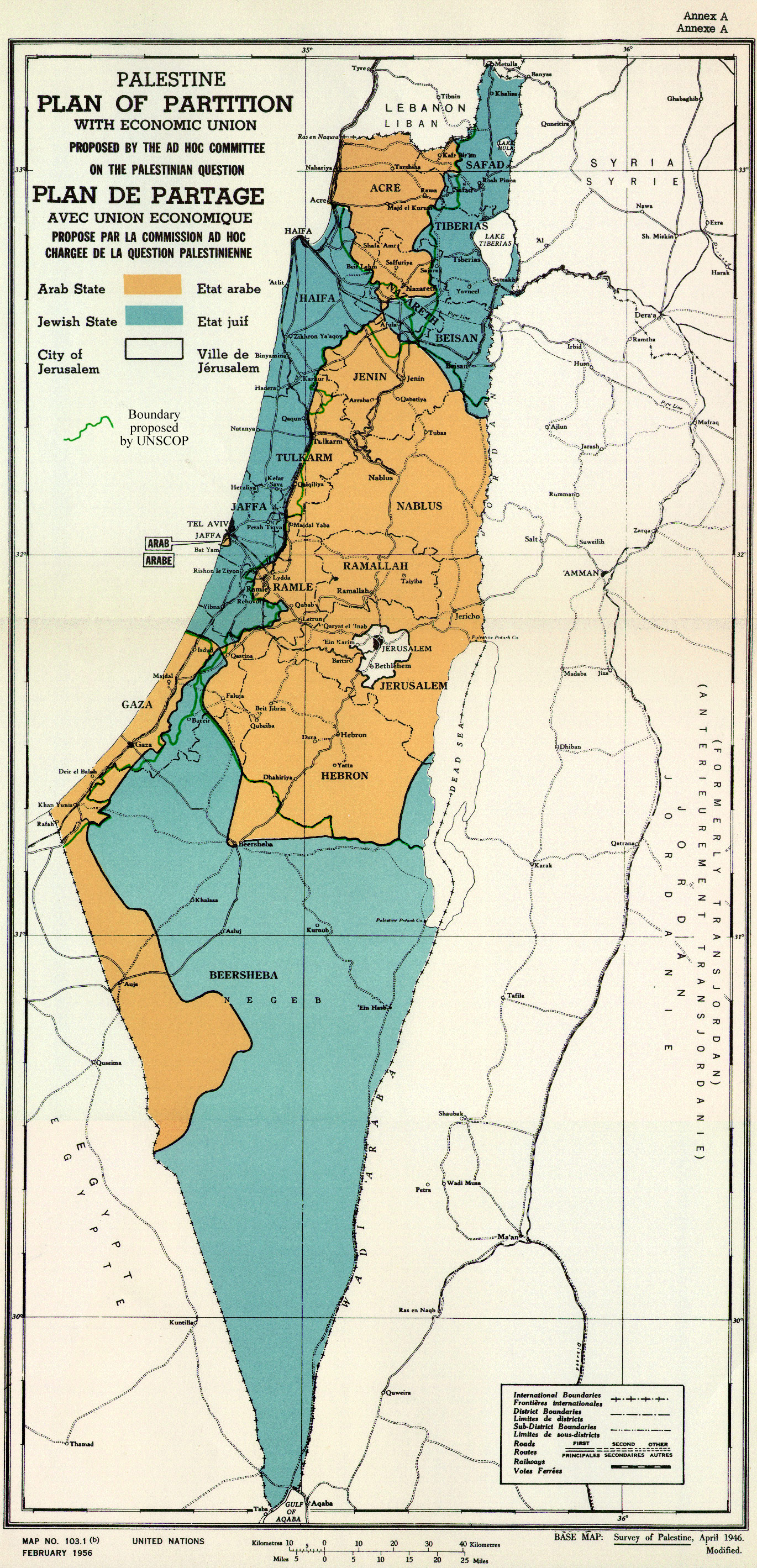
パレスチナ分割決議案におけるユダヤ人地域とアラブ人地域の境界。

20世紀前半のヨーロッパのユダヤ人の間ではパレスチナへの「帰還」を目指す運動が活発化していた（シオニズム）。ナチス・ドイツによる迫害も相まって、イギリスの委任統治下にあったパレスチナには第二次世界大戦前からユダヤ人の移民が相次ぎ、終戦後には独立したユダヤ人国家の創設が計画された。しかしパレスチナではアラブ人が人口多数派を占めており、イギリスがこれを拒否すると、ユダヤ人たちは反英テロ活動を活発化させ、パレスチナは内戦状態に陥った。1947年にはイギリスは自体の収拾を断念し、国際連合の介入を要請した。アメリカ大統領トルーマンらの介在によって1947年11月にパレスチナ分割決議が国連で成立し、パレスチナはユダヤ人地域とアラブ人地域に分割されることが決定された。しかし、この分割案は人口比3割に過ぎないユダヤ人に6割の領土を割り振るという内容であり、アラブ人側が受け入れることは不可能なものであった。
1948年5月14日、イスラエル初代大統領ダヴィド・ベン＝グリオンが国連決議に基づいてイスラエル国家の建設を宣言すると、エジプト及び周辺のアラブ諸国（シリア、ヨルダン、レバノン、イラク）がイスラエルに宣戦布告し第一次中東戦争が勃発した。しかし、当時のアラブ側は全く戦争準備が整っておらず、エジプトも首相ムハンマド・アル＝ヌクラーシーが準備不足を理由に参戦に反対したが、威信回復を必要としていたファールーク国王は強引に参戦を決めた。だが、ファールークの期待に反してエジプト軍はイスラエル軍に敗退を繰り返し、逆侵攻を受けてシナイ半島を占領された。1949年1月にイギリスがイスラエルに対してエジプト領内からの撤退を要求して最後通牒を突きつけたために、エジプトは領土喪失を回避することができたが、敗北は明らかであり、同年2月参戦諸国の中で最も早くイスラエルとの休戦に追い込まれた。
この敗戦は既に失墜していたムハンマド・アリー朝の権威に回復不能の打撃を与えた。準備不足の中、劣悪な装備と補給体制での戦いを余儀なくされた兵士たちの間では、国王とその延臣たちが軍事費を懐に入れて私腹を肥やしているという噂が広まり、また実際にその種の汚職行為が行われてもいた。戦時中のファールークの行状、特に男子が生まれなかったことを理由に人気の高かった王妃ファリーダと離婚したことや、荒淫を繰り返したこと、さらに終戦後にはユダヤ系女性との再婚を計画し、それが失敗した後には最終的に17歳の少女ナリマン・サディクと再婚して長期の新婚旅行に出たことなどが評判の悪化に拍車をかけた。
第一次中東戦争で前線指揮を執ったガマール・アブドゥル＝ナーセル（ナセル）などが作る自由将校団のメンバーたちは王制打倒を決意し準備を始めた。同時に政情不安がエジプトを覆った。首相ムハンマド・アル＝ヌクラーシーは1948年12月にムスリム同胞団（1928年3月に小学校教師ハサン・アル＝バンナーによって設立されたイスラーム社会の建設を目指す団体）団員によって暗殺され、次いで首相となったイブラーヒーム・アブドゥル・ハディはムスリム同胞団の指導者を逆に暗殺するなどして治安を回復したが、国王周辺の兵器購入スキャンダル調査を行おうとしたために在任7か月でファールークによって解任された。
その後ファールークはナッハースを首相に戻して経済状況の改善を目論んだがうまくいかなかった。支持を失っていたナッハースとファールークは1951年10月以降、スーダンの一方的併合宣言、イギリスとの同盟破棄、駐留イギリス軍に対する補給停止とイギリス製品ボイコットなど反英活動の呼びかけなどを次々に行うという賭けに出た。この反英活動は官民一体となって繰り広げられてエスカレートし、翌1952年にはイギリス軍とエジプト警官隊の間で武力衝突が発生した。この衝突を切っ掛けにカイロでは激しい反英デモが繰り広げられ、やがて暴徒化して市の中心部が破壊された（黒い土曜日事件）。このデモの最中ですら、国王ファールークは息子の誕生パーティーを開き、そのために軍と警察を王宮の警備に集中させるなど当事者意識の欠如を露呈した。このため国民の反英感情は急速に反国王感情に転じた。暴動翌日にファールークはナッハース首相を解任したが、その後王制下で安定した政権が組織されることはなかった。
王制維持に悲観的になったファールークは資産の一部をスイスに移動させるとともに、軍への統制強化に乗り出した。そして危険分子と見なされた自由将校団のメンバーの一斉検挙を計画したが、これを事前察知した自由将校団は即座にクーデターに打って出た。民衆はこのクーデターを歓迎し、1952年7月26日、王宮がクーデター部隊によって包囲された。クーデター部隊は国民的人気のあったムハンマド・ナギーブ将軍の名前でファールークに同日中に国外へ退去するように最後通牒を突きつけた。ファールークはアメリカ・イギリスの介入を期待したが実現せず、退位書に調印してイタリアに亡命した。1953年6月、ナギーブを首班とする革命評議会は正式に王制の廃止を宣言し、ファールーク亡命後暫定的に国王とされていたフワード2世が廃位され、エジプトは共和制に移行した（エジプト革命）。

### スエズ運河国有化とアラブ民族主義の隆盛

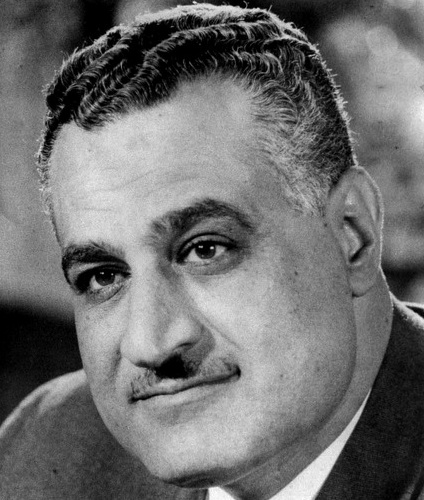
ガマール・アブドゥル＝ナーセル。エジプト大統領。

自由将校団は王制打倒では一致していたものの、もともとその統治は暫定的なものとされ、今後の展望について統一された見解を有していなかった。ナギーブを首班とする革命評議会は政権獲得後、パシャやベイなどのオスマン帝国時代以来の称号の廃止、土地の所有上限面積を200フェッダン（1フェッダンはおよそ4200平方メートル）とする農地法の制定、農地法の規定を超える大地主の所有地の強制買い上げと零細農民への分配などの農地改革、小作料の大幅な引き下げなどを実施した。だが、ワフド党をはじめ既存の政党や左翼勢力と方針を統一させることができず、自由将校団はムスリム同胞団を例外として既成政党を解散させ「解放機構」（後に国民連合、次いでアラブ社会主義連合と改称）と呼ばれる統一組織に統合した。同時に軍上級将校の人事一新、暫定憲法の制定も行いナギーブを大統領として、王制時代の体制を一新した。
その後、自由将校団内でも、軍の政治関与を排し議会制民主主義による統治を目指したナギーブと軍主導の急進的改革を主張するナーセルが対立した。元々ナギーブの指導は自由将校団内では名目的なものに過ぎなかったが、以前からの個人的人気に加え、表向きの首班として国民的支持を獲得しており、実権を握るナーセルらにとの軋轢も増していた。1954年2月末から3月にかけて、ナーセルはナギーブを大統領職から解任することを宣言したが、世論の強硬な反対を受け撤回に追い込まれた。しかし、1954年10月、ナーセルは自分が代表を務めたイギリスとの交渉でイギリス軍の完全撤退の合意を獲得することに成功し、その祝賀集会で発生したナーセル暗殺未遂事件の対処にも成功したことで圧倒的な人気を獲得した。また暗殺の実行犯がイギリス軍撤退の条件に不満を持つムスリム同胞団の団員であったため、ムスリム同胞団に対して容赦ない弾圧が加えられた。さらにナギーブは暗殺事件に関与したとして大統領職を追われ、自宅軟禁下に置かれた。こうしてナーセル主導権を握り、1956年6月の国民投票（エジプト史上初めて女性参政権が認められた選挙でもあった）によって99.9パーセントの支持を受けたとしてナーセルが大統領に就任した。
当時の世界情勢は既にアメリカを中心とする西側諸国とソヴィエト連邦を中心とする東側諸国の冷戦構造下にあった。アメリカ・イギリスは対ソ封じ込めの一環として1955年にイギリス、トルコ、パキスタン、イラン、そしてイラクによる集団防衛体制（バグダード条約機構）を組織した。ナーセルはこれをヨーロッパによる中東・アラブ世界に対する新たな帝国主義体制と見なし、アラブ諸国中から最初に参加を表明したイラクに対し強い批判を展開した。さらにバグダード条約機構が加盟交渉を進めていたシリアやヨルダンなどに働きかけてこれを阻止するなどしたため、西側との関係が悪化した。同時期にエジプトとアメリカの関係悪化に付け込んだイスラエルがエジプトに武力攻撃と破壊活動を行い、1955年にはガザで大きな打撃を受けた。
このため国防体制の強化・軍事力増強が急務となったが、アメリカからの武器支援を得られる見込みが立たなかったため、ナーセルは独自の道を模索した。大統領就任に先立つ1955年、バンドン会議（アジア・アフリカ会議）に出席して新興国のリーダーとしての存在を誇示するとともに、東側のチェコスロバキアからの武器購入（事実上のソ連からの武器購入）に合意し、中華人民共和国を承認した。これに反発したアメリカは、エジプトが建設を進めていたアスワン・ハイ・ダムの建設資金融資を撤回した。バグダード条約機構の問題、イスラエルとの問題、武器購入、そしてダム建設資金の問題は相互に関連しながら同時並行的に進んだ。そしてアスワン・ハイ・ダム建設資金融資停止はアメリカにとってエジプトに対して教訓を垂れる意図で実行されたものであった。

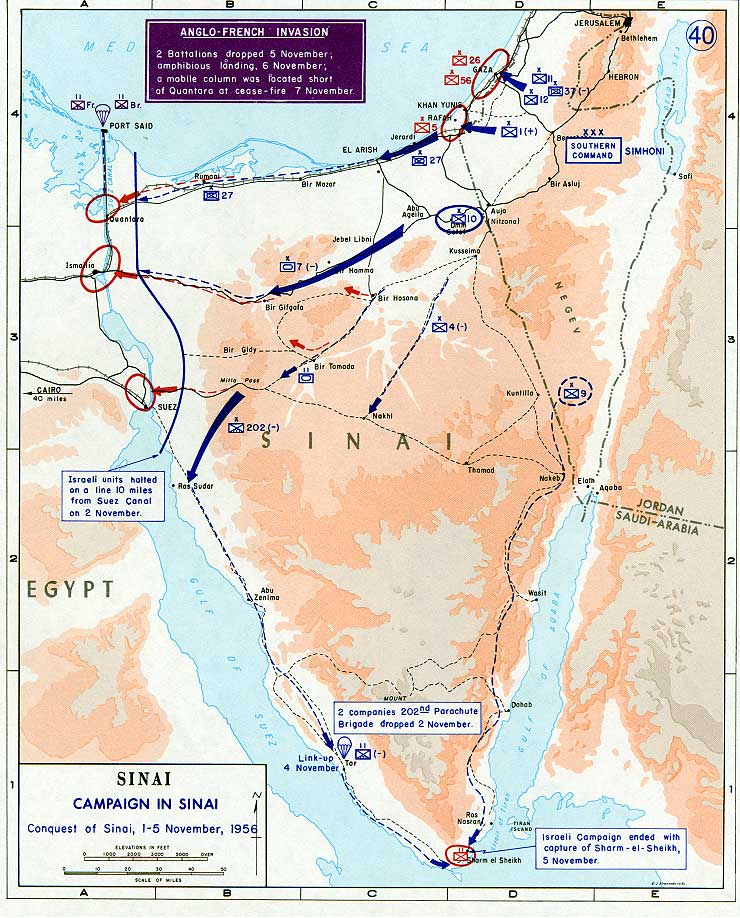
第二次中東戦争におけるイスラエル軍の侵攻。

これに対しナーセルは1956年7月にスエズ運河国有化を宣言し、西側に従属する意図がないことを示した。スエズ運河はこの時もなお経済的にも政治的にも象徴的かつ重要な要衝であった。経済面では当時ヨーロッパで消費される石油の3分の2がこの運河を通過して運ばれており、政治的にはエジプトに残されていた最後の植民地支配の残滓であった。ナーセルはこれを国有化することでアメリカ・イギリスに挑戦するとともに、年間1億ドル（当時）とも試算されたその収益をアスワン・ハイ・ダムの建設資金に充てようとした。アラブ諸国の民衆はナーセルの決定に快哉を叫んだが、西側諸国は大きな衝撃を受け、エジプト資産を凍結した。
スエズ運河に直接権利を持っていたのはイギリスとフランスであった。既にインドをはじめとした主要な植民地を喪失しつつあったイギリスと、同じくインドシナ戦争で苦戦を強いられていたフランスは、植民地帝国の凋落を決定的にするものと見て武力介入を検討した。両国ではナーセルをヒトラーの再来と見なし、スエズ運河問題での妥協はヒトラーに対する宥和政策の轍を踏むものという議論が盛んに行われた。エジプトの強大化を脅威と見なすイスラエルがこれに同調した。3国は秘密裏の交渉によってエジプト攻撃を決定し、1956年10月29日シナイ半島にイスラエル軍が侵攻した。イギリス・フランス両国はイスラエルとエジプトに対して即座の戦闘停止を要求し、エジプトがそれに応じなかったという口実でエジプトへの空爆を開始した。こうして始まった戦いは第二次中東戦争（スエズ動乱、スエズ戦争）と呼ばれる。エジプトは軍事的には対抗不能であったが、この戦争が謀略によるものであることは誰の目にも明らかであり、全世界的な批判がイギリスとフランスに対して向けられた。特にこれがアラブ諸国を西側から遠ざけることを懸念したアメリカ大統領ドワイト・アイゼンハワーが、事前通知を得ていなかったことの怒りも手伝い、ソヴィエト連邦とともにイギリス・フランス・イスラエルに対して撤兵を要求したことは各国に衝撃を与えた。
3国は撤退に応じざるを得ず、この動乱は中東におけるイギリス・フランスの植民地帝国の終焉を象徴する事件となった。エジプトは軍事的には大きな打撃を受けたものの政治的勝利を達成し、スエズ運河の「回収」という成果を得た。これによってナーセルはヨーロッパの大国と戦った英雄としてアラブ諸国の人々に熱狂をもたらした。ナーセルを熱狂的に信奉するナーセル主義者が各国に登場し、アラブ民族主義者と同調してアラブ統一を目指す動きが活発化していった。

### ナーセルの凋落

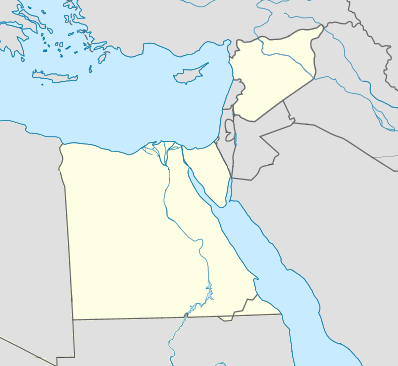
アラブ連合共和国（エジプト・シリア）の地図。

ナーセルの時代は現代エジプトの権威主義的政治体制の組織的枠組みが完成した時代と評され、ナーセルが採用した政策は「アラブ社会主義」とも呼ばれる。「解放機構」は大統領を頂点として労働組合・農協・農民・労働者、村長等名望家、さらに官僚機構まで取り込んだ翼賛体制を形勢し、国政は大統領および革命評議会の軍人による執行部が決定した。1956年に「解放機構」は国民連合に改称された。1960年代には社会の大半の公共組織に国民連合の構成員が配置され、主要企業の国有化・情報統制の強化・警察国家化が進み、政治的権利が制限される一方で公務員の大量採用や生活物資への補助金の増額などを通じて福祉を提供する権威主義的・社会主義的体制が構築された。
第二次中東戦争の「勝利」によってアラブの英雄として名声を高めたナーセルは現状に不満を持つ各国のアラブ人たちの大きな期待を集め、外交的にはナーセル政権下のエジプトは中東政治の中心的存在であった。一方で他のアラブ諸国の首脳部にとって国外から影響力を及ぼすナーセルの存在は脅威であり、イラク・ヨルダン・レバノンなどが鋭くエジプトと対立するとともに、その他の国々でもアラブの統一を志すアラブ民族主義者と保守主義者やキリスト教徒、既存の権力者などの勢力の間で紛争が激化した。そして、ナーセルがソ連の影響下にあると判断したアメリカは反ナーセル的なアラブ諸国への支援を強化し、ナーセルを孤立させることを目論んだ。
こうした中、独立間もないシリアでアラブ民族主義の理念の下、エジプトとの国家統合を求める世論が盛り上がった。シリアは独立の経緯から極めて人工的な国境線を持つ国家であり、国家を統合する求心力が弱かったこともこの世論を助長した。シリア政府は連邦制による統合を希望したが、不安定なシリア政府を抱え込んだままの政権運営を不可能と考えたナーセルは当初国家統合に否定的であった。しかしバース党指導下のシリア政府が全面的に譲歩しエジプトとの完全統合に合意すると両国の統合が実現し、1958年2月1日アラブ連合共和国が建国された。同年3月にはイエメンもこれに参加した。この国家合同は周辺諸国に多大な影響を与え、特にシリアと歴史的に関係の深いレバノンではアラブ連合共和国への参加を求めるアラブ民族主義者とキリスト教徒などとの間で内戦状態となった（レバノン危機）。イラクでも1958年にクーデターが勃発し、王制が廃止された（7月14日革命/イラク革命）。イラクのアラブ連合共和国への参加が一時議題に上がったものの、政治的リスクが高いと判断したナーセルが消極的であったことや、イラク革命指導部とナーセルが対立したこともあってこれは実現しなかった。それでも、この時期は概ねナーセルとアラブ民族主義の絶頂期であったが、統合された各国の歴史的な一体性の欠如や社会風土の相違は大きく、準備期間の不足もあってアラブ連合共和国の運営は困難を極めた。

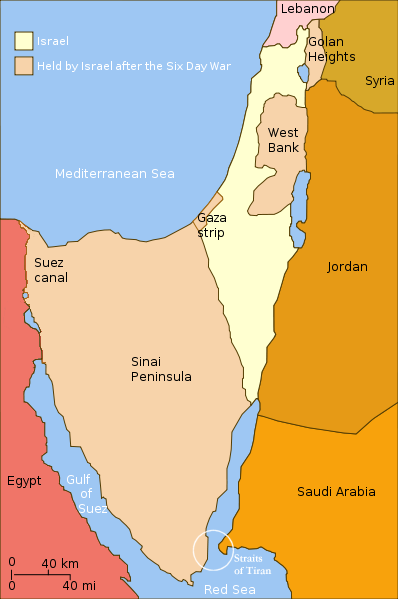
第三次中東戦争におけるイスラエルの占領地。

ナーセルによるシリア統治は実質的にエジプトによるシリア支配に他ならず、農地改革や主要企業の国有化といったエジプトと同様の政策は地主層から都市の中小商工業者に至るまで広範な反発を受けた。主要企業国有化が発表された1961年7月から僅か2ヶ月後、シリア軍の一部が反乱を起こしシリアの首都ダマスカスを占領した。その後軍全体がこれに同調して新政権を打ち立て、1961年9月29日にアラブ連合共和国からの離脱を宣言した。イエメンも間もなく離脱し、その後内戦に突入した。ナーセルはイエメンの親エジプト派を支援して軍を送ったが「エジプトのベトナム」と形容されるほど泥沼化し、5年にわたる派兵によってイスラエルとの戦争を凌駕する損害を出すに至った。
ナーセルの社会主義政策はエジプトの経済においても成功しているとは言えず、農地改革はむしろ農業生産性を低下させ、企業の国有化は外国からの投資を遠ざける結果となり、イエメンでの戦費負担も加わって国民所得は減少した。こうして緩やかに進展していたナーセルの指導力とアラブ民族主義の衰退は、1967年の第三次中東戦争によって一挙に進んだ。1967年5月、ナーセルはイスラエルとシリアの武力衝突に関連して、第二次中東戦争以来シナイ半島に駐留していた国連監視軍の撤退を要求するとともにイスラエル国境に大軍を展開しティラン海峡を封鎖した。これに対しイスラエルは1967年6月5日、機先を制してエジプト軍を攻撃し、6日間のうちにシナイ半島全域を占領した。エジプト軍は戦力の8割を喪失する完敗を喫し、同時に破られたシリア・ヨルダンと共に停戦に応じた。
第三次中東戦争の敗北はナーセルの権威とアラブ民族主義に決定的な打撃を与え、エジプトの政策転換を迫った。ナーセルは東西冷戦から距離を置こうとしていたが、軍の再建が急務となり、ソ連に大きく依存することになった。またイエメンへの軍事介入は終了し、アラブ諸国の保守勢力との対立は解消に向かった。ただし、アラブの英雄としてのナーセルの立ち位置は損なわれたものの、彼はその後もアラブ諸国の重要な指導者の一人であり続け、第三次中東戦争の失地回復を目指しての政治的・軍事的な解決を模索し続けるとともに、1970年9月にはヨルダンとパレスチナ解放機構（PLO）間の武力紛争を調停し停戦合意を引き出すなどの業績を残した。この停戦合意の翌日、ナーセルは心臓発作によって死亡した。

### サーダート政権と中東和平
ナーセルの後任となったアンワル・アッ＝サーダート（サダト）は、政権獲得直後に国内の親ソ連派を追放して主導権を握り、社会主義的経済政策の転換、西側諸国への接近など、ナーセル体制の切り替えを進めた。アラブ民族主義の退潮傾向を受けて、シリアやイエメンが離脱した後も使用され続けていたアラブ連合共和国という国名はエジプト・アラブ共和国と改称された。
サーダートは第三次中東戦争で占領されたシナイ半島の回復を目指し、再びイスラエルとの戦いに向かった。1973年10月、シリア軍と示し合わせてイスラエルに攻撃を開始し、停戦ラインとなっていたスエズ運河を渡河してイスラエル軍に大きな打撃を与えた（第四次中東戦争）。さらに中東各国の支援を取り付けることに成功し、とりわけペルシア湾岸の産油国はイスラエルを支持する国への石油輸出を停止する処置をとったことで各国の経済に大きな影響を与えた（第一次オイルショック）。その後イスラエルの反撃が始まり、エジプト・シリアは劣勢に立たされたが、アメリカ・ソ連の介入によって停戦がなされ、初戦での戦果を軸に政治的には一応の勝利を収めることに成功した。第三次中東戦争以来閉鎖されていたスエズ運河の通航が再び可能となり、その収入は西側諸国からの外資導入とともに、エジプトの経済再建を後押しした。

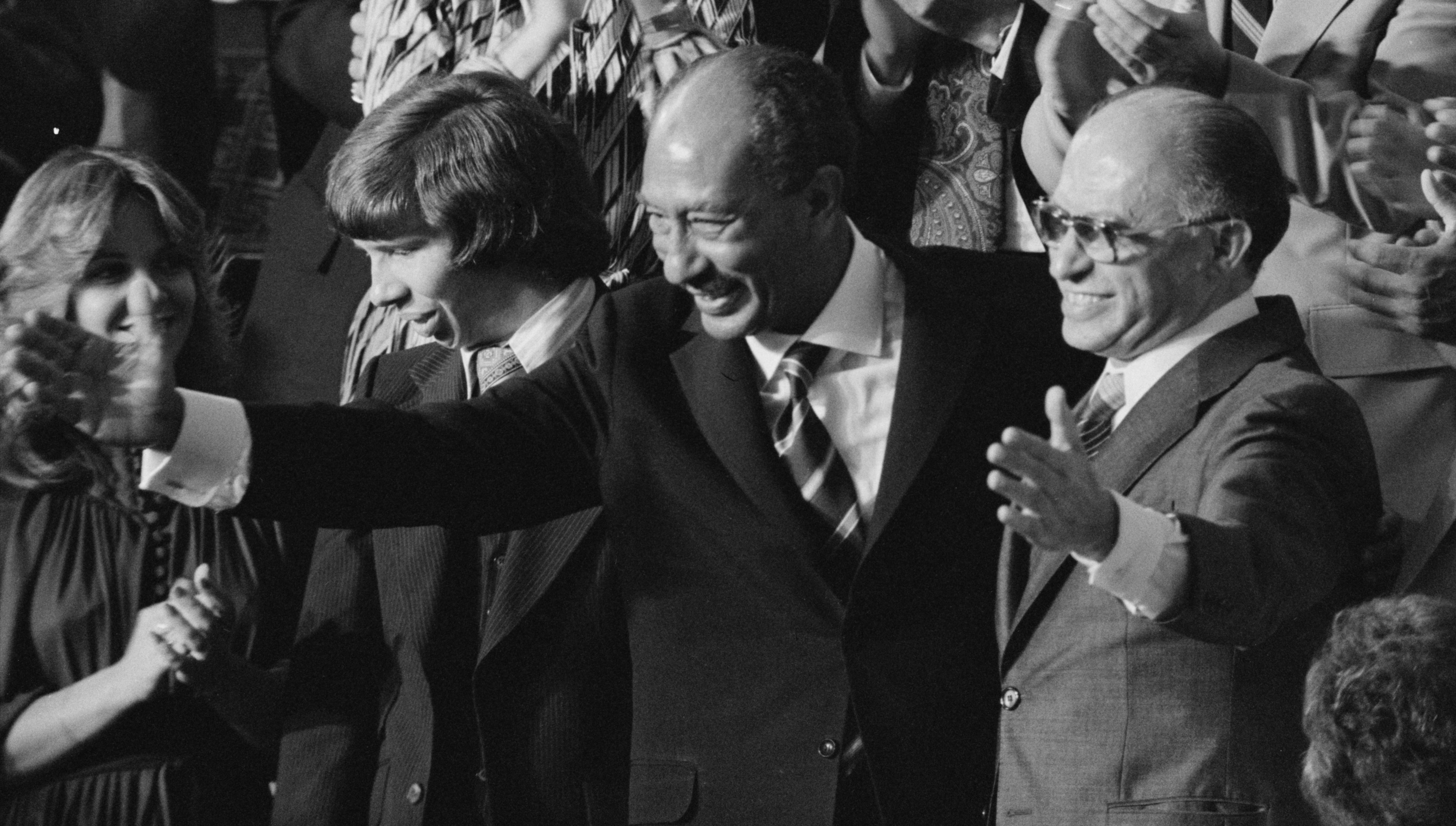
エジプト大統領サーダート（中央）とイスラエル大統領ベギン（右）

サーダートの政策は1960年代から1970年代のエジプト及びアラブ諸国の情勢変化に伴い、アラブ全体からよりエジプト単独の利益を指向したものへと変化した。情勢変化とはサウジアラビアの国力増強とシリアのハーフィズ・アル＝アサド（在任：1971年-2000年）政権の成立によって、エジプト以外のアラブ諸国の存在感が強まり、エジプトが主導的な役割を果たすことが難しくなっていたことや、アラブ各国の政権が安定しはじめ、アラブ統一のような超国家的な主張が力を持つのが難しくなり、アラブ民族主義がより緩やかな国際協調という形で表出するようになったことなどである。特にエジプトでは、シリアやイラクのような第一次・第二次世界大戦によって枠組みが形成された人工的な国家（これらの諸国ではアラブ民族主義は政権の正統性を高める要素でもあった）と異なり、独立国家としての歴史的一体性が強固であったことが、アラブ民族主義と個別の領域的なナショナリズムとの関係を柔軟なものとした。サーダートはイスラエルとの戦争の負担が大きいことや軍事上の劣勢を理解しており、和平に向けて大きく進路を変更した。
1977年11月、サーダートはイスラエルの国会に出向いて和平を呼び掛けるという行動に出て各国に大きな衝撃を与えた。これを契機として実質的な和平交渉へ向けての準備が進められた。これを受けてアメリカ大統領カーターは1978年に両国の仲介を本格化させ、サーダートとイスラエル大統領メナヘム・ベギンをメリーランド州キャンプ・デーヴィッドに招聘し、和平交渉が行われた。長期にわたる交渉の末、エジプト・イスラエル間の相互承認、戦争状態の終結、シナイ半島の返還、スエズ運河の自由航行などを合意した和平が結ばれた（キャンプ・デーヴィッド合意）。この和平は中東の政治地図に決定的な影響を与えた。西側諸国はエジプトの決断を歴史的な成果として大きく評価する一方、アラブ諸国ではこれをエジプトの「裏切り」とみなし激しく非難した。この結果、中東各国でエジプトとの断交や対エジプトの経済制裁が実施され、エジプトはアラブ連盟からも追放された。またこの和平と親西側路線への転換によってエジプトはアメリカから巨額の経済・軍事援助を獲得した。
アメリカからの支援を梃子に政治・経済的自由化を進めたサーダートの政策（インフィターハ、門戸開放）は、アラブ諸国からの投資も呼び込み、サービス業を中心に経済を活性化させたが、インフレーションと格差拡大、対外債務の膨張も進行した。また、政治的自由化は形式的なものに留まった。エジプトでは1977年に複数政党制が導入され、アラブ社会主義連合を右派の社会主義自由党、左派の国民統一進歩党、中道派の社会主義アラブ・エジプト党にそれぞれ改編されたが、翌1978年にサーダートが国民民主党（NDP）を組織し社会主義アラブ・エジプト党を吸収すると、アラブ社会主義連合が持っていた大衆動員機能はほとんど国民民主党が引き継ぐことになり、中央政権および地方の議席は実質的にはそれまでのアラブ社会主義連合と同じく、国民民主党が一党支配体制下を敷き続けた。
サーダートに対しては、一族による政権私物化という批判が強まり、またイスラエルの和平には強硬派からの強い批判が続けられていた。そして1981年10月6日、イスラーム過激派のジハード団に所属していた陸軍士官によってサーダートは暗殺された。

### ムバーラク政権

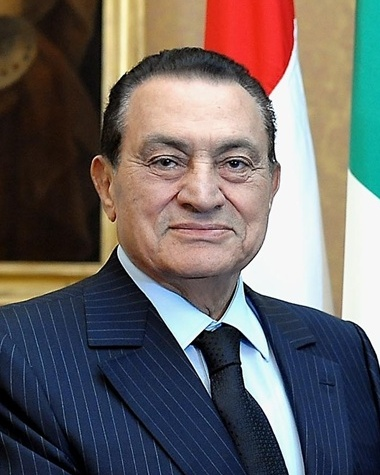
ホスニー・ムバーラク。

サーダート暗殺後、ホスニー・ムバーラク（ムバラク）が副大統領から大統領に昇格した。ムバーラクはサーダートの政策を継承し、対米協調路線を継続するとともに、破綻したアラブ諸国との関係回復を積極的に進めた。1984年にヨルダン、モロッコとの国交を回復を達成したのを始めとして、シリア・イラクとも関係改善し、1989年までにはアラブ連盟に復帰するとともに、イラク、ヨルダン、北イエメンとともにアラブ協力会議（ACC）を結成した。対外債務に圧される国内経済はひっ迫の度合いを強めており、石油価格の低迷の影響を受けて1989年には国家財政は破綻寸前にまで追い詰められた。
1990年、イラク大統領サッダーム・フセインがクウェートに侵攻し、翌年湾岸戦争が勃発した。直前まで自制を求めてイラクに働きかけを行っていたムバーラクはメンツを潰された形となり、ACCも空中分解するなど外交的に大きな打撃を受けた。このためムバーラクはアメリカを中心とする多国籍軍に加わって湾岸戦争に参戦した。戦中・戦後処理においてムバーラクは卓越した外交手腕を発揮し、西側諸国や湾岸諸国から149億ドルに上る債務免除を取り付け、アメリカからの大規模な財政支援・軍事支援も獲得した。湾岸戦争後にはエジプトは中東諸国間やヨーロッパ諸国とアラブ諸国の仲介役として俄かに存在感を強め、アラブ諸国はこぞってエジプトに接近するようになった。
戦争を通じて得た債務免除とアメリカからの支援は危機的状況にあったエジプトの経済問題を解決する切っ掛けとなった。ムバーラクは1991年国際通貨基金（IMF）と構造調整政策を導入することを合意し、財政の引き締め、為替の自由化、価格統制の削減、国有企業の民営化、自由貿易の推進と補助金の削減などを次々と推し進めた。一連の政策は1990年代中目覚ましい成果を上げ、財政赤字問題をほぼ解決し、国民総生産をほぼ倍増させるなど、IMFからは模範事例として賞賛されるほどのエジプト経済の回復をもたらした。
しかし一方で、これらを実現するために国有企業や国有地払い下げの際に政権に近い実業家に好条件で売却するという手法がとられたことによって、一部の実業家に利権が集中し腐敗が深刻化した。ムバーラクの政策を通じて急成長した実業家たちは、財力を背景に国会議員となり始め、企業経営者の国政参入が進行した。このことは全社会を覆う翼賛組織としての国民民主党の性格を変質させることとなった。実業家の進出によって国民民主党は次第に実業家の利益代表としての「ブルジョワ政党化」が進むとともに労働組合などが次第に国民民主党から離れていった。2004年に実業家が複数入閣したアフマド・ナズィーフ（ナジフ）内閣が誕生すると、実業家自身が自らの企業経営に有利な政治を実施する「クローニーキャピタリズム（取り巻き資本主義）」が進展した。ナーセル以来の翼賛的体制は、（多分に実効性に問題がある場合はあったものの）政治的権利の制限と引き換えに国が国民の福祉サービスを提供するという社会主義的な建前に基盤を置いていたが、政治的自由化が全く進展しない中での与党国民民主党のブルジョワ政党化はこうした建前を政府側から破壊するものでもあった。そのため、国民の間で民主化を求めるデモなどが頻発するようになっていった。
湾岸戦争の記憶も遠くなった2000年代にはまた、エジプトとアメリカの関係も次第に悪化した。これは中東和平の行き詰まりなどから、アメリカが中東におけるエジプトへの支援の効果に疑問を持ち始めたこと、2001年9月11日に発生したアメリカ同時多発テロ事件に複数のエジプト出身者が関与していたことから、エジプトに対するアメリカ世論が悪化したことなどが背景にあった。同時多発テロの余波として発生した2003年のアメリカによるイラク侵攻（イラク戦争）の際には、ムバーラクは戦争回避を目指して仲介に奔走したが成果はなく、エジプトの無力を内外に印象付ける結果となった。

### アラブの春
2000年代のムバーラクのもう一つの関心事は息子であるガマール・ムバーラクへの大統領職の継承であった。ムバーラクは、ロンドンの投資銀行に勤務していたガマールを、2000年に突如、国民民主党指導部書記局委員に任命した。そして有力な実業家であったアフマド・イッズ（中東最大の鉄鋼会社、イッズ鉄鋼の経営者）がガマールの側近となり党運営を統括するようになった。彼らによって一層の市場経済化が推し進められた。これを象徴するのが2007年の憲法改正であり、既に形骸化していたナーセル以来の社会主義的理念が排除され、憲法中の「社会主義」という用語が全て削除された。それが実現されていたかどうかは別として、このような社会主義的理念そのものはエジプト国民の間では広く共有されていたものであったため、憲法改正には批判的な世論が強まった。
2011年9月の大統領選挙におけるガマールへの「世襲」がほぼ準備されていた状態となったが、これは2011年1月から始まった政変によって覆されることになる。2010年末、アラブ諸国では大規模な民衆運動による政変が連鎖的に発生した。この一連の事件はアラブの春と呼ばれる。端緒となったのは2010年末にチュニジアで始まったジャスミン革命であり、長期政権を維持していたベン＝アリー大統領が失脚に追い込まれた。チュニジアで発生した混乱はすぐにエジプトにも伝播した。

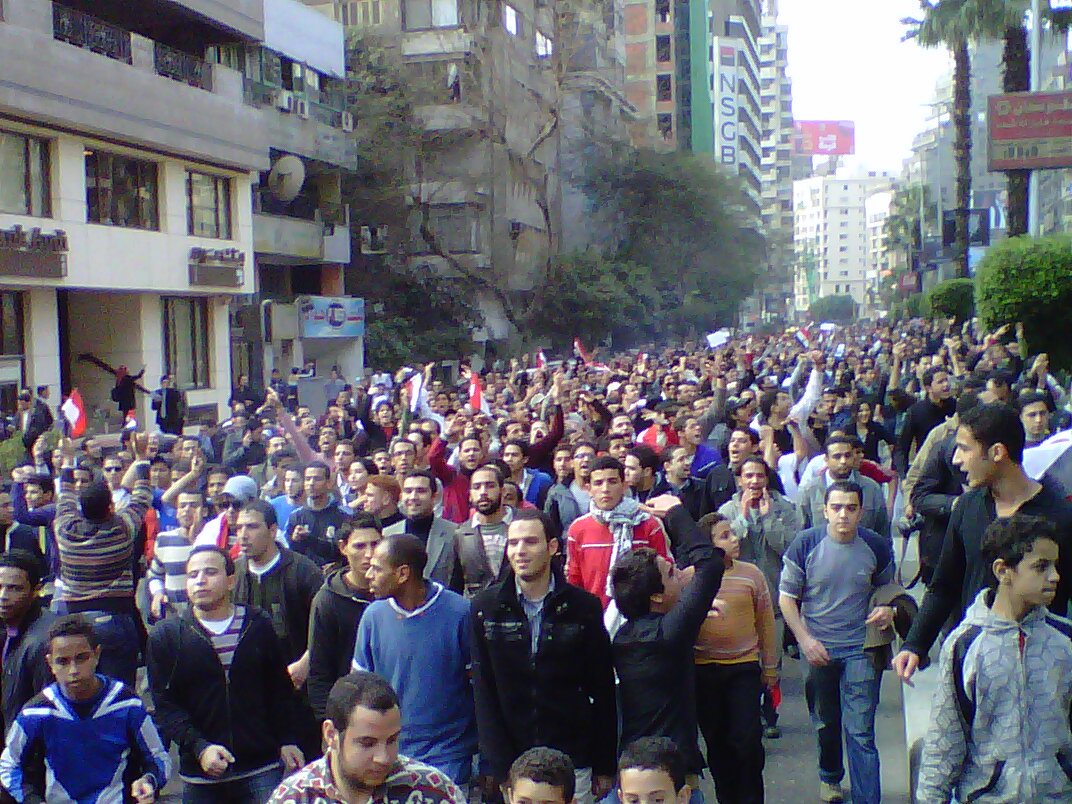
2011年1月25日のデモ。

中東調査会の金谷美紗の解説によれば、エジプトにおける「アラブの春」は2000年代後半の抗議運動の延長線上にあると言われる。2008年には下エジプトにある工業都市マハッラ・クブラーで賃上げや労働条件の改善を求めてストライキを開始したのを切っ掛けとして、各地に労働争議が広まった。この中で、労働運動に連帯を示す若者グループ（青年勢力）が国家の腐敗や政治的自由の抑圧に反対を叫ぶようゼネストの呼びかけを行い、これをきっかけに民主化を求める若者団体「4月6日運動」が結成された。また2009年には税務局従業員が官製労働組合から分離して独自の労働組合を組織し、警察によるハリード・サイードと言う名の青年への拷問事件を切っ掛けに、「われわれは皆ハリード・サイード」という抗議グループも形成された。これらの抗議運動を通じて国家統制に対して公然と異議・批判を行う空間が形成されていった。このような状況を助長したのがインターネットの普及であり、抗議運動の組織化はFacebookなどのSNSを通じて広まった。
2010年末のチュニジアの政権崩壊とその切っ掛けになった青年の焼身自殺と抗議活動が伝わると、翌2011年にエジプトでも「警察の日」にあたる1月25日に抗議運動の呼びかけが行われた。この呼びかけを最初に行った人物は無名の若者であり、SNSを通じて急速に広まった。当初はエジプトにおける抗議運動はそれまでと同じように中小規模の集会に過ぎないと予想されていたが、カイロ各地で数百人規模のデモが行われている様子が衛星放送やSNSで拡散されると、既存の抗議グループやその他人々も参加して、瞬く間に全国的な抗議運動を誘発し参加人数が膨れ上がった。やがて野党勢力が加わると共に、ムスリム同胞団が支持層の動員をかけてゼネストを開始し、エジプト政治・経済は麻痺状態に陥った。事態の趨勢に決定的な影響を与えたのは軍であった。1月25日に抗議活動が始まった際、当初ムバーラクは警察に鎮圧を命じていた。だが、警察の統制力では対処不能の事態であることが判明すると軍に出動を命じた。だが軍は鎮圧行動をとらず、1月31日には軍報道官が軍は民衆に武力行使を行わないと述べた。2月1日にはムバーラクは次期大統領選挙への不出馬と息子ガマールへの大統領職継承を断念することを宣言した。そして2011年2月11日、ムバーラクが大統領を辞任することが発表された。それまでに846名の死者と6,400人以上の重軽傷者を出した（エジプト革命）。この間の軍の行動はクーデターに類するものと見なされるが、軍がなぜ、またどの段階でムバーラクを見限ったのかは明らかではない。

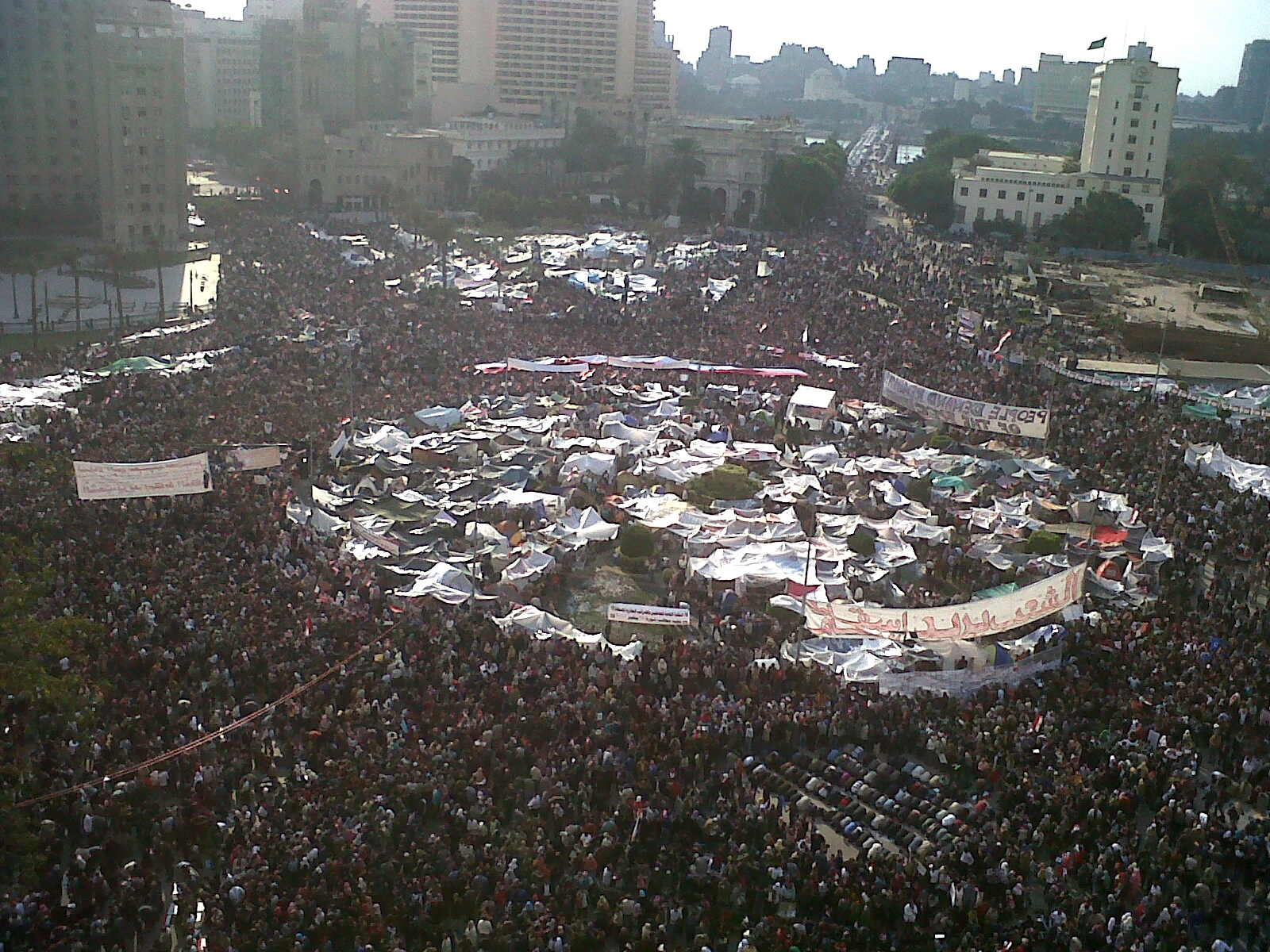
カイロ、タハリール広場のデモ。2011年2月8日。

ムバーラク体制の打倒のために一斉に行動した各派はその後、紛争・弱体化・影響力の低下の中で多くが雲散霧消していった。ムバーラク政権崩壊後、軍最高評議会（SCAF）がエジプトを暫定統治することになったが、若者グループは暫定統治の早期終了と民主化移行を求めて抗議運動を継続した。その後、ムスリム同胞団が軍最高評議会に政治参加を要求し、ムスリム同胞団員のムハンマド・ムルスィーを大統領とする政権が発足したが、ムスリム同胞団のイスラーム主義的政策やイスラーム過激派との関係に批判が巻き起こり、度重なる衝突が発生した。反ムルスィー派の若者グループはムルスィーの辞任を求める「タマッルド運動（反乱運動）」を結成した。2013年6月30日、タマッルド運動の抗議デモがカイロの市街を埋めつくし、軍がこれに支持を与えてクーデターを起こしたことでムルスィーは辞任に追い込まれた（2013年エジプトクーデター）。しかし、軍の影響下にある暫定政権がムスリム同胞団の徹底弾圧を開始し、タマッルド運動がそれを支持する方向に向かうと、タマッルド運動で内部分裂が始まり、これを批判する「4月6日運動」など別の若者グループとの間でも対立が始まった。結局タマッルド運動は空中分解し、さらに暫定大統領アドリー・マンスールを挟んで2014年にアブドルファッターフ・アッ＝スィースィーが大統領となると「4月6日運動」も弾圧され非合法化された。一方で政権側を支持する道を選んだ若者グループは概ね再び翼賛的体制を形成して政府に取り込まれる形となり、独自の政治勢力を形成するに至らなかった。
エジプトにおけるアラブの春の波及と革命の勃発について、その原因や結果についての評価は定まっていない。エジプト革命の原因として、貧困、貧富の格差、社会的不公正、欧米諸国の動向、インターネットなど新たなメディアの普及、人口動静など様々な要因が研究者たちやジャーナリズムによって挙げられている。アラブの春はチュニジアにおいては民主化、シリアにおいては内戦など、それぞれの国に異なる影響を与えているが、エジプトにおいては一連の混乱を経て大統領となったスィースィーが再びナーセル以来の権威主義的体制を構築したと評されている。革命とクーデターに参与した多くの派閥が明確な政治組織の形成に失敗したことに加え、この混乱が経済を混乱させ生活を圧迫したために、抗議運動への国民的支持が尻すぼみになったことがエジプトにおけるアラブの春の帰結をもたらしたとも考えられる。2019年11月現在、エジプトではスィースィー政権が継続している。